# Catalogo CGD
Catalogo della CGD.

## 78 giri - serie SO
| Numero di catalogo | Anno           | Interprete | Titoli                                                              |
| ------------------ | -------------- | ---------- | ------------------------------------------------------------------- |
| SO 1100            | Febbraio 1948  | Teddy Reno | White Christmas/You Keep Coming Back Like A Song                    |
| SO 1104            | 25 maggio 1948 | Teddy Reno | Fantasia N. 1 di motivi americani/Fantasia N. 2 di motivi americani |
| SO 1105            | 9 giugno 1948  | Teddy Reno | Near you/Susy                                                       |
| SO 1106            | 9 giugno 1948  | Teddy Reno | Summertime/Ballerina                                                |

## 78 giri - serie PV
| Numero di catalogo | Anno                              | Interprete                                                                | Titoli |
| ------------------ | --------------------------------- | ------------------------------------------------------------------------- | --- |
| PV 1206            | 14 aprile 1948                    | Brenda Gioi e Teddy Reno                                                  | I love you for sentimental reasons (Io t'amo)/Personality                                                          |
| PV 1208            | 1948                              | Giorgio Consolini                                                         | Mandolinate a sera/Madonna degli angeli                                                                            |
| PV 1209            | 1948                              | Giorgio Consolini                                                         | Ti voglio baciar/È nato un tango                                                                                   |
| PV 1210            | 1948                              | Giorgio Consolini                                                         | Serenata celeste/Valzer di signorinella                                                                            |
| PV 1212            | 1948                              | Quintetto Springher                                                       | Frase n. 1/Frase n. 2                                                                                              |
| PV 1216            | 1948                              | Giorgio Consolini                                                         | Volerti tanto bene/Mandolinatella                                                                                  |
| PV 1217            | 1948                              | Giorgio Consolini                                                         | Sul "Cucciolo"/Valzer del bicchierino                                                                              |
| PV 1219            | 1948                              | Quintetto Springher                                                       | Frase n. 3/Frase n. 4                                                                                              |
| PV 1227            | 1948                              | Giorgio Consolini                                                         | I pompieri di Viggiù/Han rubato il Duomo                                                                           |
| PV 1229            | 1948                              | Giorgio Consolini                                                         | Lontano/M'hai fatto tanto male                                                                                     |
| PV 1231            | 1948                              | Teddy Reno                                                                | Laroo Laroo/Manana                                                                                                 |
| PV 1232            | 1948                              | Teddy Reno                                                                | Civilization/Nature Boy                                                                                            |
| PV 1233            | 1948                              | Giorgio Consolini / Bruno Quirinetta                                      | Vecchia Roma / Fatte fa 'na foto                                                                                   |
| PV 1235            | 24 settembre 1948                 | Bruno Quirinetta                                                          | Cae Cae (Cadrà... cadrà...)/17.000 e 700                                                                           |
| PV 1240            | 1948                              | Giorgio Consolini                                                         | È troppo tardi/Sentiero spagnolo                                                                                   |
| PV 1244            | 1948                              | Giorgio Consolini                                                         | Piccolo paese/Se mio nonno fosse al mondo                                                                          |
| PV 1245            | 1948                              | Giorgio Consolini                                                         | Perché non sognar/Non è una serenata                                                                               |
| PV 1248            | 1948                              | Giorgio Consolini                                                         | Ci vediamo a Sorrento/Napoli e Maria                                                                               |
| PV 1261            | 1948                              | Giorgio Consolini                                                         | Baciamoci ancora/Quel sì non lo dire                                                                               |
| PV 1262            | 5 novembre 1948 e 13 gennaio 1949 | Giorgio Consolini                                                         | Occhi languidi/Torna ideal                                                                                         |
| PV 1263            | 1948                              | Giorgio Consolini                                                         | Verde luna/Vivere baciandoti                                                                                       |
| PV 1265            | 1948                              | Giorgio Consolini e Teddy Reno                                            | Cuca cuca/? |
| PV 1266            | 1948                              | Nunzio Filogamo                                                           | È tutta propaganda/?                                                                                               |
| PV 1272            | 1949                              | Giorgio Consolini                                                         | Portami via/Occhi lontani                                                                                          |
| PV 1273            | 1949                              | Jone Cacciagli                                                            | Se tu partissi/Cuanto le gusta                                                                                     |
| PV 1274            | 1949                              | Giorgio Consolini                                                         | L'onorevole Bricolle/I pompieri di Viggiù                                                                          |
| PV 1283            | 15 febbraio 1949                  | Giorgio Consolini                                                         | Paquito Lindo/Panorama di Napoli                                                                                   |
| PV 1284            | 1949                              | Giorgio Consolini                                                         | Sei venuta per me/Campane di nostalgia                                                                             |
| PV 1285            | 1949                              | Giorgio Consolini                                                         | Dillo tu serenata/A Rio De Janeiro                                                                                 |
| PV 1286            | 1949                              | Giorgio Consolini                                                         | Esclava de mi sueno/Va' pensiero                                                                                   |
| PV 1287            | 1949                              | Giorgio Consolini                                                         | L'omino del vicino/L'amore sotto la luna                                                                           |
| PV 1290            | Marzo 1949                        | Jula de Palma                                                             | Danse Avec Moi/Douce France                                                                                        |
| PV 1291            | Marzo 1949                        | Jula de Palma                                                             | La Seine/Simple Histoire                                                                                           |
| PV 1292            | 1949                              | Giorgio Consolini                                                         | Tre fontane/Luna napoletana                                                                                        |
| PV 1301            | 1949                              | Giorgio Consolini                                                         | Valzer di signorinella/Serenata celeste                                                                            |
| PV 1322            | 1949                              | Giorgio Consolini                                                         | Luna algerina/Perché lasciasti Napoli                                                                              |
| PV 1323            | 1949                              | Teddy Reno                                                                | Il mare/Veleno |
| PV 1324            | 1949                              | Giorgio Consolini                                                         | Se tu mi ami non so/Notte di Venezia                                                                               |
| PV 1377            | 1949                              | Giorgio Consolini                                                         | A Trieste ho lasciato il cuor/Madonnina della scogliera                                                            |
| PV 1378            | 1949                              | Giorgio Consolini                                                         | Le ragazze di Piazza di Spagna/Intimità                                                                            |
| PV 1389            | 1949                              | Giorgio Consolini                                                         | La vita è bella/Vola canzone d'amore                                                                               |
| PV 1403            | 1949                              | Teddy Reno                                                                | Begin the Beguine/Stormy Weather                                                                                   |
| PV 1406            | 1949                              | Giorgio Consolini                                                         | Madonna Ornella/Cuore zigano                                                                                       |
| PV 1407            | 1949                              | Giorgio Consolini                                                         | Signora nostalgia/Chi fa spuntare il sole                                                                          |
| PV 1408            | 1949                              | Giorgio Consolini                                                         | Madonnina senza cuore/Celita                                                                                       |
| PV 1409            | 1949                              | Giorgio Consolini                                                         | Tre fontane/Canzone a Maria                                                                                        |
| PV 1412            | 1949                              | Giorgio Consolini                                                         | Passione mia/Chitarra mia                                                                                          |
| PV 1414            | 1949                              | Giorgio Consolini                                                         | Torna ideal/Qui sotto il cielo di Capri                                                                            |
| PV 1415            | 21 giugno 1949                    | Giorgio Consolini                                                         | Lo stornello del marinaio/Stornellata romana                                                                       |
| PV 1416            | 1949                              | Giorgio Consolini                                                         | Rumba all'italiana/Acquerello napoletano                                                                           |
| PV 1420            | 1949                              | Teddy Reno & Jula de Palma                                                | Sleepy Lagoon/So Tired                                                                                             |
| PV 1421            | Luglio 1949                       | Jula de Palma e Teddy Reno                                                | Nature Boy/La Vie En Rose/Long Ago                                                                                 |
| PV 1428            | 1949                              | Serafino Bimbo                                                            | Sambita/Tarantella dell'amore                                                                                      |
| PV 1430            | 1949                              | Serafino Bimbo                                                            | Cosa importa a me?/Il Maragià del Magador                                                                          |
| PV 1434            | 1949                              | Giorgio Consolini                                                         | Apri la porta/Sulla montagna                                                                                       |
| PV 1437            | 1949                              | Giorgio Consolini                                                         | Il mio tormento/Vamos chica                                                                                        |
| PV 1438            | 1949                              | Giorgio Consolini                                                         | Sottobraccio/O brasileira bella                                                                                    |
| PV 1439            | 1949                              | Giorgio Consolini                                                         | La tua musica/Serenata dell'alba                                                                                   |
| PV 1440            | 1949                              | Giorgio Consolini                                                         | Ultima violetta/Serenata lontana                                                                                   |
| PV 1441            | 1949                              | Giorgio Consolini                                                         | Alle terme di Caracalla/Se a Milano ci fosse il mare                                                               |
| PV 1443            | Luglio 1949                       | Jula de Palma                                                             | La Chanson Des Rues/Pour Les Amants C'Est Tous Les Jours Dimanche                                                  |
| PV 1444            | 1949                              | Serafino Bimbo                                                            | Voglio confessar/Qualcosa in Perù                                                                                  |
| PV 1445            | 1949                              | Lelio Luttazzi                                                            | Fantasia ritmica (I Surrender Dear-Lady Be Good)/Fantasia ritmica (Troppo tardi-Sempre di più-Il giovanotto matto) |
| PV 1447            | 1949                              | Teddy Reno                                                                | Blue Skies/A Serenade To An Old Fashioned Girl                                                                     |
| PV 1449            | 1949                              | Teddy Reno                                                                | Again/Quizas Quizas                                                                                                |
| PV 1459            | 1949                              | Giorgio Consolini                                                         | Borgo antico/Oggi è felice il mio cuore                                                                            |
| PV 1460            | 1949                              | Giorgio Consolini                                                         | Angeli negri/Baciami tanto                                                                                         |
| PV 1461            | 1949                              | Giorgio Consolini                                                         | Rosso di sera/Serenata d'amore                                                                                     |
| PV 1464            | 1949                              | Giorgio Consolini                                                         | Mamma bianca/Buonasera signora luna                                                                                |
| PV 1466            | 1949                              | Serafino Bimbo                                                            | L'appetito vien baciando/Che mele!                                                                                 |
| PV 1467            | 1949                              | Teddy Reno                                                                | Autunno/Non dir così                                                                                               |
| PV 1473            | Ottobre 1949                      | Jula de Palma                                                             | Bolero/La Semain d'Amour                                                                                           |
| PV 1474            | Ottobre 1949                      | Jula de Palma                                                             | Bolero d'Amour/Maitre Pierre                                                                                       |
| PV 1477            | 1949                              | Giorgio Consolini                                                         | Alle terme di Caracalla/Sempre con te                                                                              |
| PV 1481            | 1949                              | Serafino Bimbo                                                            | E' bello e biondo/L'ottava meraviglia                                                                              |
| PV 1485            | 1949                              | Giorgio Consolini                                                         | Dormiveglia/Tango dell'addio                                                                                       |
| PV 1492            | 1950                              | Otto Schroder e l'Orchestra Tipica Salon Viennese                         | I pattinatori/Sulle onde del Danubio Blu                                                                           |
| PV 1494            | 1950                              | Orchestra Bruno Quirinetta                                                | Harry Lime Theme/Il valzer del Caffè Mozart                                                                        |
| PV 1495            | 1950                              | Teddy Reno e Lelio Luttazzi                                               | Coffee Time/Do You Know What It Means                                                                              |
| PV 1496            | Gennaio 1950                      | Teddy Reno sul lato A e Teddy Reno con Jula de Palma sul lato B           | Les Feuilles Mortes/Aimez Toujours                                                                                 |
| PV 1503            | 1950                              | Giorgio Consolini                                                         | Lo zampognaro del Molise/Balconi di Napoli                                                                         |
| PV 1504            | 1950                              | Giorgio Consolini                                                         | La signora di trent'anni fa/Vieni cercheremo insieme                                                               |
| PV 1505            | 1950                              | Jula de Palma                                                             | Johnny e Alice/Un jour de bonheur                                                                                  |
| PV 1512            | 1950                              | Jula de Palma                                                             | Caracolì/Brumes |
| PV 1525            | Marzo 1950                        | Jula de Palma                                                             | Casablanca/Sans Vous                                                                                               |
| PV 1531            | 1950                              | Peppino De Filippo                                                        | La Paparella/Nonna Nunnarella                                                                                      |
| PV 1536            | 1950                              | Giorgio Consolini                                                         | Me so 'mbriacato 'e sole/Santa Maria del fiore                                                                     |
| PV 1537            | 1950                              | Giorgio Consolini                                                         | Bruna isolana/Serenatella ancora                                                                                   |
| PV 1538            | 1950                              | Giorgio Consolini                                                         | Domani/Stornellata romana                                                                                          |
| PV 1539            | 1950                              | Giorgio Consolini                                                         | Vecchia chitarra/Sei stata tu                                                                                      |
| PV 1540            | 1950                              | Giorgio Consolini                                                         | Angelo bello/Mattinatella                                                                                          |
| PV 1541            | 1950                              | Giorgio Consolini                                                         | Verde Nilo/Fontana silenziosa                                                                                      |
| PV 1542            | 1950                              | Giorgio Consolini                                                         | Lasciami solo/L'orchestra del mio paese                                                                            |
| PV 1543            | 1950                              | Giorgio Consolini                                                         | Il cerchio d'oro/Nostalgia giuliana                                                                                |
| PV 1554            | 1950                              | Serafino Bimbo                                                            | Mi serve il passaporto/Cuba-Kuba'!                                                                                 |
| PV 1556            | 1950                              | Teddy Reno (lato A)/Serafino Bimbo (lato B)                               | A noche hable con la luna/Com'è bello far l'indiano                                                                |
| PV 1562            | 1950                              | Serafino Bimbo                                                            | La matadora/Viva la fabbrica!                                                                                      |
| PV 1569            | 1950                              | Jula De Palma                                                             | Dimmi t'amo/Nostalgia del mare                                                                                     |
| PV 1570            | 1950                              | Lelio Luttazzi                                                            | Comincia per A/St. Louis Blues                                                                                     |
| PV 1571            | 1950                              | Bruno e la sua orchestra Quirinetta                                       | Il vero Charleston/Mambo Jambo, Que rico el Mambo !                                                                |
| PV 1573            | 1950                              | Teddy Reno                                                                | September Song/Mona Lisa                                                                                           |
| PV 1582            | 1950                              | Giorgio Consolini                                                         | Tiriamo a campar/Italia mia                                                                                        |
| PV 1583            | 1950                              | Giorgio Consolini                                                         | Canzone della strada/Notte a Santa Lucia                                                                           |
| PV 1584            | 1950                              | Giorgio Consolini                                                         | L'ultima serenata/Notte a Santa Lucia                                                                              |
| PV 1585            | 1950                              | Giorgio Consolini                                                         | Luna rossa/La mia strada                                                                                           |
| PV 1586            | 1950                              | Giorgio Consolini                                                         | E tornò a passo svelto/Mentre tu dormi bambina                                                                     |
| PV 1587            | 1950                              | Giorgio Consolini                                                         | 'A rundinella mia/Luna rossa                                                                                       |
| PV 1588            | 1950                              | Giorgio Consolini                                                         | Mandatemi una cartolina/Forse domani                                                                               |
| PV 1589            | 1950                              | Jula de Palma                                                             | The Man I Love/Chante                                                                                              |
| PV 1592            | 1950                              | Teddy Reno                                                                | Ciliegi rosa/Veronica                                                                                              |
| PV 1594            | 1950                              | Teddy Reno                                                                | Vecchia America/Luna malinconica                                                                                   |
| PV 1605            | 1951                              | Teddy Reno                                                                | Grazie dei fiori/Desiderio                                                                                         |
| PV 1607            | 1951                              | Teddy Reno e Jula De Palma sul lato A / Teddy Reno sul lato B             | Eco fra gli abeti/Sapevi di mentire                                                                                |
| PV 1622            | 1951                              | Giorgio Consolini                                                         | Addio sogni di gloria/Strade romane                                                                                |
| PV 1623            | 1951                              | Giorgio Consolini                                                         | Alba sul mare/Prigioniero d'un sogno                                                                               |
| PV 1624            | 1951                              | Giorgio Consolini                                                         | Serenata a nessuno/Bocca desiderata                                                                                |
| PV 1630            | Marzo 1951                        | Jula de Palma                                                             | C'Est Si Bon/Couci Cousa                                                                                           |
| PV 1637            | 1951                              | Giorgio Consolini                                                         | Cancello chiuso/Ai nostri monti                                                                                    |
| PV 1638            | 1951                              | Giorgio Consolini                                                         | Venditrice di stornelli/Roma città santa                                                                           |
| PV 1646            | 1951                              | Teddy Reno                                                                | Patricia/Solitude                                                                                                  |
| PV 1649            | 1951                              | Teddy Reno                                                                | Aquellos Ojos Verdes/Jungle Drums                                                                                  |
| PV 1651            | 1951                              | Jula de Palma                                                             | Premier printemps/Gigi                                                                                             |
| PV 1655            | 1951                              | Giorgio Consolini                                                         | Campanile silenzioso/Primavera                                                                                     |
| PV 1656            | 1951                              | Giorgio Consolini                                                         | La maestrina di mia figlia/Senza più serenate                                                                      |
| PV 1657            | 1951                              | Giorgio Consolini                                                         | L'ultimo mandolino/Un giorno sì, un giorno no                                                                      |
| PV 1658            | 1951                              | Giorgio Consolini                                                         | Zoccoletti/Papà |
| PV 1659            | 1951                              | Giorgio Consolini                                                         | Come una nuvola/Vecchio cuore                                                                                      |
| PV 1660            | 1951                              | Giorgio Consolini                                                         | Per l'ultima volta/La mamma dei sogni                                                                              |
| PV 1661            | 1951                              | Giorgio Consolini                                                         | Fiore d'amore/Mare di coralli                                                                                      |
| PV 1667            | 1951                              | Jula de Palma                                                             | Tea For Two/I Know that You Know                                                                                   |
| PV 1668            | 1951                              | Jula de Palma                                                             | You Go To My Head/My Heart Beats Faster                                                                            |
| PV 1669            | Settembre 1951                    | Jula de Palma                                                             | Dominò/Melancolie                                                                                                  |
| PV 1673            | 1951                              | Teddy Reno                                                                | With A Song In My Heart/If                                                                                         |
| PV 1674            | 1951                              | Giorgio Consolini                                                         | Jurnata triste/Malafemmena                                                                                         |
| PV 1675            | 1951                              | Giorgio Consolini                                                         | Da quella sera/Canzone di primavera                                                                                |
| PV 1676            | 1951                              | Giorgio Consolini                                                         | Bellezze a Capri/Noi siamo un solo cuor                                                                            |
| PV 1677            | 1951                              | Giorgio Consolini                                                         | Buongiorno, arrivederci, addio/Quando Milano                                                                       |
| PV 1685            | 1951                              | Teddy Reno                                                                | ...Ma l'Italia è un'altra cosa!/Co' son lontan de ti Trieste mia...                                                |
| PV 1688            | 1951                              | Giorgio Consolini                                                         | Ho pianto per te/Notturno a Paraggi                                                                                |
| PV 1689            | 1951                              | Giorgio Consolini                                                         | Un velo bianco/E mi dispiace                                                                                       |
| PV 1690            | 1951                              | Giorgio Consolini                                                         | Piccolo bar/Scusate tanto                                                                                          |
| PV 1691            | 1952                              | Giorgio Consolini                                                         | Quando Berta filava/Canzone sbagliata                                                                              |
| PV 1696            | 1952                              | Giorgio Consolini                                                         | Città fiorita/Via della Passione                                                                                   |
| PV 1705            | 1952                              | Giorgio Consolini                                                         | Madonna delle rose/Cantate e sorridete                                                                             |
| PV 1706            | 1952                              | Jula De Palma                                                             | Elle a des yeux/Avril au Portugal                                                                                  |
| PV 1725            | 1952                              | Giorgio Consolini                                                         | Torna piccina mia/Come pioveva                                                                                     |
| PV 1727            | 1952                              | Giorgio Consolini                                                         | A Trieste ho lasciato il cuore/Madonna della scogliera                                                             |
| PV 1732            | 1952                              | Teddy Reno                                                                | Be My Love/Whilelmina                                                                                              |
| PV 1735            | 1952                              | Teddy Reno                                                                | Il mambo del trenino/?                                                                                             |
| PV 1749            | 1952                              | Teddy Reno                                                                | Addio!/Terra senza musica                                                                                          |
| PV 1752            | 1952                              | Giorgio Consolini                                                         | Come pioveva/Torna piccina mia                                                                                     |
| PV 1753            | 1952                              | Giorgio Consolini                                                         | Bella dispettosa/Non ti ricordi                                                                                    |
| PV 1754            | 1952                              | Giorgio Consolini                                                         | Bianca Rosa/Vecchia Bologna                                                                                        |
| PV 1771            | 1952                              | Giorgio Consolini                                                         | L'ho vista/T'ho sempre pensato                                                                                     |
| PV 1772            | 1952                              | Giorgio Consolini                                                         | Orgoglio/Porta di casa                                                                                             |
| PV 1773            | 1952                              | Giorgio Consolini                                                         | Signora canzone/Stornello trasteverino                                                                             |
| PV 1790            | 1952                              | Lello Perrelli                                                            | 'E campane napulitane/'A riggina de tarantelle                                                                     |
| PV 1791            | 1952                              | Serafino Bimbo                                                            | I cavalieri del cielo/Vicin' 'o mare                                                                               |
| PV 1792            | 1952                              | Serafino Bimbo                                                            | Quante lune!/Olè Olè (uno spagnolo a Cuba)                                                                         |
| PV 1803            | Ottobre 1952                      | Jula de Palma                                                             | Chérie/Vogliamoci bene                                                                                             |
| PV 1805            | 1952                              | Giorgio Consolini                                                         | Carrettino siciliano/Terra straniera                                                                               |
| PV 1806            | 1952                              | Giorgio Consolini                                                         | Un saluto al mio paese/Il menestrello                                                                              |
| PV 1807            | 1952                              | Giorgio Consolini                                                         | Terra straniera/Serenata ironica                                                                                   |
| PV 1808            | 1952                              | Giorgio Consolini                                                         | Luna rossa/Jurnata triste                                                                                          |
| PV 1821            | 1952                              | Teddy Reno                                                                | I Only Have Eyes For You/How Deep Is The Ocean                                                                     |
| PV 1822            | 1952                              | Teddy Reno                                                                | Parole amare/Triste domenica                                                                                       |
| PV 1826            | 1952                              | Giorgio Consolini                                                         | Passan le penne nere/Non dirmi nulla                                                                               |
| PV 1827            | 1952                              | Giorgio Consolini                                                         | Fontane romane/Serenatissima                                                                                       |
| PV 1828            | 1952                              | Giorgio Consolini                                                         | Va via/Serenata amara                                                                                              |
| PV 1833            | 1953                              | Jula de Palma                                                             | Acque amare/Viale d'autunno                                                                                        |
| PV 1834            | 1953                              | Jula de Palma                                                             | L'altra/No Pierrot                                                                                                 |
| PV 1835            | 1953                              | Teddy Reno                                                                | Campanaro/Canto della solitudine                                                                                   |
| PV 1836            | 1953                              | Teddy Reno                                                                | Lasciami cantare una canzone/Sussurrando buonanotte                                                                |
| PV 1837            | 1953                              | Teddy Reno                                                                | Papà Pacifico/Innamorami                                                                                           |
| PV 1838            | 1953                              | Giorgio Consolini                                                         | Tamburo del reggimento/Vecchia villa comunale                                                                      |
| PV 1839            | 1953                              | Giorgio Consolini                                                         | Vecchio scarpone/La mamma che piange di più                                                                        |
| PV 1840            | 1953                              | Giorgio Consolini                                                         | Domandatelo/Povero amico mio                                                                                       |
| PV 1841            | 1953                              | Teddy Reno                                                                | La pianola stonata/Qualcuno cammina                                                                                |
| PV 1842            | 1953                              | Teddy Reno                                                                | Il passerotto/Buona sera                                                                                           |
| PV 1843            | 1953                              | Teddy Reno sul lato A e Teddy Reno con Jula de Palma sul lato B           | Tutto è possibile/In un palco della Scala                                                                          |
| PV 1844            | 1953                              | Giorgio Consolini                                                         | Samba alla fiorentina/Dove mi porta il cuore                                                                       |
| PV 1845            | 1953                              | Giorgio Consolini                                                         | Le rocce rosse/Trecce d'oro                                                                                        |
| PV 1846            | 1953                              | Giorgio Consolini                                                         | Bambine calabresi/Buonanotte Cosenza                                                                               |
| PV 1847            | 1953                              | Giorgio Consolini                                                         | Signora nostalgia/Chi fa spuntare il sole                                                                          |
| PV 1853            | 1953                              | Teddy Reno                                                                | Merci Beaucoup/La mia donna si chiama desiderio                                                                    |
| PV 1858            | 1953                              | The Peters Sisters                                                        | Merci Beaucoup/Joys of home                                                                                        |
| PV 1860            | Aprile 1953                       | Jula de Palma                                                             | Chérie/Passa il tempo                                                                                              |
| PV 1861            | 1953                              | Giorgio Consolini                                                         | Ho chiesto al sole/La giostra                                                                                      |
| PV 1864            | 1953                              | Teddy Reno                                                                | Ba-ba-baciami piccina/Eternamente-Arlecchinata                                                                     |
| PV 1872            | 1953                              | Sestetto Mantovano Buzzacchi                                              | Sognando amore/La vespa                                                                                            |
| PV 1873            | Maggio 1953                       | Teddy Reno e Jula de Palma (solo sul lato A)                              | Sugarbusch/Charmaine                                                                                               |
| PV 1876            | 1953                              | Teddy Reno                                                                | Un bacio a mezzanotte/Amico Bing non piangere                                                                      |
| PV 1890            | 1953                              | Teddy Reno                                                                | Moulin Rouge/Un bacio ancor                                                                                        |
| PV 1908            | 1953                              | Licia Morosini                                                            | El mareito/Orologio a cucù                                                                                         |
| PV 1913            | 1953                              | Giorgio Consolini                                                         | Acquarello napoletano/Luna napoletana                                                                              |
| PV 1917            | 1954                              | Teddy Reno                                                                | Il cappello di paglia di Firenze/Un bacio ancora (Kiss)                                                            |
| PV 1919            | 1954                              | Teddy Reno                                                                | Kiss/I Only Have Eyes For You                                                                                      |
| PV 1927            | 1954                              | Giorgio Consolini                                                         | Bambine calabresi/Non dirmi nulla                                                                                  |
| PV 1936            | 1954                              | Giorgio Consolini                                                         | Sottobraccio/Brasileira bella                                                                                      |
| PV 1939            | 1954                              | Giorgio Consolini                                                         | Serenata all'alba/La tua musica                                                                                    |
| PV 1947            | 1954                              | Teddy Reno                                                                | Ombra 'e stu suonno/Statte vicino a mme                                                                            |
| PV 1983            | 1954                              | Serafino Bimbo con Gianni Ferrio ed i suoi ragazzi del jazz               | La ragazza col montgomery/Nicolito!                                                                                |
| PV 1988            | 1954                              | Franco Pace                                                               | Malabusciarda/Sì tu me dice sì                                                                                     |
| PV 1989            | 1954                              | Franco Pace                                                               | Ma quando/Come l'onda                                                                                              |
| PV 1990            | 1954                              | Franco Pace                                                               | Penzammoce/Ddoje lacreme                                                                                           |
| PV 1992            | 1954                              | Franco Pace                                                               | Suonno d'ammore/Quann'ero surdato                                                                                  |
| PV 1995            | 1954                              | Jula de Palma                                                             | Ce jour a Paris/Et bailler et dormir                                                                               |
| PV 1996            | Giugno 1954                       | Jula de Palma                                                             | Il favoloso Gershwin/Mon Pays                                                                                      |
| PV 2013            | 1954                              | Gianni Ferrio                                                             | Torna la primavera/Rapsodia svedese                                                                                |
| PV 2018            | 1954                              | Jula de Palma                                                             | Te voglio bene (tanto tanto)/Focu vivu                                                                             |
| PV 2025            | 1º ottobre 1954                   | Jula de Palma                                                             | L'oro (Le Grisbi)/Souvenir d'Italy                                                                                 |
| PV 2028            | 1954                              | Teddy Reno sul lato A / Jula De Palma sul lato B                          | Mes mains/Le grisbi                                                                                                |
| PV 2052            | 1954                              | Nella Colombo & Quartetto Radar con Gianni Ferrio e il suo Complesso      | Le tue mani/Segreto amore                                                                                          |
| PV 2057            | 1955                              | Tina De Paolis                                                            | Acqua 'e maggio/'A zetella (e lu paese)                                                                            |
| PV 2058            | 1955                              | Tina De Paolis                                                            | Zì Carmilì/Perzechè                                                                                                |
| PV 2063            | 1955                              | Nella Colombo (sul lato A) / Marisa Brando e Quartetto Radar (sul lato B) | Comprate i miei fiori/La luna nel rio                                                                              |
| PV 2066            | Gennaio 1955                      | Jula de Palma                                                             | Che fai tu luna in ciel/L'ombra                                                                                    |
| PV 2067            | 1955                              | Jula de Palma                                                             | Cantilena del trainante/Sentiero                                                                                   |
| PV 2072            | 1955                              | Nella Colombo                                                             | Era un omino (piccino piccino)/Il primo viaggio                                                                    |
| PV 2079            | Marzo 1955                        | Jula de Palma                                                             | Ho il cuore in paradiso/Hold My Hand                                                                               |
| PV 2118            | 1955                              | Jula de Palma                                                             | I Love Paris/C'Est Magnifique                                                                                      |
| PV 2124            | 1955                              | Johnny Dorelli                                                            | Songo americano/Suspiranno "mon amour"                                                                             |
| PV 2125            | 29 ottobre e 23 novembre 1955     | Johnny Dorelli e Quartetto Radar                                          | Jeepers creepers/Learning the blues                                                                                |
| PV 2126            | 1955                              | Johnny Dorelli                                                            | Love me or leave me/What is this thing called love                                                                 |
| PV 2127            | 1955                              | Johnny Dorelli                                                            | Lover/Darling je vous aime beaucoup                                                                                |
| PV 2153            | 1955                              | Johnny Dorelli                                                            | La luna/Oh baby kiss me                                                                                            |
| PV 2166            | 1956                              | Marisa Brando                                                             | Amami se vuoi/Parole e musica                                                                                      |
| PV 2169            | 1956                              | Johnny Dorelli / Adriano Cecconi                                          | Sogni d'oro / Ho detto al sole                                                                                     |
| PV 2170            | 1956                              | Johnny Dorelli                                                            | Musetto/Due teste sul cuscino                                                                                      |
| PV 2171            | 1956                              | Johnny Dorelli                                                            | Lucia e Tobia/Anima gemella                                                                                        |
| PV 2186            | 1956                              | Johnny Dorelli                                                            | Pescava i gamberi/All'alba passa sempre uno spazzino                                                               |
| PV 2192            | 1956                              | Johnny Dorelli                                                            | La rosa tatuata/La luna                                                                                            |
| PV 2198            | 1956                              | Johnny Dorelli / Betty Curtis                                             | Baby Bu / Piccola Italy                                                                                            |
| PV 2206            | 1956                              | Johnny Dorelli                                                            | My favourite song/Jeepers creepers                                                                                 |
| PV 2207            | 1956                              | Johnny Dorelli                                                            | Concerto d'autunno/Querida                                                                                         |
| PV 2208            | 1956                              | Teddy Reno / Johnny Dorelli                                               | Donne moi / Refrain                                                                                                |
| PV 2209            | 1956                              | Johnny Dorelli                                                            | Refrains/Mister sogno                                                                                              |
| PV 2220            | 1956                              | Johnny Dorelli                                                            | I giorni più belli/Pescava i gamberi                                                                               |
| PV 2223            | 1956                              | Johnny Dorelli                                                            | Cha cha napulitano/Cicillo jazz                                                                                    |
| PV 2227            | 1956                              | Natale Romano                                                             | Mambo swing/Sonata in re bemolle                                                                                   |
| PV 2242            | 1956                              | Johnny Dorelli                                                            | Only you/Vogliamoci tanto bene                                                                                     |
| PV 2243            | 1956                              | Johnny Dorelli                                                            | 'A campana/Lover's rock                                                                                            |
| PV 2244            | 1956                              | Johnny Dorelli                                                            | Desiderarci/Il valzer di Natascia                                                                                  |
| PV 2270            | 8 Luglio 1957                     | Johnny Dorelli                                                            | Dansero/È tanto grigio il ciel (Just walking in the rain)                                                          |
| PV 2271            | 1956                              | Johnny Dorelli                                                            | Luna napoletana/Sono sentimental (Singing the blues)                                                               |
| PV 2274            | 1956                              | Johnny Dorelli                                                            | Ma che guaglione/Biundurella                                                                                       |
| PV 2275            | 1957                              | Johnny Dorelli                                                            | Ballerina negra/Sono sentimental                                                                                   |
| PV 2276            | 1957                              | Johnny Dorelli                                                            | Piccolissima serenata/Calypso melody                                                                               |
| PV 2277            | 1957                              | Johnny Dorelli                                                            | Bernardine/Parole d'amore sulla sabbia                                                                             |
| PV 2280            | 1958                              | Johnny Dorelli                                                            | Nel blu dipinto di blu/Giuro d'amarti così                                                                         |
| PV 2281            | 1958                              | Johnny Dorelli                                                            | Fantastica/Fragole e cappellini                                                                                    |
| PV 2282            | 1958                              | Johnny Dorelli                                                            | Se tornassi tu/L'edera                                                                                             |
| PV 2283            | 1958                              | Johnny Dorelli                                                            | Io sono te/Timida serenata                                                                                         |
| PV 2284            | 1958                              | Johnny Dorelli                                                            | La canzone che piace a te/Non potrai dimenticare                                                                   |
| PV 2285            | 1958                              | Johnny Dorelli                                                            | Tipitipitipso/Giovane amore                                                                                        |
| PV 2286            | 1958                              | Loredana                                                                  | Giorgio (del Lago Maggiore)/Whisky facile                                                                          |
| PV 2288            | 1958                              | Johnny Dorelli                                                            | Come prima/Non ti vedo                                                                                             |
| PV 2289            | 1958                              | Johnny Dorelli                                                            | Grande come il mare/'Na rosa rossa pe' Katiuscia                                                                   |
| PV 2290            | 1958                              | Johnny Dorelli                                                            | With all my heart/My funny Valentine                                                                               |
| PV 2292            | 1958                              | Johnny Dorelli                                                            | Chanson d'amour/Let me beloved                                                                                     |
| PV 2293            | 1958                              | Johnny Dorelli                                                            | Boccuccia di rosa/Julia                                                                                            |
| PV 2297            | 1958                              | Betty Curtis                                                              | Lontano da te/? |
| PV 2298            | 1959                              | Betty Curtis                                                              | Nessuno/? |
| PV 2299            | 1959                              | Betty Curtis                                                              | Un bacio sulla bocca/?                                                                                             |
| PV 2300            | 1959                              | Johnny Dorelli                                                            | Una marcia in Fa/Lì per lì                                                                                         |
| PV 2301            | 1959                              | Johnny Dorelli                                                            | Partir con te/Un bacio sulla bocca                                                                                 |
| PV 2302            | 1959                              | Johnny Dorelli                                                            | Piove/Nessuno |

## 78 giri - serie RE
| Numero di catalogo | Anno             | Interprete                                       | Titoli                                             |
| ------------------ | ---------------- | ------------------------------------------------ | -------------------------------------------------- |
| RE 1               | 1955             | Teddy Reno                                       | Core malato/Statte vicino a mme (pe n'ata sera)    |
| RE 2               | 1955             | Teddy Reno                                       | Un napoletano a Milano/Te voglio bene              |
| RE 17              | 1955             | Teddy Reno                                       | 'Na voce 'na chitarra e o poco 'e luna/Accarezzame |
| RE 19              | 1955             | Teddy Reno sul lato A / Jula De Palma sul lato B | Mes mains/Le grisbi                                |
| RE 20              | 1955             | Teddy Reno                                       | Nisciuna è cchiù bella 'e te/Accarezzame           |
| RE 22              | 1955             | Teddy Reno e Marisa Brando                       | Amiamoci stasera/Ea, Canastos!...                  |
| RE 25              | 1955             | Teddy Reno                                       | Amico Whisky/La vita non è vita senza amore        |
| RE 31              | 1955             | Teddy Reno                                       | Malatia/Zitto...zitto...zitto...                   |
| RE 34              | 1955             | Teddy Reno                                       | Maruzzella Maruzze'/Nata tu si pe' mme             |
| RE 37              | 25 novembre 1955 | Teddy Reno                                       | Se bacio te/Ciumachella                            |
| RE 39              | 25 novembre 1955 | Teddy Reno                                       | Addormentarmi così/L'Amour, Madame...              |
| RE 46              | 1956             | Teddy Reno                                       | Chella llà/Zitto...zitto...zitto...                |
| RE 47              | 1956             | Teddy Reno                                       | Arrivederci Roma/Ciumachella                       |
| RE 59              | 1956             | Teddy Reno                                       | Che m'è 'mparato a fa'/Maliziusella                |
| RE 66              | 1956             | Teddy Reno / Johnny Dorelli                      | Donne moi / Only you                               |
| RE 77              | 1956             | Teddy Reno                                       | Innamorata/Piccolissima serenata                   |
| RE 84              | 1958             | Teddy Reno                                       | Tu sorridi e passa un angelo/Dillo con le rose     |
| RE 87              | 1958             | Teddy Reno                                       | Ninna nanna del cavallino/?                        |
| RE 89              | 1958             | Teddy Reno                                       | Giuro d'amarti così/Non potrai dimenticare         |

## 33 giri - 25 cm
| Numero di catalogo | Anno | Interprete                        | Titoli                                                                                               |
| ------------------ | ---- | --------------------------------- | --- |
| MV 0190            | 1955 | Esecutori vari                    | Ballate con le orchestre di Gianni Ferrio, Henghel Gualdi, Bruno Quirinetta, Wolmer e gli Happy Boys |
| MV 0191            | 1955 | Teddy Reno                        | Teddy Reno presenta la 1° selezione dei suoi successi napoletani                                     |
| MV 0192            | 1955 | Lelio Luttazzi e Gianni Ferrio    | Ballata con Lelio Luttazzi e Gianni Ferrio                                                           |
| MV 0193            | 1955 | Claudio Terni e Giorgio Consolini | Claudio Terni e Giorgio Consolini interpretano                                                       |
| MV 0194            | 1955 | Jula de Palma                     | Strettamente confidenziale album n° 1                                                                |
| MV 0195            | 1955 | Bruno Clair                       | Ballate con Bruno Clair e la sua orchestra                                                           |
| MV 0196            | 1955 | Teddy Reno                        | Sognate con Teddy Reno                                                                               |
| MV 0197            | 1955 | Marisa Brando e Teddy Reno        | In due si canta meglio                                                                               |
| MV 0198            | 1956 | Teddy Reno                        | Teddy Reno International                                                                             |
| MV 0199            | 1956 | Giorgio Consolini                 | Cantando all'italiana                                                                                |
| MV 0200            | 1956 | Bruno Quirinetta                  | Ballate con Bruno e la sua orchestra Quirinetta                                                      |
| MV 0201            | 1956 | Henghel Gualdi                    | Ballate con Henghel Gualdi                                                                           |
| MV 0202            | 1957 | Marisa Brando                     | Marisa Brando                                                                                        |
| MV 0203            | 1955 | Johnny Dorelli                    | Songo americano                                                                                      |
| MV 0204            | 1957 | Ray Martino                       | Ray Martino e la sua orchestra                                                                       |
| MV 0205            | 1957 | Lauro Molinari                    | Lauro Molinari e la sua fisarmonica                                                                  |
| MV 0206            | 1957 | Alois Hornof                      | Alois Hornof e la sua cetra                                                                          |
| MV 0207            | 1957 | Gianni Ferrio                     | I° selezione dei grandi successi CGD                                                                 |
| MV 0208            | 1957 | Giovanni D'Anzi                   | Le più belle canzoni del Maestro D'Anzi interpretate dall'Autore                                     |
| MV 0209            | 1957 | Gianni Ferrio                     | II° selezione dei grandi successi CGD                                                                |
| MV 0210            | 1957 | Toto Ruta                         | Toto Ruta e la sua orchestra                                                                         |
| MV 0213            | 1957 | Teddy Reno                        | Viaggio a Napoli                                                                                     |
| MV 0219            | 1957 | Teddy Reno                        | Canzoni al caminetto                                                                                 |
| MV 0220            | 1957 | Adriano Cecconi                   | Canzoni d'Italia                                                                                     |
| MV 0221            | 1957 | Teddy Reno                        | Confidenze musicali                                                                                  |
| MV 0224            | 1958 | Johnny Dorelli                    | Cordialmente                                                                                         |
| MV 0225            | 1958 | Johnny Dorelli                    | E' arrivato da Sanremo                                                                               |
| MV 0226            | 1958 | Teddy Reno                        | Reno canta Rascel                                                                                    |
| MV 0227            | 1958 | Teddy Reno                        | Confidenze musicali N° 2                                                                             |

## 33 giri - 30 cm
| Numero di catalogo | Anno    | Interprete                                            | Titoli                                                          |
| ------------------ | ------- | ----------------------------------------------------- | --------------------------------------------------------------- |
| FG 5001            | 1959    | Betty Curtis                                          | Lontano da te... lontano dal mare                               |
| FG 5002            | 1959    | Johnny Dorelli                                        | We Like Johnny                                                  |
| FG 5004            | 1962    | Esecutori vari (Betty Curtis e altri)                 | San Remo '62                                                    |
| FG 5005            | 1963    | Betty Curtis                                          | I successi di Betty Curtis                                      |
| FG 5006            | 1963    | Gian Piero Reverberi                                  | Imported from Italy - Giampiero Reverberi and his orchestra     |
| FG 5007            | 1963    | Piero Litaliano                                       | Piero Litaliano                                                 |
| FG 5008            | 1963    | Esecutori vari                                        | Un juke-box per l`estate                                        |
| FG 5009            | 1963    | Esecutori vari                                        | Arriva la greffa                                                |
| FG 5010            | 1964    | Johnny Dorelli                                        | 30 anni di canzoni d'amore                                      |
| FG 5011            | 1964    | Esecutori vari                                        | E' un disco Amica - Canzoni per un'estate                       |
| FG 5012            | 1964    | Gigliola Cinquetti                                    | Gigliola Cinquetti                                              |
| FG 5013            | 1964    | Renato Rascel, Delia Scala                            | Il giorno della tartaruga                                       |
| FG 5015            | 1964    | Betty Curtis                                          | Betty                                                           |
| FG 5016            | 1965    | Rina Morelli, Paolo Stoppa                            | Oh che bella guerra                                             |
| FG 5017            | 1965    | Johnny Dorelli                                        | Viaggio sentimentale                                            |
| FG 5018            | 1965    | Coro Genzianella di Biella                            | Spunta la Genzianella                                           |
| FG 5019            | 1965    | Franco Cerri                                          | La sera a casa con te                                           |
| FG 5020            | 1965    | Bruno Lauzi                                           | Lauzi al cabaret                                                |
| FG 5021            | 1965    | Maria Monti e Paolo Poli                              | Le canzoni del diavolo                                          |
| FG 5022            | 1965    | Gino Negri                                            | Le canzoni di Gino Negri                                        |
| FG 5023            | 1965    | Bruno Lauzi                                           | Ti ruberò                                                       |
| FG 5024            | 1965    | Johnny Dorelli                                        | Johnny Dorelli                                                  |
| FG 5025            | 1966    | Esecutori vari (Claudio Rik e Roger e altri)          | Le canzoni di Carosello                                         |
| FG 5026            | 1966    | Franco Nebbia                                         | Una sera al "Nebbia Club"                                       |
| FG 5027            | 1966    | Gino Paoli e Lea Massari                              | Le canzoni per "Emmetì"                                         |
| FG 5028            | 1966    | Esecutori vari                                        | Successi a go-go                                                |
| FG 5029            | 1966    | Caterina Caselli                                      | Casco d'oro                                                     |
| FG 5030            | 1967    | Tony Del Monaco                                       | Tony Del Monaco                                                 |
| FG 5031            | 1967    | Paolo Poli                                            | La mossa! Canzoni del primo 900                                 |
| FG 5032            | 1967    | Johnny Dorelli                                        | L'immensità                                                     |
| FG 5033            | 1967    | Caterina Caselli                                      | Diamoci del tu                                                  |
| FG 5034            | 1967    | Esecutori vari                                        | La nostra estate                                                |
| FG 5035            | 1967    | Paul Jones, George Bean Group, Mike Leander           | Privilege. Original Soundtrack Album                            |
| FG 5036            | 1968    | Gigliola Cinquetti                                    | Gigliola per i più piccini                                      |
| FG 5037            | 1968    | Esecutori vari                                        | 48 minuti e 30 secondi                                          |
| FG 5038            | 1968    | Esecutori vari                                        | Sanremo '68                                                     |
| FG 5039            | 1968    | Esecutori vari                                        | I giovani lupi. Colonna sonora originale                        |
| FG 5040            | 1968    | Esecutori vari                                        | 30 minuti in compagnia di... (musicassetta)                     |
| FG 5041            | 1969    | Johnny Dorelli                                        | Ritratto di Johnny Dorelli                                      |
| FG 5043            | 1969    | Gigliola Cinquetti                                    | Ritratto di Gigliola Cinquetti                                  |
| FG 5044            | 1968    | Esecutori vari                                        | Hit Parade                                                      |
| FG 5045            | 1968    | Esecutori vari                                        | Favoloso!!!                                                     |
| FGS 5047           | 1969    | Alberto Baldan Bembo                                  | Io e Mara                                                       |
| FG 5048            | 1969    | Esecutori vari                                        | Applausi a...                                                   |
| FGS 5049           | 1969    | Esecutori vari                                        | Sanremo '69                                                     |
| FG 5051            | 1969    | Sergio Leonardi                                       | Dedicato a te bambina                                           |
| FGS 5052           | 1969    | Françoise Hardy                                       | Il pretesto                                                     |
| FG 5053            | 1969    | Esecutori vari                                        | Canzoni per la tua primavera                                    |
| FG 5054            | 1969    | André Hossein                                         | Cimitero senza croce. Colonna sonora originale                  |
| FGS 5055           | 1969    | Esecutori vari                                        | Sull'onda del successo                                          |
| FGS 5056           | 1969    | Esecutori vari                                        | Speciale per voi giovani                                        |
| FGS 5057           | 1969    | Riccardo Del Turco                                    | Riccardo Del Turco                                              |
| FGS 5058           | 1969    | Esecutori vari                                        | Le canzoni del disco per l'estate                               |
| FGS 5059           | 1969    | Esecutori vari                                        | Cantagiro '69 & Casatschok                                      |
| FGS 5060           | 1970    | Esecutori vari                                        | Benvenuto '70                                                   |
| FGS 5061           | 1970    | Massimo Ranieri                                       | Massimo Ranieri                                                 |
| FGS 5062           | 1970    | Esecutori vari                                        | Sanremo '70                                                     |
| FGS 5063           | 1970    | Johnny Dorelli e Catherine Spaak                      | Promesse promesse                                               |
| FGS 5064           | 1970    | Jean François Michael                                 | Fiori bianchi per te                                            |
| FGS 5065           | 1970    | Esecutori vari                                        | Speciale per voi giovani 2                                      |
| FGS 5068           | 1970    | Esecutori vari                                        | Poker di regine (musicassetta)                                  |
| FGS 5069           | 1970    | Philippe Sarde                                        | L'amante Colonna sonora originale del film                      |
| FGS 5070           | 1970    | Esecutori vari                                        | Le canzoni del disco per l'estate                               |
| FGS 5071           | 1970    | Guido Pistocchi                                       | 12 motivi validi per restare a casa                             |
| FGS 5072           | 1970    | Esecutori vari                                        | Cantagiro '70                                                   |
| FGS 5073           | 1970    | Gleemen                                               | Gleemen                                                         |
| FGS 5074           | 1970    | Marisa Sannia                                         | Marisa Sannia canta Sergio Endrigo e le sue canzoni             |
| FGS 5075           | 1970    | Betty Curtis                                          | A modo mio                                                      |
| FGS 5076           | 1970    | Esecutori vari                                        | Da Venezia... a Campione                                        |
| FGS 5079           | 1970    | Massimo Ranieri                                       | Vent'anni...                                                    |
| FGS 5080           | 1970    | Caterina Caselli                                      | Caterina Caselli                                                |
| FGS 5081           | 1970    | Le Particelle                                         | Azimut 1                                                        |
| FGS 5082           | 1970    | Esecutori vari                                        | Canzonissima 70                                                 |
| FG 5084            | 1971    | Esecutori vari                                        | Stereo Parade n° 2                                              |
| FGL 5085           | 1971    | Don Backy                                             | Fantasia                                                        |
| FGL 5086           | 1971    | Gigliola Cinquetti                                    | Cantando con gli amici                                          |
| FGS 5087           | 1971    | Esecutori vari                                        | Festival di successi                                            |
| FGL 5088           | 1971    | Gianni Nazzaro                                        | Gianni Nazzaro                                                  |
| FGS 5089           | 1971    | Esecutori vari                                        | Un disco per l'estate 1971                                      |
| FGL 5090           | 1971    | Esecutori vari                                        | Sanremo 1971                                                    |
| FG 5091            | 1971    | Paolo Villaggio                                       | Paolo Villaggio in Giandomenico Fracchia                        |
| FGS 5093           | 1971    | Massimo Ranieri                                       | Via del Conservatorio                                           |
| FGL 5094           | 1971    | Gigliola Cinquetti                                    | ...e io le canto così                                           |
| FGS 5095           | 1971    | Esecutori vari                                        | Festival di successi n. 2                                       |
| FG 5096            | 1971    | Esecutori vari                                        | Flashback in stereo n. 1                                        |
| FG 5097            | 12-1971 | Gino Paoli, Ricchi e Poveri                           | L'altra faccia di Gino Paoli/L'altra faccia dei Ricchi e Poveri |
| FG 5099            | 1972    | Ennio Morricone                                       | Imputazione di omicidio per uno studente                        |
| FG 5100            | 1971    | Esecutori vari                                        | Canzonissima '71                                                |
| FG 5101            | 1972    | Johnny Dorelli                                        | Johnny Dorelli - ()                                             |
| FG 5102            | 1972    | Esecutori vari                                        | Sanremo 1972                                                    |
| FGL 5103           | 02-1972 | Massimo Ranieri                                       | 'O surdato 'nnammurato                                          |
| FGL 5105           | 1972    | Caterina Caselli                                      | Caterina Caselli                                                |
| FGS 5106           | 1972    | Esecutori vari                                        | Un disco per l'estate 1972                                      |
| FGS 5107           | 1972    | Esecutori vari                                        | In pieno sole                                                   |
| FG 5109            | 1972    | Caterina Caselli Gigliola Cinquetti Mina Iva Zanicchi | Bravissime (musicassetta)                                       |
| FGL 5110           | 1972    | Esecutori vari                                        | Roma                                                            |
| FG 5112            | 1972    | Gianni Nazzaro                                        | Gianni Nazzaro - ()                                             |
| FLG 5113           | 1972    | Garybaldi                                             | Nuda                                                            |
| FGL 5114           | 1972    | Gigliola Cinquetti                                    | Su e giù per le montagne                                        |
| FLG 5115           | 1972    | Il paese dei balocchi                                 | Il paese dei balocchi                                           |
| FGL 5116           | 1972    | Franco Califano                                       | 'N bastardo venuto dar sud                                      |
| 65411              | 1973    | Massimo Ranieri                                       | Erba di casa mia                                                |
| 65412              | 1973    | Gianni Nazzaro                                        | C'è un momento del giorno in cui penso a te                     |
| 65453              | 1973    | Squallor                                              | Troia                                                           |
| 65600              | 1973    | Gigliola Cinquetti                                    | Gigliola Cinquetti in Giappone (musicassetta)                   |
| 65601              | 1973    | Gigliola Cinquetti                                    | Gigliola Cinquetti in Messico (musicassetta)                    |
| 65602              | 1973    | Gigliola Cinquetti                                    | Gigliola Cinquetti in Francia (musicassetta)                    |
| 65748              | 1973    | Detto Mariano e la Milano Pop Orchestra               | Dedicato a...                                                   |
| 65891              | 1973    | Esecutori vari                                        | Canzonissima 1973                                               |
| 65978              | 1974    | Gigliola Cinquetti                                    | Bonjour Paris                                                   |
| 69028              | 1972    | Marcella (Bella)                                      | Tu non hai la più pallida idea dell'amore                       |
| 69030              | 1973    | Johnny Dorelli                                        | Le canzoni che piacciono a lei                                  |
| 69034              | 1973    | Massimo Ranieri                                       | Album di famiglia (1900-1960)                                   |
| 69036              | 1973    | Esecutori vari                                        | Canzoni per una estate                                          |
| 69043              | 1973    | Pooh                                                  | Parsifal                                                        |
| 69044              | 1973    | Gigliola Cinquetti                                    | Stasera ballo liscio                                            |
| 69045              | 1973    | Marcella (Bella)                                      | Mi...ti...amo...                                                |
| 69048              | 1973    | Raffaella Carrà                                       | Scatola a sorpresa                                              |
| 69055              | 1974    | Franco Califano                                       | L'evidenza dell'autunno                                         |
| 69058              | 1974    | Mita Medici                                           | Mita Medici... a ruota libera                                   |
| 69060              | 1974    | Johnny Dorelli e Catherine Spaak                      | Toi et Moi                                                      |
| 69061              | 1974    | Squallor                                              | Palle                                                           |
| 69068              | 1974    | Gigliola Cinquetti                                    | Gigliola Cinquetti                                              |
| 69071              | 1974    | Caterina Caselli                                      | Primavera                                                       |
| 69072              | 1974    | Raffaella Carrà                                       | Milleluci                                                       |
| 69073              | 1974    | Loredana Bertè                                        | Streaking                                                       |
| 69080              | 1974    | Gianni Nazzaro                                        | Questo sì che è amore                                           |
| 69082              | 1974    | Marcella (Bella)                                      | Metamorfosi                                                     |
| 69087              | 1974    | Massimo Ranieri                                       | Napulammore                                                     |
| 69089              | 1974    | I Pooh                                                | 1971 - I Pooh - 1974                                            |
| 69090              | 1974    | Raffaella Carrà                                       | Felicità tà tà                                                  |
| 69098              | 1974    | Mita Medici                                           | Per una volta                                                   |
| 69100              | 1974    | Coro I Ragazzi d'Abruzzo di F. Costantini             | Girotondissimo 1974                                             |
| 69106              | 1975    | Gianni Nazzaro                                        | Piccola mia piccola                                             |
| 69107              | 1974    | Massimo Ranieri                                       | Per una donna                                                   |
| 69118              | 1975    | I Pooh                                                | Un po' del nostro tempo migliore                                |
| 69121              | 1975    | Caterina Caselli                                      | Una grande emozione                                             |
| 69123              | 1975    | Franco Califano                                       | Secondo me, l'amore...                                          |
| 69126              | 1975    | Gigliola Cinquetti                                    | Il meglio di Gigliola Cinquetti                                 |
| 69127              | 1975    | Johnny Dorelli                                        | Il meglio di Johnny Dorelli                                     |
| 69128              | 1975    | Massimo Ranieri                                       | Il meglio di Massimo Ranieri                                    |
| 69132              | 1975    | Bobby Solo                                            | Love                                                            |
| 69134              | 1975    | Gianni Nazzaro                                        | Il meglio di Gianni Nazzaro                                     |
| 69135              | 1975    | Marcella (Bella)                                      | Il meglio di Marcella                                           |
| 69136              | 1975    | Raffaella Carrà                                       | Il meglio di Raffaella Carrà                                    |
| 69157              | 1975    | Gianni Nazzaro                                        | C'era una volta il night                                        |
| 69178              | 1975    | Marcella (Bella)                                      | L'anima dei matti                                               |
| 69194              | 1975    | Gigliola Cinquetti                                    | Gigliola e la banda                                             |
| 69215              | 1975    | Franco Califano                                       | Dalla Bussola                                                   |
| 88119              | 1975    | Johnny Dorelli                                        | Aggiungi un posto a tavola                                      |
| 69228              | 01-1976 | Massimo Ranieri                                       | Meditazione                                                     |
| 81176              | 1976    | Beans                                                 | Come pioveva                                                    |
| 81178              | 1976    | Loredana Bertè                                        | Normale o super                                                 |
| 81314              | 1976    | Catherine Spaak                                       | Catherine Spaak - Io su di te                                   |
| 81333              | 1976    | Umberto Tozzi                                         | Donna amante mia                                                |
| 81413              | 1976    | Marcella (Bella)                                      | Bella                                                           |
| 81439              | 1976    | Raffaella Carrà                                       | Forte forte forte                                               |
| 81731              | 10-1976 | Massimo Ranieri                                       | Macchie 'e culore                                               |
| 81732              | 1976    | Beans                                                 | Sto piangendo                                                   |
| 81800              | 11-1976 | Angelo Bertoli                                        | Eppure soffia                                                   |
| 81989              | 1976    | Daniela Goggi                                         | Oba-ba-luu-ba e altre canzoni per bambini                       |
| 81990              | 12-1976 | Gianni Nazzaro                                        | Le due facce di Gianni Nazzaro                                  |
| 82073              | 1977    | Oscar Prudente                                        | Donna che vai                                                   |
| 82124              | 1977    | Umberto Tozzi                                         | È nell'aria...ti amo                                            |
| 20001              | 1977    | Riccardo Fogli                                        | Il sole, l'aria, la luce, il cielo                              |
| 20008              | 1977    | Alberto Radius                                        | Carta straccia                                                  |
| 20010              | 1977    | Marcella Bella                                        | Femmina                                                         |
| 20011              | 1977    | Fausto Leali                                          | Leapoli                                                         |
| 20012              | 1977    | Pooh                                                  | Rotolando respirando                                            |
| 20018              | 1977    | Raffaella Carrà                                       | Fiesta                                                          |
| 20022              | 1977    | Mario Lavezzi                                         | Filobus                                                         |
| 20023              | 1977    | Loredana Bertè                                        | TIR                                                             |
| 20027              | 1977    | Squallor                                              | Pompa                                                           |
| 20037              | 1978    | Beans                                                 | Soli                                                            |
| 20038              | 1978    | Pooh                                                  | I Pooh 1975-1978                                                |
| 20040              | 01-1978 | Alice                                                 | Cosa resta... un fiore                                          |
| 20041              | 1978    | Faust'O                                               | Suicidio                                                        |
| 20046              | 1978    | Benito Urgu                                           | Mon cheri Fonni                                                 |
| 20048              | 1978    | Arthur Zitelli                                        | Last Live - (Last Love)                                         |
| 20050              | 08-1978 | Gigliola Cinquetti                                    | Pensieri di donna                                               |
| 20058              | 1978    | Umberto Tozzi                                         | Tu                                                              |
| 20061              | 1978    | Riccardo Fogli                                        | Io ti porto via                                                 |
| 20067              | 1978    | Sandro Giacobbe                                       | Lenti a contatto                                                |
| 20077              | 1978    | Pooh                                                  | Boomerang                                                       |
| 20082              | 1978    | Loretta e Daniela Goggi                               | Il ribaltone                                                    |
| 20084              | 1978    | Massimo Ranieri                                       | La faccia del mare (Odyssea)                                    |
| 20089              | 1978    | Andrea Liberovici                                     | Oro                                                             |
| 20092              | 1978    | Nadia Cassini                                         | Encounters of a loving kind                                     |
| 20102              | 1978    | Squallor                                              | Cappelle                                                        |
| 20103              | 1978    | San Francisco                                         | Ma che avventura è                                              |
| 20105              | 1978    | Gianni Bella                                          | Toc toc                                                         |
| 20111              | 1978    | Esecutori vari                                        | Non Stop                                                        |
| 20118              | 1979    | Stefano Pulga                                         | Suspicion                                                       |
| 20122              | 1979    | Alberto Radius                                        | America Good-Bye                                                |
| 20125              | 1979    | Filipponio                                            | Diventi amore                                                   |
| 20126              | 1979    | Loy e Altomare                                        | Lago di Vico (m. 507)                                           |
| 20139              | 1979    | Alberto Cheli                                         | Cavalli alati                                                   |
| 20141              | 1979    | Rino Dimopoli                                         | Se nel cielo... oltre il cielo                                  |
| 20142              | 1979    | Sandro Giacobbe                                       | Mi va che ci sei                                                |
| 20144              | 1979    | Umberto Tozzi                                         | Gloria                                                          |
| 20158              | 05-1979 | Loredana Bertè                                        | Bandabertè                                                      |
| 20162              | 1979    | Pooh                                                  | Viva                                                            |
| 20163              | 1980    | Mimmo Cavallo                                         | Siamo meridionali                                               |
| 20167              | 1979    | Frizzi, Comini, Tonazzi                               | Melodia                                                         |
| 20173              | 1979    | Mario Lavezzi                                         | Cartolina                                                       |
| 20177              | 1979    | Sandra Mondaini                                       | Il mondo di Sbirulino                                           |
| 20194              | 1980    | Andrea Liberovici                                     | Liberovici                                                      |
| 20199              | 1980    | Alberto Cheli                                         | Passerà                                                         |
| 20202              | 1980    | Squallor                                              | Tromba                                                          |
| 20203              | 1980    | Esecutori vari                                        | Festival di Sanremo 1980                                        |
| 20205              | 1980    | Massimo Ranieri                                       | Passa lu tiempo e lu munno s'avota                              |
| 20207              | 1980    | Umberto Tozzi                                         | Tozzi                                                           |
| 20209              | 1980    | Loredana Bertè                                        | LoredanaBertE'                                                  |
| 20210              | 1980    | Pooh                                                  | Hurricane                                                       |
| 20214              | 1980    | Pino Calvi                                            | Dedicato a Codevilla                                            |
| 20219              | 1980    | Ornella Vanoni                                        | Oggi le canto così - N° 2 Paoli e Tenco                         |
| 20222              | 1980    | Gianni Bella                                          | Dolce uragano                                                   |
| 20225              | 1980    | Pooh                                                  | ...Stop                                                         |
| 20227              | 1980    | Ornella Vanoni                                        | Ricetta di donna                                                |
| 20230              | 1980    | Ivan Cattaneo                                         | Urlo                                                            |
| 20231              | 1980    | Sandro Giacobbe                                       | Notte senza di te                                               |
| 20236              | 1981    | Alberto Radius                                        | Leggende                                                        |
| 20244              | 1981    | Pooh                                                  | Pooh 1978 - 1981                                                |
| 20245              | 1981    | Gianni Bella                                          | Questo amore...                                                 |
| 20246              | 1981    | Esecutori vari                                        | Hit Parade 25                                                   |
| 20247              | 1981    | Dario Baldan Bembo                                    | Voglia d'azzurro                                                |
| 20252              | 1981    | Walter Foini                                          | Walter Foini                                                    |
| 20253              | 1981    | Pino Calvi                                            | Romantic N° 14                                                  |
| 20254              | 1981    | Ivan Cattaneo                                         | Duemila60 Italian Graffiati                                     |
| 20255              | 1981    | Umberto Tozzi                                         | Notte rosa                                                      |
| 20256              | 1981    | Mimmo Cavallo                                         | Uh, mammà!                                                      |
| 20258              | 1981    | Squallor                                              | Mutando                                                         |
| 20260              | 1981    | Loredana Bertè                                        | Made in Italy                                                   |
| 20261              | 1981    | Nomadi                                                | Sempre Nomadi                                                   |
| 20263              | 1981    | Enzo Cervo                                            | Musica è                                                        |
| 20264              | 1981    | Pooh                                                  | Buona fortuna                                                   |
| 20267              | 1981    | Esecutori vari                                        | 16 Rounds                                                       |
| 20269              | 1981    | Giuni Russo                                           | Energie                                                         |
| 20272              | 1981    | Ornella Vanoni                                        | Duemilatrecentouno parole                                       |
| 20274              | 1981    | Esecutori vari                                        | Caratteri d'amore                                               |
| 20276              | 1981    | Heather Parisi                                        | Cicale & Company                                                |
| 20281              | 1981    | Esecutori vari                                        | 30 X 60                                                         |
| 20283              | 1981    | Carmelo Bene                                          | Lectura Dantis                                                  |
| 20284              | 1981    | Nikka Costa                                           | Nikka Costa                                                     |
| 20286              | 1981    | Pino Calvi                                            | Romantic N° 15                                                  |
| 20287              | 1981    | The Colla                                             | Ad ovest di Paperino - (Colonna sonora)                         |
| 20289              | 1982    | Ciro                                                  | Dolcemente                                                      |
| 20290              | 1982    | Stefano Pulga                                         | Indio                                                           |
| 20296              | 1982    | Krisma                                                | Clandestine anticipation                                        |
| 20299              | 1982    | Roberto Vecchioni                                     | Hollywood Hollywood                                             |
| 20302              | 1982    | Rodolfo Fiorillo                                      | Spuglia'... 'na città                                           |
| 20310              | 1982    | Esecutori vari                                        | 30 X 60 - Vol. 2                                                |
| 20311              | 1982    | Umberto Tozzi                                         | Eva                                                             |
| 20314              | 1982    | Esecutori vari                                        | 16 Rounds - N° 2                                                |
| 20315              | 1982    | Squallor                                              | Scoraggiando                                                    |
| 20316              | 1982    | Ivan Cattaneo                                         | Ivan il terribile                                               |
| 20318              | 1982    | Flavio Giurato                                        | Il tuffatore                                                    |
| 20319              | 1982    | Francesco Messina                                     | La vera storia di Kass Kass il piccolo scoiattolo               |
| 20321              | 1982    | Loredana Bertè                                        | Traslocando                                                     |
| 20328              | 1982    | Dario Baldan Bembo                                    | Spirito della terra                                             |
| 20330              | 1982    | Ray Martino                                           | C'era una volta "La Bussola"                                    |
| 20332              | 1982    | Nomadi                                                | Ancora una volta con sentimento                                 |
| 20333              | 1982    | Alberto Radius                                        | Gente di Dublino                                                |
| 20334              | 1982    | Patrick Cowley                                        | Mind Warp                                                       |
| 20335              | 1982    | Esecutori vari                                        | 16 fiocchi di neve                                              |
| 20336              | 1982    | Gigliola Cinquetti                                    | Il Portoballo                                                   |
| 20337              | 1982    | Anyway Blues                                          | Hellzapoppin'                                                   |
| 20339              | 1983    | Sergio Caputo                                         | Un sabato italiano                                              |
| 20340              | 1983    | Esecutori vari                                        | Sapore di mare - (colonna sonora)                               |
| 20341              | 1983    | Pupo                                                  | Cieli azzurri                                                   |
| 20344              | 1983    | Toquinho                                              | Acquarello                                                      |
| 20346              | 1983    | Nikka Costa                                           | Fairy Tales                                                     |
| 20347              | 1983    | Mario Lavezzi                                         | Agrodolce                                                       |
| 20348              | 1983    | Gino D'Eliso                                          | Cattivi Pensieri                                                |
| 20349              | 02-1983 | Pierangelo Bertoli                                    | Frammenti                                                       |
| 20350              | 1983    | Ivan Cattaneo                                         | Bandiera gialla                                                 |
| 20353              | 1983    | Esecutori vari                                        | 30 X 70                                                         |
| 20355              | 1983    | Enrico Ruggeri                                        | Polvere                                                         |
| 20356              | 1983    | Enrico Nascimbeni                                     | Hotel Costarica                                                 |
| 20357              | 1983    | Fiorella Mannoia                                      | Fiorella Mannoia                                                |
| 20360              | 1983    | Giuni Russo                                           | Vox                                                             |
| 20363              | 1983    | Esecutori vari                                        | Azzurro mare                                                    |
| 20364              | 1983    | Eugenio Bennato                                       | Eugenio Bennato                                                 |
| 20367              | 06-1983 | Loredana Bertè                                        | Lorinedita                                                      |
| 20369              | 1983    | Esecutori vari                                        | 16 Rounds - Vol. 3                                              |
| 20373              | 1983    | Pooh                                                  | Tropico del nord                                                |
| 20376              | 1983    | Ornella Vanoni                                        | Uomini                                                          |
| 20378              | 1983    | Esecutori vari                                        | Sapore di mare 2 - Un anno dopo - (Colonna sonora)              |
| 20382              | 1983    | Josy A. Nowack                                        | Love Computer                                                   |
| 20383              | 1983    | Esecutori vari                                        | Studio 54 - Vol. 6                                              |
| 20384              | 1983    | Donatella Rettore                                     | Far West                                                        |
| 20386              | 1983    | Esecutori vari                                        | Natale con i tuoi...                                            |
| 20387              | 1983    | Esecutori vari                                        | Pardon, Monsieur Moliere                                        |
| 20392              | 1984    | Massimo Ranieri                                       | Barnum                                                          |
| 20394              | 1984    | Jair Rodriguez                                        | Samba Sambao                                                    |
| 20395              | 1984    | Roby Facchinetti                                      | Roby Facchinetti                                                |
| 20398              | 1984    | Esecutori vari                                        | Festival 1984                                                   |
| 20400              | 1984    | Enrico Ruggeri                                        | Presente                                                        |
| 20401              | 1984    | Patty Pravo                                           | Occulte persuasioni                                             |
| 20402              | 1984    | Toquinho                                              | Bella la vita                                                   |
| 20404              | 03-1984 | Pierangelo Bertoli                                    | Dalla finestra                                                  |
| 20405              | 1984    | Pupo                                                  | Malattia d'amore                                                |
| 20409              | 1984    | Giuni Russo                                           | Mediterranea                                                    |
| 20412              | 1984    | Flavio Giurato                                        | Marco Polo                                                      |
| 20414              | 1984    | Esecutori vari                                        | Quelle di una volta                                             |
| 20417              | 1984    | Umberto Tozzi                                         | Hurrah!                                                         |
| 20419              | 1984    | Renato Angiolini e Learco Gianferrari                 | Il grande liscio                                                |
| 20421              | 1984    | Sergio Caputo                                         | Italiani Mambo!                                                 |
| 20423              | 1984    | Esecutori vari                                        | Classic Parade N° 2                                             |
| 20425              | 1984    | Skiantos                                              | Ti spalmo la crema                                              |
| 20426              | 1984    | Pooh                                                  | Opera prima - (ristampa)                                        |
| 20427              | 1984    | La Banda del Pallone Giallo                           | Superfantastico                                                 |
| 20429              | 1984    | Esecutori vari                                        | Variety                                                         |
| 20430              | 1984    | Esecutori vari                                        | Bandiera Gialla 2 - Balliamo cantando                           |
| 20431              | 1984    | Esecutori vari                                        | Canzoni per l'estate '84 - Uno                                  |
| 20432              | 1984    | Spiders                                               | Giromondo                                                       |
| 20433              | 1984    | Esecutori vari                                        | Break dance                                                     |
| 20436              | 1984    | Gianni Togni                                          | Stile Libero                                                    |
| 20437              | 1984    | Pooh                                                  | Aloha                                                           |
| 20439              | 1984    | Esecutori vari                                        | Chewingum - (Colonna sonora)                                    |
| 20440              | 1984    | Mario Lavezzi                                         | Guardandoti, sfiorandoti                                        |
| 20442              | 1984    | Jairzinho                                             | La Casa dei Giocattoli                                          |
| 20444              | 11-1984 | Paolo Conte                                           | Paolo Conte                                                     |
| 20446              | 1984    | Esecutori vari                                        | Canzoni per l'inverno - 3                                       |
| 20447              | 1984    | Raffaella Carrà                                       | Bolero                                                          |
| 20449              | 1984    | Massimo Ranieri                                       | Vanità                                                          |
| 20450              | 1985    | Esecutori vari                                        | Giochi d'estate - (Colonna sonora)                              |
| 20452              | 1985    | Esecutori vari                                        | Premiatissima '84 - Le più belle canzoni italiane               |
| 20453              | 1985    | Roberta Voltolini                                     | Roberta Voltolini                                               |
| 20455              | 1985    | Pupo                                                  | Change generation                                               |
| 20459              | 1985    | Dodi Battaglia                                        | Più in alto che c'è                                             |
| 20461              | 1985    | Pierangelo Bertoli                                    | Petra                                                           |
| 20462              | 1985    | Flying Foxes                                          | Flying Foxes                                                    |
| 20463              | 1985    | Esecutori vari                                        | Musica Metropolitana                                            |
| 20464              | 1985    | Massimo Boldi                                         | Si presenta bene                                                |
| 20465              | 1985    | Dario Baldan Bembo                                    | Spazi Uniti                                                     |
| 20466              | 1985    | Enrico Ruggeri                                        | Tutto scorre                                                    |
| 20467              | 1985    | Donatella Rettore                                     | Danceteria                                                      |
| 20468              | 1985    | Esecutori vari                                        | Studio 54 - Vol. 7                                              |
| 20471              | 1985    | Pooh                                                  | Asia non Asia                                                   |
| 20473              | 1985    | Sergio Caputo                                         | No Smoking                                                      |
| 20476              | 1985    | Peppi Nocera                                          | L'ideologia del Traditore                                       |
| 20477              | 1985    | Roberto Vecchioni                                     | Bei tempi                                                       |
| 20479              | 1985    | Righeira                                              | Righeira 83-85                                                  |
| 20480              | 1985    | Gianni Togni                                          | Segui il tuo cuore                                              |
| 20484              | 1985    | Rockets                                               | One Way                                                         |
| 2213               | 10-1985 | Paolo Conte                                           | Concerti                                                        |
| 20487              | 1986    | Esecutori vari                                        | Brooklyn n° 2 - La compilation del ponte                        |
| 20488              | 1986    | Esecutori vari                                        | Action                                                          |
| 20490              | 1986    | Mina / Ornella Vanoni                                 | Mina - Ornella Vanoni                                           |
| 20494              | 1986    | Sylvie Vartan                                         | Made in U.S.A.                                                  |
| 20498              | 1986    | Red Canzian                                           | Io e Red                                                        |
| 20500              | 1986    | The Grop's Power                                      | Sposerò Simon Le Bon - (Colonna sonora)                         |
| 20504              | 1986    | Giorgia                                               | Giorgia                                                         |
| 20505              | 1986    | Lena Biolcati                                         | Lena Biolcati                                                   |
| 20511              | 1986    | Ivan Cattaneo                                         | Vietato ai minori                                               |
| 20514              | 1986    | Righeira                                              | Bambini Forever                                                 |
| 20517              | 1986    | Esecutori vari                                        | Forza Italia - Dedicate alla Nazionale                          |
| 20524              | 1986    | Esecutori vari                                        | Mix Max                                                         |
| 20530              | 1986    | Enrico Ruggeri                                        | Enrico VIII                                                     |
| 20537              | 1986    | Pooh                                                  | Giorni Infiniti - (Picture disc)                                |
| 20540              | 1986    | Raf                                                   | Self Control                                                    |
| 20543              | 1986    | Sergio Caputo                                         | Effetti personali                                               |
| 20544              | 1986    | Esecutori vari                                        | Carnaby Street                                                  |
| 20546              | 1986    | Esecutori vari                                        | Italian Fast Food - (Colonna sonora)                            |
| 20547              | 1986    | Skanners                                              | Dirty Armada                                                    |
| 20560              | 1986    | Esecutori vari                                        | Max Mix                                                         |
| 20561              | 1986    | Esecutori vari                                        | ...E le stelle stanno a cantare                                 |
| 20563              | 1986    | Roberto Vecchioni                                     | ippopotami                                                      |
| 20564              | 1986    | Bang                                                  | Ora o mai                                                       |
| 20569              | 1987    | Minnie Minoprio                                       | Anni '40...le canzoni più belle                                 |
| 20603              | 1987    | Esecutori vari                                        | Gesti d'amore                                                   |
| 20606              | 1987    | Umberto Marzotto                                      | Conta chi canta                                                 |
| 20608              | 1987    | Sergio Caputo                                         | Live: Ne approfitto per fare un po' di musica                   |
| 20625              | 1987    | Lena Biolcati                                         | Ballerina                                                       |
| 20626              | 03-1987 | Pierangelo Bertoli                                    | Canzone d'autore                                                |
| 20633              | 1987    | Matia Bazar                                           | Tango - (ristampa)                                              |
| 20634              | 1987    | Matia Bazar                                           | Berlino, Parigi, Londra - (ristampa)                            |
| 20635              | 1987    | Matia Bazar                                           | Aristocratica - (ristampa)                                      |
| 20636              | 1987    | Gianni Togni                                          | Di questi tempi                                                 |
| 20639              | 1987    | Matia Bazar                                           | Melò                                                            |
| 20677              | 1987    | Piero Piccioni                                        | Cronaca di una morte annunciata - (Colonna sonora)              |
| 20686              | 1987    | Pooh                                                  | Il colore dei pensieri                                          |
| 20688              | 1987    | Ornella Vanoni                                        | O                                                               |
| 20717              | 1987    | Umberto Tozzi                                         | Invisibile                                                      |
| 20721              | 1987    | Giorgia Fiorio                                        | Giorgia prende al cuore                                         |
| 21220              | 09-1987 | Paolo Conte                                           | Aguaplano                                                       |
| 20727              | 02-1988 | Pierangelo Bertoli                                    | Tra me e me                                                     |
| 20748              | 1988    | Esecutori vari                                        | I giorni randagi                                                |
| 20749              | 1988    | Esecutori vari                                        | Sanremo Graffiti                                                |
| 20750              | 1988    | Matia Bazar                                           | Matia Bazar                                                     |
| 20786              | 1988    | Esecutori vari                                        | Sanremo '88                                                     |
| 20795              | 1988    | Esecutori vari                                        | Sanremo Rock 1988                                               |
| 20808              | 1988    | Sharks                                                | Le notti di fuoco                                               |
| 20813              | 1988    | Sergio Caputo                                         | Storie di whisky andati                                         |
| 20816              | 1988    | Esecutori vari                                        | Quando i grandi cantano insieme                                 |
| 20817              | 1988    | Sergio Caputo                                         | Lontano che vai                                                 |
| 20818              | 1988    | Caterina Caselli                                      | Casco d'Oro - 20 anni dopo                                      |
| 20819              | 1988    | Umberto Tozzi                                         | Tozzi - (ristampa?)                                             |
| 20820              | 1988    | Charley                                               | Charley                                                         |
| 20836              | 1988    | Adriano Pappalardo                                    | Sandy                                                           |
| 20838              | 1988    | Esecutori vari                                        | Le canzoni del sole '88                                         |
| 20844              | 1988    | Impellitteri                                          | Stand in line                                                   |
| 20845              | 1988    | Umberto Tozzi                                         | Notte rosa - (ristampa)                                         |
| 20846              | 1988    | Enrico Ruggeri                                        | La parola ai testimoni                                          |
| 20847              | 1988    | Esecutori vari                                        | Mr. Blue e altre storie                                         |
| 20849              | 1988    | Umberto Tozzi                                         | Eva - (ristampa)                                                |
| 20852              | 1988    | Pooh                                                  | Oasi                                                            |
| 20853              | 1988    | Ruggero Raimondi                                      | The song I love                                                 |
| 20854              | 1988    | Ruggero Raimondi                                      | The song I love - Vol. 2                                        |
| 20855              | 1988    | Raf                                                   | Svegliarsi un anno fa                                           |
| 20865              | 1988    | Cento                                                 | Choose Life                                                     |
| 20875              | 1988    | Gianni Togni                                          | Bersaglio Mobile                                                |
| 20887              | 1988    | Paolo Conte                                           | Paolo Conte Live                                                |
| 20889              | 1988    | Adriana Mascagni                                      | Io credo                                                        |
| 20891              | 1989    | Francesco Baccini                                     | Cartoons                                                        |
| 20895              | 1989    | Roberto Vecchioni                                     | Milady                                                          |
| 20897              | 1989    | Esecutori vari                                        | You Do It - Viaggio nel rock americano                          |
| 20905              | 1989    | Ornella Vanoni                                        | Il giro del mio mondo                                           |
| 20906              | 1989    | Armando De Razza                                      | Esperanza D'Escobar                                             |
| 20908              | 1989    | Raf                                                   | Cosa resterà degli anni '80                                     |
| 20909              | 1989    | Sharks                                                | Tentazioni - Le notti di fuoco                                  |
| 20910              | 1989    | Esecutori vari                                        | Speciale Sanremo 1989                                           |
| 20926              | 1989    | Gang                                                  | Barricada Rumble Beat - (ristampa)                              |
| 20928              | 1989    | Mida's Touch                                          | Presage of Disaster - (serie NOI)                               |
| 20929              | 03-1989 | Pierangelo Bertoli                                    | Sedia elettrica                                                 |
| 20932              | 1989    | David Riondino                                        | Racconti picareschi                                             |
| 20937              | 1989    | Kreator                                               | Extreme aggression - (serie NOI)                                |
| 20939              | 1989    | Squallor                                              | Squallor Story                                                  |
| 20944              | 1989    | Pooh                                                  | Un altro pensiero da "Oasi" a "Opera Prima"                     |
| 20948              | 1989    | Enrico Ruggeri                                        | Contatti                                                        |
| 20950              | 1989    | Matia Bazar                                           | Red Corner                                                      |
| 20965              | 1989    | Esecutori vari                                        | Canzoni da A-Mare                                               |
| 20971              | 1989    | Quartetto Cetra                                       | I Cetra, "Bambino Mio" ...e i più grandi successi               |
| 20973              | 1989    | Orietta Berti                                         | Le canzonissime di Orietta Berti                                |
| 20974              | 1989    | Litfiba                                               | Pirata                                                          |
| 20979              | 1989    | Massimo Ranieri                                       | Da Bambino a Fantastico                                         |
| 20988              | 1990    | Umberto Balsamo                                       | Respirando la notte luna                                        |

## 33 giri - Serie Smeraldo
Si trattava di una serie di emissioni particolari, caratterizzate da un logo diverso e da una fascia in alto in copertina con la scritta Serie Smeraldo; la numerazione di catalogo era preceduta dalle lettere POP.
| Numero di catalogo | Anno | Interprete                   | Titoli                            |
| ------------------ | ---- | ---------------------------- | --------------------------------- |
| POP 36             | 1967 | Gigliola Cinquetti           | La rosa nera                      |
| POP 39             | 1967 | Ike & Tina Turner            | Concerto Beat                     |
| POP 41             | 1967 | The Misja Mengelberg Quartet | Jazz from Holland                 |
| POP 46             | 1967 | Little Junior Parker         | Invito al rhythm & blues          |
| POP 51             | 1967 | Les Surfs                    | I grandi successi dei Surfs       |
| POP 53             | 1968 | The Seeds                    | Il futuro inizia con noi          |
| POP 60             | 1968 | The Five Killers             | The Five Killers                  |
| POP 67             | 1968 | Les Baxter                   | L'amore è blu                     |
| POP 69             | 1968 | Yoska Nemeth                 | Notti tzigane                     |
| POP 70             | 1968 | Jean Laports                 | Una sera al circo                 |
| POP 72             | 1968 | Ralph Dollimore              | Dance time                        |
| POP 73             | 1968 | Franco Cerri                 | La sera a casa con te             |
| POP 73             | 1968 | Franco Cerri                 | La sera a casa con te             |
| POP 74             | 1968 | Esecutori vari               | Canzoni e fiabe per i più piccini |
| POP 76             | 1969 | Mario Tessuto                | Lisa dagli occhi blu              |

## EP
| Numero di catalogo | Anno             | Interprete                                 | Titoli                                                                                |
| ------------------ | ---------------- | ------------------------------------------ | ------------------------------------------------------------------------------------- |
| E 6002             | 1956             | Johnny Dorelli                             | Johnny Dorelli - Learning the blues                                                   |
| E 6010             | 1957             | Teddy Reno                                 | Sognate con Teddy Reno                                                                |
| E 6015             | 1957             | Teddy Reno                                 | Chella là/Guaglione/Suspiranno mon amour/Vurria sape' pecchè                          |
| E 6017             | 1957             | Teddy Reno / Betty Curtis                  | Teddy Reno / Betty Curtis - Le Canzoni della Fortuna                                  |
| E 6020             | 1º febbraio 1957 | Johnny Dorelli                             | Only you/Il valzer di Natascia/Refrains/Songo americano                               |
| E 6023             | 1957             | Teddy Reno                                 | Canzoni del film Peppino, le modelle e... "chella llà"                                |
| E 6031             | 1957             | Teddy Reno                                 | Piccolissima serenata/La più bella del mondo/'a sonnambula/Vivrò                      |
| E 6033             | 1957             | Teddy Reno                                 | Teddy Reno - (Ninna nanna del cavallino)                                              |
| E 6036             | 1958             | Johnny Dorelli                             | Tipitipitipso/Bernardine/Giovane amore/Parole d'amore sulla sabbia                    |
| E 6039             | 1958             | Moreno Volpini e la sua orchestra          | La vedova allegra/Sul bel Danubio blu/Onde del Danubio/I pattinatori                  |
| E 6041             | 1958             | Johnny Dorelli                             | Nel blu dipinto di blu/Giuro d'amarti così/Fantastica/Fragole e cappellini            |
| E 6048             | 1958             | Johnny Dorelli                             | Come prima/Grande come il mare/'Na rosa rossa pe' Katiuscia/Non ti vedo               |
| E 6049             | 1958             | Teddy Reno                                 | Ciacole/Compagna d' 'a luna/Buenas noches mi amor/Come prima                          |
| E 6050             | 1958             | Johnny Dorelli                             | Chanson d'amour/Let me beloved/My funny Valentine/With all my heart                   |
| E 6053             | 1958             | Johnny Dorelli                             | JULIA/Boccuccia di rosa/È tanto grigio il ciel/Sono sentimental                       |
| E 6055             | 1959             | Rocco Torrebruno                           | Buenas noches mi amor/La pioggia cadrà/Daiana/Tequila                                 |
| E 6060             | 1959             | Betty Curtis                               | La pioggia cadrà/Cantando con le lacrime agli occhi/Lontano da te/Questo nostro amore |
| E 6064             | 1959             | Johnny Dorelli                             | PIOVE/Conoscerti/Io sono il vento/Partir con te                                       |
| E 6065             | 1959             | Betty Curtis                               | NESSUNO/Sempre con te/Tua/Un bacio sulla bocca                                        |
| E 6066             | 1959             | Betty Curtis e Johnny Dorelli              | UNA MARCIA IN FA/Lì per lì/Nessuno/Piove                                              |
| E 6069             | 1959             | Mario Petri                                | Oh! Lola/Un giorno ti dirò/Ol' man river/Flamenco                                     |
| E 6071             | 1959             | Rocco Torrebruno                           | Se tu vai a Rio/Potessi rivivere la vita/Addio Maria/Chi è?                           |
| E 6072             | 1959             | Betty Curtis                               | Mais oui!/Grido al ciel/La verità/Quando mi baci                                      |
| E 6073             | 1959             | Johnny Dorelli                             | C'è un mondo ancor/Angelo di neve/Love in Portofino/Meravigliose labbra               |
| E 6074             | 1959             | Johnny Dorelli                             | Non baciare più nessuno/Dimmi di si Susanna/Un po' di blues/Bella come te             |
| E 6075             | 1959             | Lilian Terry                               | Lilian Terry                                                                          |
| E 6077             | 2 settembre 1959 | Romano Villi, con Loredana e Poker di Voci | I racconti dello zio Leo: Duello a Cactus City (parte 1 & 2)                          |
| E 6079             | 1959             | Gianfranco Intra e la sua Orchestra        | Whisky a Go Go - N° 1                                                                 |
| E 6080             | 1960             | Betty Curtis                               | Novembre/Manhattan Spiritual/Ti voglio dare un fiore/Quando se ne va l'estate         |
| E 6085             | 1960             | Johnny Dorelli                             | Ginge Rock/Tipi da spiaggia/La canzone di Orfeo/Felicità                              |
| E 6086             | 1960             | Betty Curtis                               | Buon dì/Mi arrendo/Son così sola/Ya ya                                                |
| E 6087             | 1960             | Betty Curtis                               | Festival di Sanremo 1960 - Amore senza sole/Colpevole/Noi/Non sei felice              |
| E 6088             | 1960             | Johnny Dorelli                             | Romantica/Amore senza sole/È vero/Notte mia                                           |
| E 6091             | 1960             | Luigi Podestà e I Bucanieri                | Parla d'amore/Addio piccolina/Io grido t'amo/Tu soltanto tu                           |
| E 6094             | 1961             | Johnny Dorelli / Betty Curtis              | Johnny Dorelli / Betty Curtis - da "Un Mandarino per Teo"                             |
| E 6096             | 1962             | Lilian Terry                               | Lilian Terry in Swing                                                                 |
| E 6099             | 1961             | Johnny Dorelli                             | Johnny Dorelli - Just One of Those Things                                             |
| E 6100             | 1962             | Piero Litaliano                            | Piero Litaliano                                                                       |
| E 6103             | 1962             | Johnny Dorelli                             | Lettre a Pinocchio/Redonne moi tes levres/Retournons a Montecarlo/Un bouquet de roses |
| E 6104             | 24 febbraio 1962 | Alighiero Noschese                         | Le imitazioni di Alighiero Noschese: dal XII Festival di Sanremo                      |
| E 6106             | 1963             | I pupazzi di Ennio Di Majo                 | La storia della gallina Tric-Trac                                                     |
| E 6107             | 1963             | Lilian Terry                               | Welcome back To Comblain La Tour                                                      |

## 45 giri
I 45 giri sono suddivisi in due periodi, a seconda del tipo di numerazione del catalogo: nei primi anni della casa discografica è costituito da una N e da una numerazione progressiva, nel 1971 la numerazione ricomincia da capo, senza più essere preceduta dalla lettera.

### Anni '50 e '60 (catalogazione N)
| Numero di catalogo |                                | Interprete                                                    | Titoli                                                                                         |
| ------------------ | ------------------------------ | ------------------------------------------------------------- | ---------------------------------------------------------------------------------------------- |
| N 9001             | 1956                           | Teddy Reno                                                    | Statte vicino a 'mme/Na voce, 'na chitarra 'e o poco 'e luna                                   |
| N 9003             | 1958                           | Teddy Reno                                                    | Scapricciatiello/Accarezzame                                                                   |
| N 9008             | 1958                           | Marisa Brando                                                 | La luna nel rio/Amo Parigi                                                                     |
| N 9009             | 1958                           | Johnny Dorelli                                                | Lover/What is this thing called love                                                           |
| N 9012             | 1958                           | Johnny Dorelli                                                | Due teste sul cuscino/Musetto                                                                  |
| N 9014             | 1957                           | Teddy Reno                                                    | Piccolissima serenata/Cet soir                                                                 |
| N 9016             | 1958                           | Johnny Dorelli                                                | Bernardine/Parole d'amore sulla sabbia                                                         |
| N 9018             | 1958                           | Teddy Reno                                                    | Piccolissima serenata/Ce soir                                                                  |
| N 9019             | 1958                           | Johnny Dorelli                                                | Bernardine/Giovane amore                                                                       |
| N 9020             | 1958                           | Johnny Dorelli                                                | Tipitipitipso/Un amore splendido                                                               |
| N 9021             | 1957                           | Teddy Reno                                                    | Ninna nanna del cavallino/Tanti auguri a te                                                    |
| N 9022             | 1958                           | Adriano Cecconi                                               | Campane di S. Lucia/Arsura                                                                     |
| N 9025             | 1958                           | Teddy Reno                                                    | Giuro d'amarti così/Non potrai dimenticare                                                     |
| N 9027             | 1958                           | Johnny Dorelli                                                | Nel blu dipinto di blu/Giuro d'amarti così                                                     |
| N 9029             | 1958                           | Teddy Reno                                                    | A' sunnambula/Simpatica                                                                        |
| N 9030             | 1958                           | Teddy Reno                                                    | Tu sorridi e passa un angelo/Piccolissima serenata                                             |
| N 9031             | 1958                           | Johnny Dorelli                                                | Fantastica/Fragole e cappellini                                                                |
| N 9032             | 1958                           | Johnny Dorelli                                                | Se tornassi tu/L'edera                                                                         |
| N 9033             | 1958                           | Johnny Dorelli                                                | Io sono te/Timida serenata                                                                     |
| N 9034             | 1958                           | Johnny Dorelli                                                | Non potrai dimenticare/La canzone che piace a te                                               |
| N 9035             | 1958                           | Teddy Reno                                                    | Cumpagna d' 'a luna/E dimme... ca me vuo' bbene                                                |
| N 9037             | 1958                           | Teddy Reno                                                    | Buenas Noches Mi Amor/Ciacole                                                                  |
| N 9038             | 1958                           | Loredana                                                      | Giorgio (del Lago Maggiore)/Whisky facile                                                      |
| N 9040             | 1958                           | Johnny Dorelli                                                | Come prima/Non ti vedo                                                                         |
| N 9041             | 1958                           | Johnny Dorelli                                                | Grande come il mare/'Na rosa rossa pe' Katiuscia                                               |
| N 9042             | 1958                           | Johnny Dorelli                                                | With all my heart/My funny Valentine                                                           |
| N 9043             | 1958                           | Johnny Dorelli                                                | Come prima/Calypso melody                                                                      |
| N 9045             | 1958                           | Johnny Dorelli                                                | Let me beloved/Chanson d'amour                                                                 |
| N 9046             | 1958                           | Johnny Dorelli                                                | Julia/Boccuccia di rosa                                                                        |
| N 9047             | 1958                           | Rocco Torrebruno                                              | Giulietta e Romeo/Sincerità                                                                    |
| N 9049             | 9 giugno 1958                  | Rocco Torrebruno                                              | Mandulino d' 'o Texas/Vurria                                                                   |
| N 9050             | 1958                           | Rocco Torrebruno                                              | Nun fa' cchiù 'a francese/Turna a vuca'                                                        |
| N 9051             | 1958                           | Betty Curtis                                                  | La pioggia cadrà/Questo nostro amore                                                           |
| N 9052             | 1958                           | Johnny Dorelli                                                | Tuppe tuppe mariscià/Resta cu 'mme                                                             |
| N 9053             | 1958                           | Johnny Dorelli                                                | È tanto grigio il ciel/Sono sentimental                                                        |
| N 9056             | 1958                           | Teddy Reno                                                    | Confidenziale/Perry Como                                                                       |
| N 9057             | 1958                           | Teddy Reno                                                    | Tre volte baciami/Con tutto il cuor                                                            |
| N 9059             | 1958                           | Teddy Reno                                                    | Zitta nun 'o ddi/Un gettone nel juke box                                                       |
| N 9062             | 1958                           | Rocco Torrebruno                                              | La pioggia cadrà/Buenas noches mi amor                                                         |
| N 9065             | 1958                           | Torrebruno                                                    | Refrain d'amor/Malaguena                                                                       |
| N 9066             | 1959                           | Johnny Dorelli                                                | Sei chic/Donna di nessuno                                                                      |
| N 9068             | 10-1958                        | Betty Curtis                                                  | Cantando con le lacrime agli occhi/Lontano da te                                               |
| N 9071             | 1958                           | Johnny Dorelli                                                | Tre volte baciami/Bellissima                                                                   |
| N 9072             | 1958                           | Mario Petri                                                   | You are my destiny/T'amo                                                                       |
| N 9073             | 1958                           | Johnny Dorelli                                                | White Christmas/Jingle bells                                                                   |
| N 9074             | 1958                           | Johnny Dorelli                                                | Silent night, holy night/Irish lullaby                                                         |
| N 9075             | 11-1958                        | Loredana                                                      | Cinque ceci/Bevilacqua Gustavino                                                               |
| N 9076             | 1958                           | Johnny Dorelli                                                | Goodbye New York/Piange il cielo                                                               |
| N 9077             | 1958                           | Johnny Dorelli                                                | Silenzioso amore/Sei cocktail                                                                  |
| N 9078             | 1958                           | Rocco Torrebruno                                              | Tequila/Buenas noches mi amor                                                                  |
| N 9079             | 1959                           | Betty Curtis                                                  | Tortorella glu glu/Un po' per gioco                                                            |
| N 9086             | 1959                           | Johnny Dorelli                                                | Donna/Un raggio di sole                                                                        |
| N 9087             | 1959                           | Betty Curtis                                                  | Nessuno/Partir con te                                                                          |
| N 9088             | 1959                           | Betty Curtis                                                  | Tu sei qui/Un bacio sulla bocca                                                                |
| N 9089             | 1959                           | Betty Curtis                                                  | Tua/Per tutta la vita                                                                          |
| N 9090             | 1959                           | Betty Curtis                                                  | Sempre con te/La vita mi ha dato solo te                                                       |
| N 9091             | 1959                           | Johnny Dorelli e Betty Curtis                                 | Una marcia in fa/Lì per lì                                                                     |
| N 9092             | 1959                           | Johnny Dorelli                                                | Partir con te/Un bacio sulla bocca                                                             |
| N 9093             | 1959                           | Johnny Dorelli                                                | Piove/Nessuno                                                                                  |
| N 9094             | 1959                           | Johnny Dorelli                                                | Né stelle né mare/Io sono il vento                                                             |
| N 9095             | 1959                           | Johnny Dorelli                                                | Conoscerti/Tua                                                                                 |
| N 9096             | 1959                           | Johnny Dorelli                                                | La luna è un'altra luna/Tu sei qui                                                             |
| N 9097             | 1959                           | Betty Curtis                                                  | Brivido blu/Al chiar di luna porto fortuna                                                     |
| N 9099             | 1959                           | Mario Petri                                                   | Il giocatore innamorato/?                                                                      |
| N 9103             | 1959                           | Betty Curtis                                                  | Partir con te/Strade                                                                           |
| N 9105             | 1959                           | Rocco Torrebruno                                              | Chi è?/Addio Maria                                                                             |
| N 9108             | 1959                           | Johnny Dorelli                                                | Julia/Boccuccia di rosa (versione inglese)                                                     |
| N 9110             | 1959                           | Lilian Terry                                                  | Gioia/La mamma e il treno                                                                      |
| N 9112             | 1959                           | Betty Curtis                                                  | La verità/Quando mi baci                                                                       |
| N 9113             | 1959                           | Johnny Dorelli                                                | School boy crush/Little star                                                                   |
| N 9114             | 1959                           | Johnny Dorelli                                                | Birth of the blues/The world outside (Concerto di Varsavia)                                    |
| N 9115             | 1959                           | Johnny Dorelli                                                | Love in Portofino/Smoke gets in your eyes                                                      |
| N 9116             | 1959                           | Johnny Dorelli                                                | Meravigliose labbra/La donna che amerò                                                         |
| N 9117             | 1959                           | Betty Curtis                                                  | Grido al ciel/Long playing kiss                                                                |
| N 9120             | 1959                           | Johnny Dorelli                                                | Angelo di neve/Dalla strada alle stelle                                                        |
| N 9121             | 1959                           | Betty Curtis                                                  | Mais oui/La verità                                                                             |
| N 9125             | 1959                           | Johnny Dorelli                                                | Love in Portofino/C'è un mondo ancor                                                           |
| N 9126             | 1959                           | Johnny Dorelli                                                | Bella come te/Un po' di blues                                                                  |
| N 9127             | 1959                           | Johnny Dorelli                                                | Non baciare più nessuno/Dimmi di sì, Susanna                                                   |
| N 9129             | 1959                           | Betty Curtis                                                  | Ti voglio dare un fiore/Buondì                                                                 |
| N 9130             | 1959                           | Johnny Dorelli                                                | La canzone di Orfeo/Felicità                                                                   |
| N 9132             | 1959                           | Mario Petri                                                   | Come pagliaccio/?                                                                              |
| N 9133             | 1959                           | Loredana                                                      | Maramao perché sei morto/La cicogna di Santa Cruz                                              |
| N 9134             | 1959                           | Betty Curtis                                                  | Dimmelo con un disco/Non dir di no                                                             |
| N 9135             | 1959                           | Betty Curtis                                                  | Mais oui!/Quando                                                                               |
| N 9136             | 1º luglio 1959                 | Johnny Dorelli                                                | Bambina (di Torre del Mare)/Il nostro Paradiso                                                 |
| N 9138             | 1959                           | Johnny Dorelli                                                | Guardatela ma non toccatela/Sei nata per essere adorata                                        |
| N 9139             | 1959                           | Johnny Dorelli                                                | I Sing "Ammore"/Petit fleur                                                                    |
| N 9140             | 1959                           | Betty Curtis                                                  | Novembre/Ti voglio dare un fiore                                                               |
| N 9142             | 1959                           | Betty Curtis                                                  | Quando se ne va l'estate/Manhattan spiritual                                                   |
| N 9143             | 3 ottobre 1959                 | Gianfranco Intra, la sua Orchestra e I Kronos                 | Whisky anc cha cha cha/Go Go Go                                                                |
| N 9144             | 1959                           | Johnny Dorelli                                                | Tipi da spiaggia/Tanto, tanto bella!                                                           |
| N 9148             | 1959                           | Johnny Dorelli                                                | Sei tutta un pericolo/Serenella                                                                |
| N 9149             | 1959                           | Betty Curtis                                                  | Ya Ya/Mi arrendo                                                                               |
| N 9151             | 1960                           | Betty Curtis                                                  | Son così sola/Sono innamorata di te                                                            |
| N 9153             | 1960                           | Lilian Terry                                                  | Rudolf dal naso rosso/Tanti auguri a te                                                        |
| N 9154             | 1960                           | Johnny Dorelli                                                | Lettera a Pinocchio/Ginger rock                                                                |
| N 9155             | 1960                           | Anna D'Amico                                                  | Il muro/Till                                                                                   |
| N 9156             | 1960                           | Roby Milione                                                  | Rock Satana/Luna scura                                                                         |
| N 9161             | 1960                           | I Marcellini canta Franco Duranti                             | Marina/Kriminal tango                                                                          |
| N 9162             | 1960                           | Betty Curtis                                                  | Colpevole/Amore senza sole                                                                     |
| N 9163             | 1960                           | Betty Curtis                                                  | Non sei felice/Perdoniamoci                                                                    |
| N 9164             | 1960                           | Betty Curtis                                                  | Noi/Invoco te                                                                                  |
| N 9165             | 1960                           | Johnny Dorelli                                                | Perdoniamoci/Amore senza sole                                                                  |
| N 9166             | 1960                           | Johnny Dorelli                                                | Notte mia/Colpevole                                                                            |
| N 9167             | 1960                           | Johnny Dorelli                                                | E' vero/Noi                                                                                    |
| N 9168             | 1960                           | Johnny Dorelli                                                | Amore, abisso dolce/Romantica                                                                  |
| N 9169             | 1960                           | Betty Curtis                                                  | È vero/Quando vien la sera                                                                     |
| N 9170             | 1960                           | Rocco Torrebruno                                              | Mi consolo con un rock/Strade di Toledo                                                        |
| N 9171             | 1960                           | Rocco Torrebruno                                              | Resistimi/Good-bye my love                                                                     |
| N 9173             | 1960                           | Anna D'Amico                                                  | Ribalta notturna/Un bacio... è primavera                                                       |
| N 9174             | 1960                           | Anna D'Amico                                                  | Dovunque/Stringiti a me                                                                        |
| N 9175             | 1960                           | Johnny Dorelli                                                | Il dente d'elefante/Simpatico autunno                                                          |
| N 9176             | 1960                           | Johnny Dorelli                                                | Beviamoci su/La lunga estate di Taormina                                                       |
| N 9182             | 1960                           | Betty Curtis                                                  | Adonis/Aiutami a piangere                                                                      |
| N 9183             | 1960                           | Betty Curtis                                                  | Bobby/Vicino a te                                                                              |
| N 9184             | 1960                           | Johnny Dorelli                                                | A smile in Vienna/?                                                                            |
| N 9185             | 1960                           | Johnny Dorelli                                                | La nostra melodia/Johnny Vitamina                                                              |
| N 9186             | 1960                           | Luigi Podestà e I Bucanieri                                   | Io grido t'amo/Tu soltanto tu                                                                  |
| N 9187             | 1960                           | Luigi Podestà e I Bucanieri                                   | Parla d'amore/Addio piccolina                                                                  |
| N 9188             | 1960                           | Torrebruno                                                    | Piangi cow boy/Un attimo infinito                                                              |
| N 9189             | 1960                           | Anna D'Amico                                                  | Tu sei l'ultimo/Facciamo la pace                                                               |
| N 9200             | 1960                           | Loredana                                                      | La ragazza dinamite/Negra                                                                      |
| N 9201             | 1960                           | I Marcellini canta Franco Duranti                             | Pazze d'amore/Pura                                                                             |
| N 9203             | 1960                           | Betty Curtis                                                  | Che gioia ia ia ia/Viva!                                                                       |
| N 9204             | 1960                           | Torrebruno                                                    | Strade di Toledo/Good bye my love                                                              |
| N 9206             | 1960                           | Bobby Rydell                                                  | WIld One/Little Bitty Girl                                                                     |
| N 9207             | 1960                           | Torrebruno                                                    | L'uomo del mare/Ola, Ola, Ola                                                                  |
| N 9208             | 1960                           | Johnny Dorelli                                                | Storia fermati/Vuoi la luna?                                                                   |
| N 9212             | 1960                           | The Clippers                                                  | Forever/Tonite?                                                                                |
| N 9218             | 1960                           | Roby Milione e i 5 Astor                                      | La strada del cielo/Ma credimi                                                                 |
| N 9219             | 1960                           | Reg Owen and His Orchestra                                    | Sunday Morn/Cool Collins                                                                       |
| N 9220             | 1960                           | Sergio Renda                                                  | Remember this cumpà/Salade de fruits                                                           |
| N 9221             | 1960                           | Gino Bramieri                                                 | Amilcare del 3°/Attesa disperata                                                               |
| N 9222             | 1960                           | Rocco Montana                                                 | Addio piccolina/Someday                                                                        |
| N 9223             | 1960                           | Luciano Lualdi                                                | Turnammoce a 'ncuntrà/Stasera sì                                                               |
| N 9225             | 1960                           | Nando Monika e i Tropical Boys                                | Imparate con me il cha cha cha/Cha cha cha flamenco                                            |
| N 9226             | 1960                           | Betty Curtis                                                  | Ci vogliono i mariti/Prestami un bacio                                                         |
| N 9227             | 1960                           | Anna D'Amico                                                  | Com'è bello l'amore/Scherzi di primavera                                                       |
| N 9228             | 1960                           | Quartetto Radar                                               | Dammi la mano e corri/La Princesse de Juliette                                                 |
| N 9229             | 1960                           | I Marcellini                                                  | Estate/Pazzo-pazzo, crazy-crazy                                                                |
| N 9230             | 1960                           | Makadopoulos e la sua Orchestra                               | Les Enfants Du Piree/Dans Les Rues D'Athenes                                                   |
| N 9233             | 1960                           | Johnny Dorelli                                                | Ruberò (il respiro dei fiori)/Divina                                                           |
| N 9234             | 1960                           | Betty Curtis                                                  | Nasce il dì/Raggio di luna                                                                     |
| N 9235             | 1960                           | Luciano Lualdi                                                | Grazie tanto/Se sceta 'a luna                                                                  |
| N 9236             | 1960                           | Luciano Lualdi                                                | Perdutamente/Vaco e torno                                                                      |
| N 9237             | 1960                           | I Marcellini canta Franco Duranti                             | La luna/Birimbo Birambo                                                                        |
| N 9238             | 1960                           | Gino Bramieri                                                 | Raimundo l'oriundo/Penuria d'anguria                                                           |
| N 9241             | 1960                           | Betty Curtis                                                  | Uno a me, uno a te/Qui Quo Qua                                                                 |
| N 9247             | 1961                           | Rocco Montana                                                 | Bambina mia/Prima di te                                                                        |
| N 9248             | 1960                           | Betty Curtis                                                  | Cinque monetine/Qui Quo Qua                                                                    |
| N 9249             | 1960                           | Hans George e i suoi Silver Strings                           | Melodie Siciliano/Mariandl                                                                     |
| N 9250             | 1960                           | Quartetto Radar                                               | Dondola fantasia/Ah Ah... Ah Ah                                                                |
| N 9251             | 1960                           | Luciano Lualdi                                                | Sereno/Cielo d'Abruzzo                                                                         |
| N 9252             | 1960                           | Betty Curtis                                                  | Il mio uomo/Souvenirs                                                                          |
| N 9253             | 1960                           | Gino Bramieri                                                 | Bonjour Carlotta/Una valigia di sogni                                                          |
| N 9254             | 1960                           | Johnny Dorelli                                                | A.E.I.O.U. cha cha cha/Vorrei volare                                                           |
| N 9255             | 1960                           | Johnny Dorelli                                                | Tanti auguri a te/Bianco Natale                                                                |
| N 9257             | 1960                           | Pino D'Olbia e il suo Complesso Caratteristico                | Adiu, Vidda Mea/Aiò ...Aiò ...                                                                 |
| N 9258             | 1961                           | The Cousins                                                   | Fuego/Kili-Watch                                                                               |
| N 9260             | 1961                           | Lilian Terry                                                  | My heart belongs to daddy/The song is you                                                      |
| N 9261             | 1961                           | Luciano Lualdi                                                | Aiutami a dimenticare/Quella stella il tuo destino                                             |
| N 9263             | 1961                           | Betty Curtis e Johnny Dorelli                                 | Tu con me/Carolina dai!...                                                                     |
| N 9264             | 1961                           | Betty Curtis                                                  | Libellule/Stasera piove                                                                        |
| N 9265             | 1961                           | Betty Curtis                                                  | Al di la'/Vicino a te                                                                          |
| N 9266             | 1961                           | Nadia Liani                                                   | Una goccia di cielo/Febbre di musica                                                           |
| N 9267             | 1961                           | Johnny Dorelli                                                | Mare di dicembre/I tuoi occhi                                                                  |
| N 9268             | 1961                           | Johnny Dorelli                                                | Il mare nel cassetto/Guardala                                                                  |
| N 9269             | 1961                           | Johnny Dorelli                                                | Svegliati amore/Cha cha china                                                                  |
| N 9270             | 1961                           | Betty Curtis                                                  | Soldi soldi soldi/M'ha baciato                                                                 |
| N 9271             | 1961                           | Johnny Dorelli                                                | I tuoi occhi/Summertime                                                                        |
| N 9274             | 1961                           | Betty Curtis                                                  | Neve al chiaro di luna/Pollo e champagne                                                       |
| N 9275             | 1961                           | Johnny Dorelli                                                | Vorrei danzar con te/My love                                                                   |
| N 9276             | 1961                           | Quartetto Radar                                               | I magnifici sette/Exodus                                                                       |
| N 9277             | 1961                           | Betty Curtis                                                  | Stasera piove/Buonanotte Roma                                                                  |
| N 9278             | 1961                           | Carlo Carenni                                                 | Imparate con me il merengue/Carum Pa-pa                                                        |
| N 9279             | 1961                           | The Cousins                                                   | I Told You So/Dale Que Dale                                                                    |
| N 9282             | 1961                           | Quartetto Radar                                               | Ti-pi-tin/Chiacchiere,chiacchiere                                                              |
| N 9283             | 1961                           | Roberto Livraghi                                              | Aiutatelo/E dopo...!                                                                           |
| N 9284             | 1961                           | Quartetto Radar                                               | La canzone di Alamo/Roslyn                                                                     |
| N 9285             | 1961                           | I Quattro Vagabondi                                           | Abra Kadabra/Mare incantato                                                                    |
| N 9286             | 1961                           | Betty Curtis                                                  | Qui/Midi Midinette                                                                             |
| N 9287             | 1961                           | Franco Duranti                                                | Signorina bella/Guardami negli occhi                                                           |
| N 9289             | 1961                           | Nadia Liani                                                   | Ceniamo insieme/I cerchi sull'acqua                                                            |
| N 9290             | 1961                           | Loredana                                                      | Ti credo/Ghirigori                                                                             |
| N 9291             | 1961                           | Rocco Montana                                                 | Magdalene/Cannibale d'amore                                                                    |
| N 9292             | 1961                           | Johnny Dorelli                                                | Lettera a Pinocchio/Vuoi la luna?                                                              |
| N 9296             | 1961                           | Sergio Renda / Orchestra Gigi Cichellero                      | Si, si, si / Più bella... (Più dolce)                                                          |
| N 9297             | 1961                           | Betty Curtis                                                  | Tre volte felice/Ricordami                                                                     |
| N 9300             | 1961                           | Jo Fedeli                                                     | Ti tingo/Di-di-dimmelo                                                                         |
| N 9301             | 1961                           | Johnny Dorelli                                                | Settembre cu'mme/Nun chiagnere                                                                 |
| N 9302             | 1961                           | Betty Curtis                                                  | Tu si' a malinconia/Napoli shock                                                               |
| N 9306             | 1961                           | Lello Caravaglios                                             | Cabina tutta blu/Sera serena                                                                   |
| N 9310             | 1961                           | Piero Litaliano                                               | Fino all'ultimo minuto/Qualcuno tornerà                                                        |
| N 9311             | 1961                           | Piero Litaliano                                               | Autunno a Milano/Hai lasciato a casa il tuo sorriso                                            |
| N 9312             | 1961                           | Betty Curtis                                                  | Fra le canne di bambù/Nessuno mai                                                              |
| N 9313             | 1961                           | Loredana                                                      | Signorina bella/Non è vero (che un quarto di luna)                                             |
| N 9314             | 27 ottobre 1961                | Quartetto Radar                                               | Vorrei nascondermi in un albero/Un'anima tra le mani                                           |
| N 9315             | 1961                           | Johnny Dorelli                                                | Montecarlo/Luna luna tu                                                                        |
| N 9317             | 30 novembre 1961               | Johnny Dorelli sul lato A/ Orchestra Gianni Ferrio sul lato B | Madame Sans-Gêne/ Tema dal film "Madame Sans-Gêne"                                             |
| N 9318             | 10 e 23 ottobre 1961           | Loredana                                                      | Oggi più di ieri/Le stelle                                                                     |
| N 9319             | 1961                           | Betty Curtis                                                  | Tango del mare/Ti voglio tanto bene                                                            |
| N 9320             | 1961                           | Pino D'Olbia                                                  | Bruna isolana/Isola bianca                                                                     |
| N 9323             | 1962                           | Betty Curtis                                                  | Croce e delizia/Fenesta che lucive                                                             |
| N 9324             | 1962                           | Betty Curtis                                                  | Notte per due/Cupido                                                                           |
| N 9325             | 1962                           | Piero Litaliano                                               | Confesso/Non siamo tutti eroi                                                                  |
| N 9326             | 1962                           | Jo Fedeli                                                     | Twistin' the twist/The twist                                                                   |
| N 9331             | 1962                           | Piero Litaliano                                               | Lungo treno del sud/Non siamo tutti eroi                                                       |
| N 9333             | 1962                           | Lilian Terry                                                  | That's All/Lover Man                                                                           |
| N 9334             | 1962                           | Lilian Terry                                                  | That Old Black Magic/'Round About Midnight                                                     |
| N 9337             | 1962                           | Betty Curtis                                                  | Buongiorno amore/Il cielo cammina                                                              |
| N 9339             | 1962                           | Johnny Dorelli                                                | Buongiorno amore/L'ombrellone                                                                  |
| N 9340             | 1962                           | Gino Bramieri                                                 | Lui andava a cavallo/Pesca tu che pesco anch'io                                                |
| N 9341             | 1962                           | Rocco Montana                                                 | Inventiamo la vita/Tu che mi fai piangere                                                      |
| N 9343             | 1962                           | Johnny Dorelli                                                | Arianna / Mister Carnevale                                                                     |
| N 9348             | 1962                           | Johnny Dorelli                                                | Musica mia/Tutto ci attende                                                                    |
| N 9349             | 1962                           | Alighiero Noschese                                            | L'idolo delle donne/Un giorno capirà                                                           |
| N 9350             | 1962                           | Betty Curtis                                                  | Tahiti eh/Cercami                                                                              |
| N 9351             | 02-1962                        | Betty Curtis                                                  | High society twist/Un colpo al cerchio e un colpo alla botte                                   |
| N 9358             | 27 ottobre 1961 e 7 marzo 1962 | Quartetto Radar                                               | Vorrei nascondermi in un albero/Ay... colombella                                               |
| N 9360             | 1962                           | Jo Fedeli                                                     | Twist Can Can/Ciao, ciao twist                                                                 |
| N 9362             | 1962                           | Johnny Dorelli                                                | Serenata rififi/Non verrà                                                                      |
| N 9366             | 1962                           | Lello Caravaglios                                             | Nel buio/Bimba piccolina                                                                       |
| N 9368             | 1962                           | Johnny Dorelli                                                | Ferma questa notte/?                                                                           |
| N 9371             | 1962                           | Salvatore Idà                                                 | Invocazione a san Rocco/Signuri patri celesti                                                  |
| N 9378             | 1962                           | Anna Poli                                                     | La ballata dell'amore/Jealousie                                                                |
| N 9379             | 1962                           | Franco Clerici                                                | Ci rivedremo/Se tu                                                                             |
| N 9380             | 1962                           | Sarita Montiel                                                | La apagnola/A media luz                                                                        |
| N 9382             | 26 maggio 1962                 | Johnny Dorelli                                                | Lisbona di notte/Jaqueline                                                                     |
| N 9385             | 1962                           | Pino D'Olbia                                                  | Welcome To Costa Smeralda/Szerelem                                                             |
| N 9386             | 1962                           | Jo Fedeli                                                     | Liz twist/Twist for two                                                                        |
| N 9387             | 1962                           | Lilian Terry                                                  | Se lei verrà da te (La Montana)/Good Bye                                                       |
| N 9390             | 1962                           | Miguel e i Caravana                                           | O frigideiro/A bertoela                                                                        |
| N 9391             | 1962                           | Nevil Cameron                                                 | Tu solamente tu/Spiaggia deserta                                                               |
| N 9393             | 1962                           | Betty Curtis                                                  | Ay Ay che luna/Con un sole così                                                                |
| N 9398             | 1962                           | Johnny Dorelli                                                | Adios/L'uomo sul marciapiedi                                                                   |
| N 9399             | 1962                           | Betty Curtis                                                  | Cercami/È qui                                                                                  |
| N 9400             | 1962                           | Johnny Dorelli                                                | Speedy Gonzales/Tipi da spiaggia                                                               |
| N 9401             | 1962                           | Betty Curtis                                                  | Chariot/La tua gioventù                                                                        |
| N 9402             | 1962                           | Piero Litaliano                                               | Alè alè/Fra cent'anni                                                                          |
| N 9404             | 1962                           | Anna Poli                                                     | Cleo dalle 5 alle 7/Non è così                                                                 |
| N 9405             | 10-1962                        | Johnny Dorelli                                                | Le rose sono rosse/Señora                                                                      |
| N 9411             | 1962                           | Piero Focaccia                                                | Quel pappagallo/Sai                                                                            |
| N 9413             | 1962                           | Nevil Cameron                                                 | Addormentarmi così/Blu di Roma                                                                 |
| N 9415             | 1962                           | Guido Russo                                                   | Il ponte sul Naviglio/Essa nun sa                                                              |
| N 9417             | 1962                           | Gianni Casanova                                               | L'amore di un angelo/Il nomignolo                                                              |
| N 9418             | 1962                           | Betty Curtis/Quartetto Radar                                  | Ti voglio bene Topolino/I piccolissimi sette                                                   |
| N 9419             | 17 dicembre 1962               | Johnny Dorelli                                                | Il sogno di Biancaneve/Scende dal cielo                                                        |
| N 9420             | gennaio 1963                   | Jo Fedeli                                                     | So fingere/E' bello                                                                            |
| N 9421             | gennaio 1963                   | Johnny Dorelli                                                | Gina/La giostra dei sogni                                                                      |
| N 9423             | 1963                           | Johnny Dorelli                                                | Angela/Mi sono innamorato di te                                                                |
| N 9424             | 1963                           | Rita Morin                                                    | 'Na fronna/'Na vita sola                                                                       |
| N 9425             | 1963                           | Johnny Dorelli                                                | Non costa niente/Verrà                                                                         |
| N 9426             | 1963                           | Quartetto Radar                                               | La ballata del pedone/Oggi non ho tempo                                                        |
| N 9427             | 1963                           | Betty Curtis                                                  | Occhi neri e cielo blu/Amor, mon amour, my love                                                |
| N 9428             | 1963                           | Johnny Dorelli                                                | Fermate il mondo/...E non addio                                                                |
| N 9430             | 1963                           | Rita Morin                                                    | Stelle, luna e cha cha cha/Poi...                                                              |
| N 9432             | 1963                           | Betty Curtis                                                  | Peter Brown/Lacrime di gioia                                                                   |
| N 9433             | 1963                           | Gianni Casanova                                               | La cravatta di seta scarlatta/Un bacio inutile                                                 |
| N 9448             | 1963                           | Marcello Marchesi                                             | Che bell'età/Ah! Se avessi vent'anni di meno                                                   |
| N 9449             | 1963                           | Marcello Marchesi                                             | Bella tardona/Sono vivo                                                                        |
| N 9450             | 1963                           | Marcello Marchesi                                             | Mi voglio bene/Quando porto a spasso il cane                                                   |
| N 9451             | 1963                           | Marcello Marchesi                                             | L'età del jazz/Però,però,peccato                                                               |
| N 9452             | 1963                           | Lilian Terry                                                  | Estate/Vai bene per me                                                                         |
| N 9456             | 1963                           | Nevil Cameron                                                 | Cabina tutta blu/Sera serena                                                                   |
| N 9457             | 1963                           | Betty Curtis                                                  | Canzonetta romantica/Peter Brown                                                               |
| N 9459             | 1963                           | Betty Curtis                                                  | Canzonetta romantica/Ora no                                                                    |
| N 9460             | 1963                           | Piero Focaccia                                                | Stessa spiaggia, stesso mare/Portala in cantina                                                |
| N 9464             | 1963                           | Betty Curtis                                                  | Wini Wini/Il Tamourè                                                                           |
| N 9465             | 1963                           | Johnny Dorelli                                                | Twist così così/Je chant pe' te Marì                                                           |
| N 9466             | 1963                           | Nevil Cameron                                                 | Venezia mia/L'appuntamento                                                                     |
| N 9468             | 1963                           | Johnny Dorelli                                                | Vina del mar/Una rosa per Valentina                                                            |
| N 9470             | 1963                           | Betty Curtis                                                  | Un giorno e poi/La ragazza del week-end                                                        |
| N 9473             | 1963                           | Piero Focaccia                                                | Appuntamento sulla neve/Chi t'ha detto che piangevo                                            |
| N 9474             | 1963                           | Gigliola Cinquetti                                            | Penso alle cose perdute/Quando vedo che tutti si amano                                         |
| N 9475             | 1963                           | Gianni Felice                                                 | Il posto/Non è vero niente                                                                     |
| N 9478             | 1963                           | Piero Focaccia                                                | Un quintale di gesso/Piangere non si può                                                       |
| N 9479             | 1963                           | Anna Poli                                                     | Stasera non te ne andare/Non cercare mille scuse                                               |
| N 9481             | 1963                           | Ed Viller                                                     | Micaela/Ritornerò da te                                                                        |
| N 9482             | 1964                           | Renata Mauro                                                  | Canzone d'amore/Romolo convinciti                                                              |
| N 9483             | gennaio 1964                   | Betty Curtis                                                  | Era mezzanotte/Per te non riesco a dormire                                                     |
| N 9484             | 1964                           | Luigi Fiumicelli                                              | Dai, diglielo dai/Meno male                                                                    |
| N 9485             | 1964                           | Nevil cameron                                                 | Uno come me/Dimmi                                                                              |
| N 9486             | 1964                           | Gigliola Cinquetti                                            | Non ho l'età (per amarti)/Sei un bravo ragazzo                                                 |
| N 9487             | 1964                           | Piero Focaccia                                                | L'inverno cosa fai?/Piangere non si può                                                        |
| N 9488             | 1964                           | I Gemelli                                                     | Amici forza tutti qui (Po po po po)/Su dai deciditi/Week-end                                   |
| N 9490             | 1964                           | Piero Focaccia e Franca Alinti                                | Noi della greffa/Papà non fare un dramma                                                       |
| N 9497             | 1964                           | Gigliola Cinquetti                                            | Je suis a toi/Sei un bravo ragazzo                                                             |
| N 9499             | 1964                           | Gigliola Cinquetti                                            | Il primo bacio che darò/Non è niente, lasciami stare                                           |
| N 9502             | 1964                           | Betty Curtis                                                  | La casa più bella del mondo/Se ti prego                                                        |
| N 9503             | 1964                           | Johnny Dorelli                                                | Io in montagna e tu al mare/Era settembre                                                      |
| N 9504             | 1964                           | Guido Russo                                                   | Se tu sapessi/Per amore di un amore                                                            |
| N 9507             | 1964                           | Betty Curtis                                                  | Scegli me o il resto del mondo/Mi fa piacere                                                   |
| N 9509             | 1964                           | Gigliola Cinquetti                                            | Prima o poi telefonerai/Quando passo il ponte con te                                           |
| N 9510             | 1964                           | Gigliola Cinquetti                                            | Caro come te/Barbablu                                                                          |
| N 9511             | 1964                           | Gigliola Cinquetti                                            | Sui scalini dell'arena/Se a Verona ghe fusse el mar                                            |
| N 9512             | 29 luglio 1964                 | Pino D'Olbia                                                  | L'estate prossima/E' per il tuo bene                                                           |
| N 9513             | 29 luglio 1964                 | Pino D'Olbia                                                  | No trattammi cussì/Mi nni pentu                                                                |
| N 9514             | 1964                           | Johnny Dorelli / Gigliola Cinquetti                           | Tutte meno una/L'amore viene e va/L'appuntamento                                               |
| N 9515             | 1964                           | Gianni Felice                                                 | Ho voglia di piangere/Le zitelle                                                               |
| N 9516             | 1964                           | Berto Busetto                                                 | Amore, va/Erano giorni                                                                         |
| N 9517             | 1964                           | Ed Viller                                                     | C'è un solo amore/Non è colpa mia                                                              |
| N 9518             | 1964                           | Luigi Fiumicelli                                              | Fino a ieri/...ti aspetto                                                                      |
| N 9519             | 1964                           | Margherita                                                    | Comme/Tu sei pallido                                                                           |
| N 9521             | 1964                           | Piero Focaccia                                                | Io non ho che te/La gente ride                                                                 |
| N 9522             | 1964                           | Gigliola Cinquetti                                            | Napoli fortuna mia/Anema e core                                                                |
| N 9523             | 1964                           | I Gemelli                                                     | L'ammucchiata/Gordon twist                                                                     |
| N 9524             | 1964                           | Johnny Dorelli                                                | Eri tu/Non dirmi buonasera                                                                     |
| N 9525             | 1964                           | Betty Curtis                                                  | Sarò crudele/Le ore passano                                                                    |
| N 9527             | 1964                           | Vittorio Inzaina                                              | Questa è la prima volta/La gente va dicendo                                                    |
| N 9528             | 1964                           | Betty Curtis                                                  | Come ti vorrei/Pagherai                                                                        |
| N 9530             | 1965                           | Betty Curtis                                                  | Invece no/La fine settimana                                                                    |
| N 9531             | 1965                           | Vittorio Inzaina                                              | Si vedrà/Ogni sera accanto a te                                                                |
| N 9532             | 1965                           | Gigliola Cinquetti                                            | Ho bisogno di vederti/Grazie amore                                                             |
| N 9533             | 1965                           | Margherita                                                    | Impara la chitarra/Va bene così                                                                |
| N 9534             | 1965                           | Margherita                                                    | Tu sei pallido/Oltre quella porta                                                              |
| N 9535             | 12 gennaio 1965                | Margherita                                                    | Compleanno d'amore/Prima di salutarci                                                          |
| N 9537             | 1965                           | Vittorio Inzaina                                              | Ti vedo dopo messa/Se non hai nessuno al mondo                                                 |
| N 9538             | 1965                           | Tony Del Monaco                                               | Tu non potrai / Ora ti chiedo                                                                  |
| N 9539             | 04-1965                        | Claudio Rick e Roger                                          | Eri uno di noi/O-oggi                                                                          |
| N 9540             | 1965                           | Johnny Dorelli                                                | Probabilmente/Silvia                                                                           |
| N 9542             | 1965                           | I Crociati                                                    | Killer's game/Milano                                                                           |
| N 9543             | 1965                           | Piero Focaccia                                                | Scarpe grosse e cervello fino/Questione di mentalità                                           |
| N 9544             | 1965                           | Bruno Lauzi                                                   | Margherita/Se tu sapessi                                                                       |
| N 9545             | 1965                           | I 4 +4 di Nora Orlandi                                        | Luna a Novograd/L'erica s'è fatta più verde                                                    |
| N 9549             | 1965                           | Betty Curtis                                                  | Ave Maria di periferia/Guarda cosa fai                                                         |
| N 9551             | 27 aprile 1965                 | Le Regine                                                     | La canzone del carillon/Il surf dello scozzese                                                 |
| N 9552             | 1965                           | Bruno Lauzi                                                   | O scioco/O frigideiro                                                                          |
| N 9553             | 1965                           | Bruno Lauzi                                                   | Sto cicchetton de un Gioan/A bertoela                                                          |
| N 9554             | 1965                           | Maria Koomen                                                  | Quanto tempo durerà/In fondo al mondo                                                          |
| N 9557             | 1965                           | Michèle Sécher                                                | Se io potessi/Prego il tempo                                                                   |
| N 9558             | 1965                           | Johnny Dorelli                                                | Svegliati con me/La domenica insieme                                                           |
| N 9559             | 1965                           | I Campioni di Roby Matano                                     | Forget domani/Vieni al mare/Sei la sola                                                        |
| N 9560             | 1965                           | I Romani                                                      | La cuffia di fiori/M'hai regalato un disco                                                     |
| N 9572             | 05-1965                        | Johnny Dorelli                                                | Briganti neri/Fischia il vento, urla la bufera                                                 |
| N 9573             | 1965                           | I Gemelli                                                     | Non dire mai/Noi non siamo poveri                                                              |
| N 9576             | 1965                           | Roberta Fulgori                                               | Non piangere/Ho toccato il cielo                                                               |
| N 9577             | 1965                           | Caterina Caselli                                              | Sono qui con voi/La ragazza del Piper                                                          |
| N 9578             | 1965                           | Elio Alonge                                                   | Io non voglio carità/La cena d'addio                                                           |
| N 9579             | 1965                           | Elisabetta Ponti                                              | Non cercare la luna/Non pensiamoci più                                                         |
| N 9580             | 1965                           | Tony Di Mitri                                                 | L'hanno ucciso a Roma/Carnevale di sangue                                                      |
| N 9581             | 1965                           | Johnny Dorelli                                                | La settimana corta/Buonanotte                                                                  |
| N 9582             | 1965                           | Bruno Lauzi                                                   | L'uomo che aspetti/Ti ruberò                                                                   |
| N 9583             | 1965                           | Ombretta Colli                                                | Quando sei lontano/Core mio                                                                    |
| N 9584             | 1965                           | Gigliola Cinquetti                                            | Un bel posto/Sfiorisci bel fiore/Mille anni                                                    |
| N 9585             | 1965                           | Ed Viller                                                     | Meglio così/E ti prego di scusarmi                                                             |
| N 9586             | 10-1965                        | Claudio Rick e Roger                                          | Bonanza/Il ragazzo del west                                                                    |
| ND 9587            | 1965                           | Nando Monica e il suo Complesso                               | La ragazzola/La fiera di Porta Ravaldino                                                       |
| ND 9588            | 1965                           | Aldo Buonocore                                                | La danza di Zorba/Anche se tu                                                                  |
| ND 9592            | 1965                           | Eric Ward e la sua Orchestra                                  | Letkajenkka/E' fiorito il limone                                                               |
| N 9593             | 1965                           | Piero Focaccia                                                | Un grosso scandalo/Nel mio cortile                                                             |
| N 9594             | 1965                           | Betty Curtis                                                  | Non è più lui/E adesso amami                                                                   |
| N 9595             | 1965                           | Johnny Dorelli                                                | Su ragazza, hush/E tu che piangi                                                               |
| N 9596             | 1965                           | Luigi                                                         | Adamo ed Eva/Ciao Pussycat                                                                     |
| N 9597             | 1965                           | Vittorio Inzaina                                              | Faccia tosta/E' per il tuo bene                                                                |
| N 9599             | 1965                           | Tony Di Mitri                                                 | Hanno rapito il presidente/Il telefono dell'incubo                                             |
| N 9600             | 1965                           | Luciana Turina                                                | Sei il mio male/Come ti vorrei                                                                 |
| N 9601             | 1965                           | Tony Del Monaco                                               | Vita mia/Quando si alza la luna                                                                |
| N 9602             | 1965                           | Pippo Starnazza                                               | Squa Squa/Ciribiribin                                                                          |
| N 9603             | 1966                           | Gino Paoli                                                    | Un uomo che vale/Sempre                                                                        |
| N 9604             | 1966                           | Luciana Turina                                                | Dipendesse da me/L'amore è una giostra                                                         |
| N 9605             | 1966                           | Gigliola Cinquetti                                            | Dio, come ti amo/Vuoi                                                                          |
| N 9606             | 1966                           | I Trappers                                                    | Ieri/Lui, lui non ha                                                                           |
| N 9607             | 1966                           | Gino Paoli                                                    | La carta vincente/La vita è un valzer                                                          |
| N 9608             | 1966                           | Caterina Caselli                                              | Nessuno mi può giudicare/Se lo dici tu                                                         |
| N 9609             | 1966                           | Stefania                                                      | La notte è chiara/Per lui                                                                      |
| N 9610             | 1966                           | Pierre Brun                                                   | La tua ragazza/Uno, due, tre/Se per te va bene                                                 |
| N 9611             | 1966                           | Gino Paoli                                                    | A che cosa serve amare/Due ombre lunghe                                                        |
| N 9612             | 1966                           | Caterina Caselli                                              | Perdono/L'uomo d'oro                                                                           |
| N 9613             | 1966                           | Betty Curtis                                                  | Le porte dell'amore/Questa sera voglio vivere                                                  |
| N 9614             | 1966                           | Vittorio Inzaina                                              | Viva quelli come me/Come si può                                                                |
| N 9615             | 1966                           | Caterina Caselli / Luciana Turina                             | Nessuno mi può giudicare/Dipendesse da me - disco per il circuito dei juke box                 |
| N 9616             | 1966                           | Gigliola Cinquetti / Gino Paoli                               | Dio, come ti amo/La carta vincente - disco per il circuito dei juke box                        |
| N 9617             | 1966                           | Vanis Rebecchi                                                | Non è la fine/Grande come il mare                                                              |
| N 9618             | 1966                           | Johnny Dorelli                                                | Finirà/Rose rose rose                                                                          |
| N 9619             | 1966                           | Tony Del Monaco                                               | Se la vita è così/Con l'aiuto del tuo amore                                                    |
| N 9621             | 1966                           | Betty Curtis                                                  | Diabolik/Amore cos'hai                                                                         |
| N 9622             | 05-1966                        | Johnny Dorelli                                                | Al buio sto sognando/A Foggy Day                                                               |
| N 9623             | 1966                           | Gigliola Cinquetti                                            | La boheme/Tu non potrai mai più tornare a casa                                                 |
| N 9624             | 1966                           | Mario Tessuto                                                 | Teen-agers concerto/Per cento volte                                                            |
| N 9625             | 05-1966                        | Luciana Turina                                                | Non prendere la vita così com'è/Un ragazzo che ride                                            |
| NPB 9626           | 1966                           | Caterina Caselli                                              | Nessuno mi può giudicare/L'uomo d'oro - basi orchestrali                                       |
| N 9627             | 1966                           | Riccardo Del Turco                                            | Figlio unico/Quanto amore                                                                      |
| N 9628             | 1966                           | Tony Del Monaco / Mario Tessuto                               | Se la vita è così/Teen-Agers Concerto - disco per il circuito dei juke box                     |
| N 9629             | 1966                           | Betty Curtis / Luciana Turina                                 | Le porte dell'amore/Non prendere la vita così com'è - disco per il circuito dei juke box       |
| N 9630             | 1966                           | Johnny Dorelli / Gigliola Cinquetti                           | Al buio sto sognando/Tu non potrai mai più tornare a casa - disco per il circuito dei juke box |
| N 9631             | 1966                           | Gli Im-Pact                                                   | Chi lo sa/Voi che ridete                                                                       |
| N 9632             | 1966                           | I Grills                                                      | Tired of waiting for you/All day and all of the night                                          |
| N 9633             | 06-1966                        | Johnny Dorelli                                                | Solo più che mai/I left my heart in San Francisco                                              |
| N 9634             | 06-1966                        | Luciana Turina                                                | Il mio male/Non prendere la vita così com'è                                                    |
| N 9635             | 1966                           | Gigliola Cinquetti                                            | Cinque son le dita/Testa di rapa/Hai imparato da me                                            |
| NB 9637            | 1966                           | Paola Piaz e Augusto Magoni / Augusto Magoni                  | Zucaren d'campagna/Nozz d'argent                                                               |
| N 9638             | 1966                           | Gigliola Cinquetti                                            | Dommage dommage/L'usignolo                                                                     |
| N 9639             | 1966                           | Mario Tessuto                                                 | Love me please love me/Che sbaglio fai                                                         |
| N 9640             | 1966                           | Caterina Caselli                                              | Cento giorni/Tutto nero                                                                        |
| N 9641             | 1966                           | Caterina Caselli                                              | E' la pioggia che va/Puoi farmi piangere                                                       |
| N 9642             | 1966                           | Vittorio Inzaina                                              | Quando io partii/Cappuccetto Rosso                                                             |
| N 9643             | 1966                           | Piero Focaccia                                                | Non ho più paura dell'ombra/Annalisa                                                           |
| N 9646             | 1966                           | Massimo Ranieri                                               | L'amore è una cosa meravigliosa/Bene mio                                                       |
| N 9647             | 11-1966                        | Betty Curtis                                                  | Guantanamera/Amore cos'hai                                                                     |
| N 9648             | 03-1967                        | Johnny Dorelli                                                | L'immensità/Soltanto il sottoscritto                                                           |
| N 9649             | 1967                           | Betty Curtis                                                  | È più forte di me/Sono poche le ore                                                            |
| N 9650             | 1967                           | Tony Del Monaco                                               | È più forte di me/Con un po' di volontà                                                        |
| N 9651             | 1967                           | Caterina Caselli                                              | Il cammino di ogni speranza/Le biciclette bianche                                              |
| N 9652             | 1967                           | Massimo Ranieri                                               | Pietà per chi ti ama/No, mamma                                                                 |
| N 9653             | 1967                           | Mario Tessuto                                                 | Io lavoro per te/Rosemarie                                                                     |
| N 9653             | 1967                           | Johnny Dorelli                                                | Games That Lovers Play/What Kind Of Fool Am I                                                  |
| N 9654             | 1967                           | Gigliola Cinquetti                                            | Una storia d'amore/Quando io sarò partita                                                      |
| N 9655             | 1967                           | Gino Paoli                                                    | Il mondo in tasca/Io che sarei                                                                 |
| N 9656             | 1967                           | Gli Impact                                                    | Una chitarra è già qualcosa/Non spinga                                                         |
| N 9657             | 1967                           | Johnny Dorelli                                                | Con lui, con me/La solitudine                                                                  |
| N 9658             | 1967                           | Riccardo Del Turco                                            | Uno tranquillo/Allora hai vinto tu                                                             |
| N 9659             | 1967                           | Tony Del Monaco                                               | Tu che sei l'amore/Per vivere                                                                  |
| N 9660             | 1967                           | Caterina Caselli                                              | Sono bugiarda/Incubo n° 4                                                                      |
| N 9661             | 1967                           | Gigliola Cinquetti                                            | La rosa nera/Ho il cuore tenero                                                                |
| N 9662             | 1967                           | Vanis Rebecchi                                                | I piedi sulla terra/Non fermarti a metà strada                                                 |
| N 9663             | 1967                           | Betty Curtis                                                  | Povero Enrico/Noi siamo in tre                                                                 |
| N 9664             | 1967                           | Gigliola Cinquetti                                            | Piccola città/Millie                                                                           |
| N 9665             | 1967                           | Tony Del Monaco                                               | Parla tu cuore mio/L'uomo che vuoi tu                                                          |
| N 9666             | 10-1967                        | Riccardo Del Turco                                            | L'importante è la rosa/Se è scritto nel cielo                                                  |
| NB 9667            | 1967                           | Ensemble Claude Rostand                                       | Vivere per vivere/Privilege                                                                    |
| N 9668             | 1967                           | Caterina Caselli                                              | Sole spento/Il giorno                                                                          |
| N 9669             | 1967                           | Jean Géral                                                    | No, no, no/Ama ora che puoi                                                                    |
| N 9670             | 1967                           | Mario Tessuto                                                 | Ho scritto fine/Se non fosse perché ti amo                                                     |
| N 9671             | 1967                           | Johnny Dorelli                                                | Arriva la bomba/L'orgoglioso                                                                   |
| N 9672             | 1967                           | Paola Orlandi                                                 | Che cotta!/Il mio carosello                                                                    |
| N 9673             | 1968                           | Johnny Dorelli                                                | La farfalla impazzita/Strano                                                                   |
| N 9674             | 1968                           | Massimo Ranieri                                               | Da bambino/Ma l'amore cos'è                                                                    |
| N 9675             | 1968                           | Tony Del Monaco                                               | La voce del silenzio/Una piccola candela                                                       |
| N 9676             | 1968                           | Gigliola Cinquetti                                            | Sera/Se deciderai                                                                              |
| N 9677             | 1968                           | The Happenings                                                | Music Music Music/When I Lock My Door                                                          |
| N 9678             | 1968                           | Nicole Croisille / Cyril                                      | Per sempre insieme / Ti prego                                                                  |
| N 9679             | 1968                           | Johnny Dorelli                                                | Non rivederti più/A me                                                                         |
| N 9680             | 1968                           | Caterina Caselli                                              | Il volto della vita/Disperatamente io ti amo                                                   |
| N 9681             | 1968                           | Gigliola Cinquetti                                            | Giuseppe in Pennsylvania/Come una foglia                                                       |
| N 9682             | 1968                           | Riccardo Del Turco                                            | Luglio/Il temporale                                                                            |
| N 9683             | 1968                           | Caterina Caselli                                              | L'orologio/Bagnata come un pulcino                                                             |
| N 9684             | 1968                           | Armando Trovajoli                                             | La famiglia Benvenuti/Vivere felici                                                            |
| N 9685             | 1968                           | Gene & Debbie                                                 | Playboy/I'll come running                                                                      |
| N 9686             | 1968                           | Nicole Croisille / The Crew                                   | I'll Never Leave You/Mary Mary                                                                 |
| N 9687             | 1968                           | Tony Del Monaco                                               | Magia/È diventato amore                                                                        |
| N 9688             | 1968                           | Massimo Ranieri                                               | Preghiera per lei/Cento ragazzine                                                              |
| N 9689             | 06-1968                        | Johnny Dorelli                                                | Vivo d'amore per te/Proviamo a cominciare                                                      |
| N 9690             | 1968                           | Johnny Dorelli                                                | Non è più vivere/Un uomo inutile                                                               |
| N 9691             | 1968                           | Caterina Caselli                                              | Insieme a te non ci sto più/Il dolce volo                                                      |
| N 9692             | 1968                           | Gigliola Cinquetti                                            | Quelli erano giorni/Volano le rondini                                                          |
| N 9693             | 1968                           | Ennio Morricone                                               | Scusi, facciamo l'amore? / A Lidia                                                             |
| N 9694             | 1968                           | Johnny Dorelli                                                | La neve/Troppo presto                                                                          |
| N 9695             | 1968                           | Betty Curtis                                                  | Vedrai vedrai/Con tutto il cuore                                                               |
| N 9696             | 1968                           | Martina Benetti                                               | Un cielo senza stelle / Ci siam spezzati le mani                                               |
| N 9697             | 1968                           | Françoise Hardy                                               | La bilancia dell'amore/Io conosco la vita                                                      |
| N 9698             | 1968                           | Popi                                                          | Fuoco (Fire)/Te ne vai                                                                         |
| N 9699             | 1968                           | Enrico Macias                                                 | La città/Piccola come sei                                                                      |
| N 9700             | 1968                           | Mario Tessuto                                                 | Un uomo solo/Momento d'amore                                                                   |
| N 9701             | 1969                           | Johnny Dorelli                                                | Addio/Prima di te, dopo di te                                                                  |
| N 9702             | 1969                           | I Fratelli                                                    | Il sole/Bambino quando dormi                                                                   |
| N 9703             | 1969                           | Niemen                                                        | Arcobaleno/Io senza lei                                                                        |
| N 9704             | 1969                           | Mario Tessuto                                                 | Lisa dagli occhi blu/Mi si ferma il cuore                                                      |
| N 9705             | 1969                           | Caterina Caselli                                              | Il gioco dell'amore/Il lunedì                                                                  |
| N 9706             | 1969                           | Gigliola Cinquetti                                            | La pioggia/Zero in amore                                                                       |
| N 9707             | 01-1969                        | Riccardo Del Turco                                            | Cosa hai messo nel caffè/Commedia                                                              |
| N 9708             | 1969                           | Johnny Dorelli                                                | Il gioco dell'amore/Era scritto così                                                           |
| N 9709             | 1969                           | France Gall                                                   | La pioggia/Matrimonio d'amore                                                                  |
| N 9710             | 1969                           | Massimo Ranieri                                               | Quando l'amore diventa poesia/Cielo blu                                                        |
| N 9711             | 1969                           | Françoise Hardy                                               | Il pretesto/Se e ma                                                                            |
| N 9712             | 1969                           | Bob Moore                                                     | Amigo No. 1/You Sit Around All Day On Your Afternoon Off                                       |
| N 9713             | 1969                           | Johnny Dorelli                                                | Io lavoro come un negro/Prima di te, dopo di te                                                |
| N 9714             | 1969                           | Marisa Sannia                                                 | La compagnia/Guarda                                                                            |
| N 9715             | 1969                           | Caterina Caselli                                              | Tutto da rifare/Fiori sull'acqua                                                               |
| N 9716             | 1969                           | Gigliola Cinquetti                                            | Il treno dell'amore/Lo specchio                                                                |
| N 9717             | 1969                           | France Gall                                                   | Il mio amore è una ruota/Il topolino blu                                                       |
| N 9718             | 1969                           | Frida Boccara                                                 | Canzone di un amore perduto/Un paese incantato                                                 |
| N 9719             | 1969                           | Marisol                                                       | Signore/Tu primo amore                                                                         |
| N 9720             | 1968                           | Caterina Caselli                                              | Il carnevale/La nuvola                                                                         |
| N 9721             | 1969                           | Tina                                                          | In cima alla montagna/Prato dell'amore                                                         |
| N 9723             | 1969                           | Sergio Leonardi                                               | Arrivederci a forse mai/Piangi piangi ragazzo                                                  |
| N 9724             | 1969                           | Massimo Ranieri                                               | Il mio amore resta sempre Teresa/Rose rosse                                                    |
| N 9725             | 1969                           | Stephan                                                       | Da poche ore/Non piangere più                                                                  |
| N 9726             | 04-1969                        | Riccardo Del Turco                                            | Il compleanno/Geloso                                                                           |
| N 9727             | 1969                           | Betty Curtis                                                  | Lungo la Senna/A questo punto                                                                  |
| N 9728             | 1969                           | Marcella Bella                                                | Un ragazzo nel cuore/Il pagliaccio                                                             |
| N 9729             | 1969                           | Italo Janne                                                   | Centomila violoncelli/Forse fingi                                                              |
| N 9730             | 1969                           | New Gringos                                                   | Guardo la città/Non darti mai                                                                  |
| N 9731             | 1969                           | Galileo (voce di Sandro Tuminelli)                            | Passa l'omino del banjo/Il ballo di Galileo                                                    |
| N 9732             | 1969                           | Paolo Simone                                                  | Grazie dei fiori/Regalami un sorriso                                                           |
| N 9733             | 1969                           | Caterina Caselli                                              | Emanuel/Il ballo di una notte                                                                  |
| N 9734             | 1969                           | Marisa Sannia                                                 | Una lacrima/Io darei la vita mia                                                               |
| N 9735             | 1969                           | Sergio Leonardi                                               | Pulicinella/Whisky                                                                             |
| N 9736             | 1969                           | Marcella (Bella)                                              | Bocca dolce/È semplice                                                                         |
| N 9737             | 1969                           | Stephan                                                       | Un mare di guai/Magalì                                                                         |
| N 9738             | 1969                           | Gigliola Cinquetti                                            | Liverpool/L'aeroplano                                                                          |
| N 9739             | 09-1969                        | I Fratelli                                                    | Il marinaio/Marilù                                                                             |
| N 9740             | 1969                           | Mario Tessuto                                                 | Nasino in su/Dormi, dormi                                                                      |
| N 9741             | 1969                           | Caterina Caselli                                              | Gelosia/Nel 2023                                                                               |
| N 9742             | 1969                           | Gianni Magni                                                  | Il grattacielo/Vieni anche tu                                                                  |
| N 9743             | 1969                           | Majic Ship                                                    | Night time music/Green plant                                                                   |
| N 9744             | 1969                           | Betty Curtis                                                  | Gelosia/Lungo la Senna                                                                         |
| N 9745             | 1969                           | Johnny Dorelli                                                | Domani che farai/Quelli belli come noi                                                         |
| N 9746             | 1969                           | Niemen                                                        | Una luce mai accesa/24 ore spese bene con amore                                                |
| N 9747             | 1969                           | Tina                                                          | Dammi fuoco/Io voglio un uomo uomo                                                             |
| N 9748             | 1969                           | Françoise Hardy                                               | Stivali di vernice blu/L'ora blu                                                               |
| N 9749             | 1969                           | Jean François Michel                                          | Fiori bianchi per te/Francine                                                                  |
| N 9750             | 1969                           | France Gall                                                   | Come Fantomas/Chi ride di più                                                                  |
| N 9751             | 1969                           | Raymond Lovelock                                              | Solo/Ti strapperò come un fiore                                                                |
| N 9752             | 1970                           | Marianne Faithfull                                            | Sister Morphine/Something Better                                                               |
| N 9753             | 1969                           | Marisa Sannia                                                 | La finestra illuminata/Una strada vale un'altra                                                |
| N 9754             | 1969                           | Marcel Amont e Don Nicola (solo lato A)                       | Viva le donne/Un colpo di grancassa                                                            |
| N 9755             | 1969                           | Rika Zarai                                                    | Allora canto/Un mur a Jerusalem                                                                |
| N 9756             | 1969                           | Massimo Ranieri                                               | Se bruciasse la città/Rita                                                                     |
| N 9757             | 1969                           | Io e Mara                                                     | Ore 22 ti amo da morire/Ore 24                                                                 |
| N 9758             | 1969                           | Mario Tessuto                                                 | Blu notte blu/La balera                                                                        |
| N 9759             | 1969                           | Massimo Ranieri                                               | O sole mio/Ma l'amore cos'è                                                                    |
| N 9761             | 1970                           | Gilles Dreu                                                   | Alouettte Alouette/Se ne va                                                                    |
| N 9762             | 1970                           | France Gall                                                   | Op Op Oplà/Come Fantomas                                                                       |
| N 9763             | 1970                           | Marisa Sannia                                                 | L'amore è una colomba/L'ultima rosa                                                            |
| N 9764             | 1970                           | Mario Tessuto                                                 | Tipi tipi ti/L'ultima ora d'amore                                                              |
| N 9765             | 1970                           | Gigliola Cinquetti                                            | Romantico blues/Ti amo lo stesso                                                               |
| N 9766             | 1970                           | Sergio Leonardi                                               | Canzone blu/Che cosa pazza l'amore                                                             |
| N 9767             | 1970                           | Gianni Nazzaro                                                | L'amore è una colomba/?                                                                        |
| N 9768             | 1970                           | Caterina Caselli                                              | Re di cuori/L'esistenza                                                                        |
| N 9769             | 1970                           | Sergio Menegale                                               | Odio e amo/Occhi verdi                                                                         |
| N 9770             | 1970                           | Jean François-Michael                                         | Ho cambiato la mia vita/Adieu Jolie Candy                                                      |
| N 9771             | 1970                           | Gigliola Cinquetti                                            | Meine Romanze Mit Dir/Si, si, signore                                                          |
| N 9772             | 1970                           | Johnny Dorelli e Catherine Spaak                              | Non mi innamoro più/Promesse... promesse                                                       |
| N 9773             | 1970                           | Italo Janne                                                   | Folle testolina/Dopo un bacio                                                                  |
| N 9774             | 1970                           | Caterina Caselli                                              | Spero di svegliarmi presto/Morire due volte                                                    |
| N 9775             | 1970                           | Johnny Dorelli                                                | Chiedi di più/Prima di incontrare un angelo                                                    |
| N 9776             | 1970                           | Hugues Aufray                                                 | Addio signor maestro/Quando il vento cambierà                                                  |
| N 9777             | 1970                           | Chiffons                                                      | Secret love/Every boy and every girl                                                           |
| N 9778             | 1970                           | Salvatore Trimarchi                                           | Due rose per Virginia/E' solo una scusa                                                        |
| N 9779             | 1970                           | I Califfi                                                     | Acqua e sapone/Lei non mi tradirebbe mai                                                       |
| N 9780             | 1970                           | Massimo Ranieri                                               | Sei l'amore mio/Fai di me quello che vuoi                                                      |
| N 9781             | 1970                           | Niemen                                                        | Oggi forse no/Domani                                                                           |
| N 9782             | 1970                           | Gianni D'Errico                                               | Anima nera/Mi stracci il cuore, mi stracci l'anima                                             |
| N 9783             | 1970                           | Françoise Hardy                                               | Lungo il mare/Il mare, le stelle, il vento                                                     |
| N 9784             | 1970                           | Tiziana Majonica                                              | Succede, succede/Che uomo sei                                                                  |
| N 9786             | 1970                           | Gigliola Cinquetti                                            | Solo un momento d'amore/Oggi è festa                                                           |
| N 9787             | 1970                           | Anne                                                          | Tzeinerlin/Mi ricordo                                                                          |
| N 9788             | 1970                           | Penelope                                                      | Noi siamo come siamo/Un ragazzo di città                                                       |
| N 9789             | 1970                           | Le Gang                                                       | Il tema di Borsalino/Le Piano Lunaire                                                          |
| N 9790             | 1970                           | I Fratelli                                                    | Arizona/Lasciami vedere il sole                                                                |
| N 9791             | 1970                           | Massimo Ranieri                                               | Le braccia dell'amore/Candida                                                                  |
| N 9792             | 1970                           | Sergio Leonardi                                               | Folle femmina/Che cosa pazza l'amore                                                           |
| N 9793             | 1970                           | Gianni Nazzaro                                                | Maria, Maria/Un solo desiderio                                                                 |
| N 9794             | 1970                           | Jean Francois Michael                                         | Anche senza te/In fondo al cuore                                                               |
| N 9795             | 1970                           | Don Backy                                                     | Nostalgia/Cronaca                                                                              |
| N 9796             | 1970                           | Nicole Croisille                                              | E fu così/Nasci tu                                                                             |
| N 9797             | 1970                           | France Gall                                                   | Zozoi/Bugie da elefanti                                                                        |
| N 9801             | 1970                           | Riccardo Del Turco                                            | Due biglietti perché/Se non hai pensato                                                        |
| N 9802             | 1970                           | Gianni Magni                                                  | Guida ben/Stiamo tutti impazzendo                                                              |
| N 9803             | 1970                           | Marisa Sannia                                                 | La sirena/La canzone di Orfeo                                                                  |
| N 9804             | 1970                           | Gianni Nazzaro                                                | Me chiamme ammore/Torna a Surriento                                                            |
| N 9805             | 1970                           | Caterina Caselli                                              | L'umanità (Simpathy)/Nel 2023                                                                  |
| N 9806             | 1970                           | Riccardo Del Turco                                            | Babilonia/Non ti voglio amare                                                                  |
| N 9807             | 1970                           | Johnny Dorelli                                                | L'inno della gioia/Charlie Brown                                                               |
| N 9808             | 1970                           | Marcel Amont                                                  | L'Aida/Il ruscello                                                                             |
| N 9809             | 1970                           | Régine                                                        | Il tempo del Borsalino/Paris                                                                   |
| N 9810             | 1970                           | Massimo Ranieri                                               | Sogno d'amore/Mio caro amore evanescente e puro                                                |
| N 9811             | 1970                           | Gigliola Cinquetti                                            | Il condor/Lady D'Arbanville                                                                    |
| N 9812             | 1970                           | Ramon Bonafon                                                 | Un rayo de sol/Dime dime mi amor                                                               |
| N 9813             | 1970                           | Jean Francois Michael                                         | Più di ieri/Adios querida luna                                                                 |
| N 9814             | 1970                           | Tiffany Anderson                                              | Suona ragazzo/L'uomo che non ho più                                                            |
| N 9815             | 1970                           | Gianni Nazzaro                                                | In fondo all'anima/Pioverà                                                                     |
| N 9816             | 1970                           | Jacqueline Pleiade e Antonio Rosario                          | Incontro/Parigi senza te                                                                       |
| N 9817             | 10-1970                        | Nico dei Gabbiani                                             | Un raggio di sole/L'uomo del tuo cuore                                                         |
| N 9818             | 1970                           | Rika Zarai                                                    | Balla papà/Ragazzi su                                                                          |
| N 9819             | 1970                           | Sergio Leonardi                                               | La più bella del mondo/In città                                                                |
| N 9820             | 1970                           | Caterina Caselli                                              | La mia vita, la nostra vita/La ragione c'è                                                     |
| N 9821             | 1970                           | Françoise Hardy                                               | Sole ti amo/Il granchio                                                                        |
| N 9822             | 1970                           | Mario Tessuto                                                 | Concerto per un fiore/Confesserò                                                               |
| N 9823             | 1970                           | Massimo Ranieri                                               | Vent'anni/Io non avrò                                                                          |
| N 9824             | 1970                           | Gigliola Cinquetti                                            | La domenica andando alla Messa/La pastora                                                      |
| N 9825             | 1970                           | Caterina Caselli                                              | Viale Kennedy/La spia                                                                          |
| N 9826             | 1970                           | Marisa Sannia                                                 | La primavera/Guarda                                                                            |

### Anni '70
| Numero di catalogo | Anno              | Interprete                          | Titoli                                                                  |
| ------------------ | ----------------- | ----------------------------------- | ----------------------------------------------------------------------- |
| 100                | 1971              | Guido Pistocchi e Paola Orlandi     | Come svegliarsi di buon umore la mattina/La canzone di Elena            |
| 101                | 1971              | Raoul Grassilli                     | Primo incontro/Un amore elettrico                                       |
| 102                | 1971              | Gigliola Cinquetti                  | Sciur padron da li beli braghi bianchi/La pastora                       |
| 103                | 1971              | Sergio Menegale                     | Il sorriso, il paradiso/Le ali con le piume                             |
| 104                | 1971              | Marisa Sannia                       | Com'è dolce la sera stasera/Ogni ragazza come me                        |
| 105                | 1971              | Gigliola Cinquetti                  | Rose nel buio/Quando morire era un piacere                              |
| 106                | 1971              | Caterina Caselli                    | Ninna nanna (cuore mio)/Il fiore d'oro                                  |
| 107                | 1971              | Don Backy                           | Bianchi cristalli sereni/La primavera                                   |
| 108                | 1971              | Gianni Nazzaro                      | Bianchi cristalli sereni/Sei dolce come l'aria                          |
| 109                | 1971              | I Califfi                           | Ragazzi tocca a noi/Cobra                                               |
| 110                | 1971              | Massimo Ranieri                     | L'amore è un attimo/A Lucia                                             |
| 111                | 29 aprile 1971    | Johnny Dorelli                      | Love story/E penso a te                                                 |
| 112                | 1971              | Riccardo Del Turco                  | La cicala/Nel giardino dietro casa                                      |
| 113                | 1971              | I Califfi                           | Lola bella mia/Alleluia                                                 |
| 114                | 1971              | Rosabella                           | Ragazzino senza cuore/Pa ra pa ra pa                                    |
| 115                | 29 aprile 1971    | Nico dei Gabbiani                   | Cento campane/Ti porto nel cuore                                        |
| 116                | 1971              | Gigliola Cinquetti                  | Sciur padron da li beli braghi bianchi/Amor dammi quel fazzolettino     |
| 117                | 1971              | Italo Janne                         | La speranza/Un saluto e via                                             |
| 118                | 1971              | Sergio Leonardi                     | Quando un uomo resta senza amore/Piangi piangi ragazzo                  |
| 119                | 1971              | Gleemen                             | Shilaila dea dell'amore/Un'amica                                        |
| 120                | 1971              | Caterina Caselli                    | La casa degli angeli/Adagio in sol minore (Il diritto di amare)         |
| 121                | 1971              | Don Backy                           | Fantasia/La mia anima                                                   |
| 122                | 1971              | Loredana Perasso                    | Ciuciuchi/I confini dell'amore                                          |
| 123                | 1971              | Lidia Costanzo                      | I magnifici tre/Zucca pelata                                            |
| 124                | 1971              | Ray Lovelock                        | Lovely Love/Home                                                        |
| 125                | 1971              | Marcella                            | Hai ragione tu/Nel mio cuore                                            |
| 126                | 1971              | Gianni Nazzaro                      | Allegria/Cameriere per favore                                           |
| 127                | 1971              | 4+4 di Milano                       | Nel fondo del mio cuore/Via dei ciclamini                               |
| 128                | 1971              | Gianni Nazzaro                      | Far l'amore con te/Miracolo d'amore                                     |
| 129                | 1971              | Sergio Menegale                     | La scusa/Il calcolatore                                                 |
| 130                | 1971              | Garybaldi                           | Martha Helmuth/Corri corri corri                                        |
| 131                | 1971              | Le Particelle                       | Per amore/Oggi, domani                                                  |
| 132                | 1971              | Massimo Ranieri                     | Io e te/Adagio veneziano                                                |
| 133                | 1971              | Loredana Perasso                    | Una rosa e un pescatore/I confini dell'amore                            |
| 134                | 1971              | Gigliola Cinquetti                  | Amarti e poi morire/Tardi (come una foglia)                             |
| 135                | 1971              | Jean Francois Michael               | Anche senza te/Volevo                                                   |
| 136                | 1971              | I Califfi                           | Io, tu e il tuo cane Boo/Fiore del nord                                 |
| 137                | 1971              | Johnny Dorelli                      | Mamy Blue/E penso a te                                                  |
| 138                | 1971              | Daniela Goggi                       | Io te e l'amore/Torniamo insieme                                        |
| 139                | 1971              | Lea Carla                           | Picciridda/Moru pi'ttia                                                 |
| 140                | 1971              | Gigliola Cinquetti                  | Qui comando io/La bella Gigogin                                         |
| 141                | 1971              | Massimo Ranieri                     | Via del Conservatorio/Momento                                           |
| 142                | 1971              | Gigliola Cinquetti                  | Canta bambino/Montagnes valdotaines                                     |
| 7980               | 1972              | Johnny Dorelli                      | Per chi/Bugiardo amore mio                                              |
| 7981               | 1972              | Riki Maiocchi                       | Aiutami/Mary Jane                                                       |
| 7982               | 1972              | Caterina Caselli                    | Come è buia la città/Ci sei tu                                          |
| 7985               | 1972              | Raymond Lovelock                    | It Has Been A Long Time/The Four Of Us                                  |
| 8126               | 1972              | Catherine Spaak                     | Punto d'amore/Non so più come amarlo                                    |
| 8375               | 1972              | Gloria Guida                        | Cuore fatti onore/Pioggia nell'anima                                    |
| 8376               | 1972              | Gianni Nazzaro                      | La nostra canzone/Fuoco e pioggia                                       |
| 8377               | 1972              | Gigliola Cinquetti                  | Tu balli sul mio cuore/Un'altra donna, un'altra canzone                 |
| 8378               | 1972              | Caterina Caselli                    | Che strano amore/Le ali della gioventù                                  |
| 1030               | 1972              | Johnny Dorelli                      | Clair/Strano                                                            |
| 1100               | 1972              | Massimo Ranieri                     | Amore, cuore mio/Io di più                                              |
| 1101               | 1972              | Massimo Ranieri                     | Erba di casa mia/L'infinito                                             |
| 1102               | 1972              | Marcella                            | Un sorriso e poi perdonami/Sensazioni e sentimenti                      |
| 1104               | 1972              | Gigliola Cinquetti                  | Stasera io vorrei sentir la ninna nanna/Il primo giorno si può morire   |
| 1105               | 1972              | Caterina Caselli                    | È domenica mattina/Il nostro mondo                                      |
| 1106               | 1972              | Gianni Nazzaro                      | Vino amaro/L'ultima notte d'amore                                       |
| 1117               | 1973              | Johnny Dorelli e Catherine Spaak    | Una serata insieme a te/Non so più come amarlo                          |
| 1200               | 1973              | Mita Medici                         | Quei giorni/Se ci sta lui                                               |
| 1304               | 1973              | Marcella                            | Io, domani/Dove vai                                                     |
| 1306               | 1973              | Gigliola Cinquetti                  | Mistero/Non battere cuore mio                                           |
| 1400               | 1973              | Massimo Ranieri                     | Chi sarà/Domenica mattina                                               |
| 1434               | 1973              | Gianni Nazzaro                      | Il primo sogno proibito/Ma che sera stasera                             |
| 1435               | 1973              | Gianni Nazzaro                      | Ultimo tango a Parigi/Ti penserò mi penserai                            |
| 1517               | 1973              | Caterina Caselli                    | Un sogno tutto mio/Un po' di te                                         |
| 1789               | 1973              | Gigliola Cinquetti                  | La spagnola/Tango delle capinere                                        |
| 1805               | 1973              | Marcella                            | Mi... ti... amo/Proprio io                                              |
| 1816               | 1973              | Massimo Ranieri                     | Chiove/Reginella                                                        |
| 1819               | 1973              | Nico                                | Cuore bugiardo/A me                                                     |
| 1869               | 1973              | Mita Medici                         | A ruota libera/Cosa vuoi che ti dica                                    |
| 1870               | 1973              | Mita Medici                         | Proprio così/Tremendo                                                   |
| 1876               | 1973              | Massimo Ranieri                     | Amo ancora lei/Tu sei bella come il sole                                |
| 1950               | 1973              | Johnny Dorelli                      | L'amore è una gran cosa/Ma che cos'è                                    |
| 1951               | 1973              | Johnny Dorelli e Catherine Spaak    | Così un uomo e una donna/Proviamo a innamorarci                         |
| 1988               | 1973              | Gigliola Cinquetti                  | Alle porte del sole/Mr. Chipp                                           |
| 2034               | 1973              | Mita Medici                         | Scappa scappa/Quei giorni                                               |
| 2228               | 1974              | Gianni Nazzaro                      | A modo mio/Un'altra America                                             |
| 2239               | 1974              | Raffaella Carrà                     | Din don dan/Bumba mama                                                  |
| 2247               | 1974              | Gigliola Cinquetti                  | Sì/Il pappagallo verde                                                  |
| 2324               | 1974              | Caterina Caselli                    | Momenti sì, momenti no/Ricordi e poi                                    |
| 2325               | 1974              | Massimo Ranieri                     | Immagina/Se tu fossi una rosa                                           |
| 2340               | 1974              | Gianni Nazzaro                      | Questo sì che è amore/L'amore di un momento                             |
| 2407               | 1974              | Marcella                            | Nessuno mai/Per sempre                                                  |
| 2408               | 1974              | Loredana Bertè                      | Volevi un amore grande/Parlate di moralità                              |
| 2632               | 1974              | Massimo Ranieri                     | A tazza 'e cafè/Tu ca nun chiagne                                       |
| 2688               | 1974              | Marcella                            | L'avvenire/Prigioniera                                                  |
| 2691               | 1974              | Raffaella Carrà                     | Rumore/Sì, ci sto! - (promo)                                            |
| 2693               | 1974              | Raffaella Carrà                     | Felicità ta tà/Ma che sera                                              |
| 2694               | 1974              | Gigliola Cinquetti                  | L'edera/Ti dico addio                                                   |
| 2698               | 1974              | Caterina Caselli                    | Desiderare/Noi lontani, noi vicini                                      |
| 2730               | 1974              | Raffaella Carrà                     | Rumore/Mi vien da piangere                                              |
| 2731               | 1974              | Raffaella Carrà                     | Felicità ta tà/Il guerriero                                             |
| 2836               | 1974              | Johnny Dorelli                      | Angela/Un uomo solitario                                                |
| 2865               | 1974              | Massimo Ranieri                     | Te voglio bene assaie/'A serenata 'e Pulicenella                        |
| 2905               | 1974              | Massimo Ranieri                     | Per una donna/Cara libertà                                              |
| 2906               | 1974              | Gianni Nazzaro                      | Piccola mia piccola/Signora addio                                       |
| 3072               | 1975              | Mita Medici                         | Chi sono/Nave                                                           |
| 3155               | 1975              | Marcella                            | E quando/Piccoli diavoli                                                |
| 3195               | 1975              | Caterina Caselli                    | Seguila/Nessuno mi può giudicare                                        |
| 3247               | Maggio 1975       | Loredana Bertè                      | Sei bellissima/Spiagge di notte                                         |
| 3313               | 22 maggio 1975    | Johnny Dorelli                      | Aggiungi un posto a tavola/Ora che c'è lei                              |
| 3329               | 1975              | Gianni Nazzaro                      | Manuela/Si chiamava Alessandra                                          |
| 3351               | 1975              | Raffaella Carrà                     | Male/Sciocco                                                            |
| 3355               | 1975              | Io e Lui                            | Prima di capire/Non so                                                  |
| 3409               | 1975              | Franco Califano                     | Io me 'mbriaco/È la malinconia                                          |
| 3461               | 1975              | Catherine Spaak                     | Un'estate/Ciao                                                          |
| 3462               | 1975              | Johnny Dorelli                      | L'amore ha detto addio/Pazzi amanti                                     |
| 3485               | 1975              | Bobby Solo                          | Prendimi/Bambino mio                                                    |
| 3537               | 1975              | Gigliola Cinquetti                  | Bravo/Perdere per perdere                                               |
| 3634               | 1975              | Beans                               | Come pioveva/Io la conosco                                              |
| 3667               | 1975              | Marcella                            | Negro/E tu chi sei                                                      |
| 3698               | 1975              | Massimo Ranieri                     | Si ricomincia/23, Rue des Lillas                                        |
| 3840               | 1975              | Raffaella Carrà                     | Tornerai/53.53.456                                                      |
| 3882               | 1975              | La Quinta Strada                    | She/Horror                                                              |
| 4051               | 1976              | Loredana Bertè                      | Meglio libera/Indocina                                                  |
| 4104               | 1976              | Massimo Ranieri                     | Dal primo momento che ti ho visto/La mia Boheme                         |
| 4167               | 1976              | Caelestium                          | Sotto la pioggia/Al mattino                                             |
| 4206               | 1976              | Umberto Tozzi                       | Donna amante mia/Ripensando alla Freccia del Sud                        |
| 4209               | 1976              | Catherine Spaak                     | Dieci anni in più/Mi sono innamorata di mio marito                      |
| 4221               | 1976              | Oscar Prudente                      | Scarpe da poco/Scendo qua                                               |
| 4236               | 1976              | Raffaella Carrà                     | Forte forte forte/A far l'amore comincia tu                             |
| 4303               | 1976              | Marcella                            | Resta cu' mme/Impazzire ti farò                                         |
| 4501               | 1976              | Gigliola Cinquetti                  | Di chi sarò, di chi sarai/Amore aiutami                                 |
| 4519               | 1976              | Mario Lavezzi                       | Le tue ali/Un discorso                                                  |
| 4530               | 1976              | Beans                               | Sto piangendo/Vuol dire che ti amo                                      |
| 4619               | 1976              | Gianni Nazzaro                      | Me ne vado/Dance ballerina dance                                        |
| 4683               | 1976              | Luciano Angeleri                    | Posso ballare/Bahia                                                     |
| 4744               | 1976              | Marcella                            | Abbracciati/Il vento                                                    |
| 4749               | 1976              | Riccardo Fogli                      | Ti voglio dire/Viaggio                                                  |
| 4807               | 16 novembre 1976  | Daniela Goggi                       | Oba-ba-lu-ba/Ma che mi fai                                              |
| 4918               | 1977              | Leo Malvica                         | Anna, la mia amica/Soffio di vita                                       |
| 4980               | 1977              | Gigliola Cinquetti                  | Un momento fa/Lasciarsi d'inverno                                       |
| 4981               | 1977              | Gianni Nazzaro                      | La notte va/Gwendaline                                                  |
| 4982               | 1977              | Loredana Bertè                      | Fiabe/Anima vai                                                         |
| 4983               | 1977              | Mita Medici                         | Uomo/Trucco                                                             |
| 5072               | 1977              | Lelio Luttazzi                      | La solita musica/Souvenir d'Italie                                      |
| 5180               | 1977              | La Quinta Strada                    | Mamma boogie/I believe her                                              |
| 5181               | 1977              | Minnie Minoprio                     | Vita mia anima mia/Bimbo                                                |
| 5195               | 1977              | Armando Trovajoli                   | Sabato sera, 12 settembre/L'ultimo aereo per Venezia                    |
| 5263               | 1977              | Johnny Dorelli                      | Stò/Ricette                                                             |
| 5264               | 1977              | Erba Musicale                       | Toffsy/Cilindro                                                         |
| 5272               | 1977              | Umberto Tozzi                       | Ti amo/Dimentica, dimentica                                             |
| 5313               | 1977              | Beans                               | Cara/Se mi lasci donna mia                                              |
| 5316               | 1977              | Catherine Spaak                     | Vivere con te/Lei                                                       |
| 5317               | 1977              | Renzo Montagnani                    | Per un pelo/Cuore di mamma                                              |
| 5407               | 1977              | Il Mosaico                          | Munasterio 'e Santa Chiara/Non ci lasceremo mai                         |
| 5408               | 1977              | Loretta e Daniela Goggi             | Domani/Il professore                                                    |
| 5414               | 1977              | Raffaella Carrà                     | Fiesta/A far l'amore comincia tu                                        |
| 10004              | 1977              | Alberto Radius                      | Nel ghetto/Pensami                                                      |
| 10007              | 1977              | Pooh                                | Dammi solo un minuto/Che ne fai di te                                   |
| 10008              | 29 luglio 1977    | Marcella Bella                      | Non m'importa più/Femmina                                               |
| 10018              | 1977              | Giuliano Facchini                   | Una donna/Francesca                                                     |
| 10019              | 1977              | Oscar Prudente                      | Stadium/Ballata per Gigi                                                |
| 10022              | 1977              | Toni                                | Bella di notte/Un'ombra                                                 |
| 10023              | 1977              | Riccardo Fogli                      | Ricordati/Paola                                                         |
| 10026              | 1978              | Ciro Sebastianelli                  | Il buio e tu/Si' pazza                                                  |
| 10034              | 1977              | Nadia Cassini                       | Giorno per giorno/Passaporto per la follia                              |
| 10038              | 1977              | Johnny Dorelli                      | Che bestia/Stò                                                          |
| 10039              | Dicembre 1977     | Sandra Mondaini                     | Ma quant'è forte Tarzan/Cerco un uomo                                   |
| 10040              | 1977              | M.M.C. - Magical Music Circus       | Amico Elvis/To Elvis                                                    |
| 10041              | 20 dicembre 1977  | Loredana Bertè                      | Grida/Ricominciare                                                      |
| 10046              | 1978              | Gianni Dall'Aglio                   | Aria triste/Mai bambole                                                 |
| 10050              | 1978              | Beans                               | Soli/Mi mancherà                                                        |
| 10052              | 1978              | Alice                               | ...E respiro/Un fiore                                                   |
| 10054              | 1978              | Il Mosaico                          | Buonanotte amore/Anna diciassette                                       |
| 10061              | 1978              | Benito Urgu                         | Mon cheri Fonni/La porsea                                               |
| 10070              | 1978              | Mario Lavezzi                       | Io amo te/Un pagliaccio in più                                          |
| 10074              | 1978              | Gigliola Cinquetti                  | O que sera (Fior di pelle)/Fruta flor matutina (Tu sei di me)           |
| 10075              | 1978              | Marcella Bella                      | Mi vuoi/Lassame                                                         |
| 10082              | 1978              | Umberto Tozzi                       | Tu/Perdendo Anna                                                        |
| 10084              | 1978              | Riccardo Fogli                      | Io ti porto via/Si alza grande nel sole la mia voglia di te             |
| 10086              | 1978              | Sandra Mondaini e Raimondo Vianello | Argentina my love/Argentina my love (strumentale)                       |
| 10087              | 1978              | Roberto Carlotto                    | 'a cartulina 'e Napule/Caro amore                                       |
| 10088              | 1978              | Melody Makers                       | Disco Pooh Collection (part 1)/Disco Pooh Collection (part 2)           |
| 10090              | 1978              | Il Giardino dei Semplici            | Concerto in la minore (dedicato a lei)/Dopo un rock'n'roll              |
| 10091              | 1978              | Gianni Bella                        | No/Sei                                                                  |
| 10095              | 1978              | Pooh                                | Cercami/Giorno per giorno                                               |
| 10096              | 1978              | Containers                          | Disco Celentano Collection (part 1)/Disco Celentano Collection (part 2) |
| 10097              | 1978              | Sandro Giacobbe                     | Volare via/Nina                                                         |
| 10099              | 1978              | Mandrillo                           | Commedia/Occhi verdi                                                    |
| 10106              | 1978              | Cochi e Renato                      | Lo sputtanamento/Silvano                                                |
| 10107              | 1978              | Faust'o                             | Benvenuti tra i rifiuti/Suicidio                                        |
| 10110              | 1978              | Loretta e Daniela Goggi             | Voglia/Sto ballando                                                     |
| 10111              | 1978              | Fausto Leali                        | Tu non sei mia/Soli non si può                                          |
| 10112              | 1978              | Gigliola Cinquetti                  | Ma chi l'avrà inventato quest'uomo/Sono un robot                        |
| 10113              | 1978              | Alan Ford & Il Gruppo TNT           | Zig zag ensemble/Zig zag ensemble (strumentale)                         |
| 10115              | 1978              | Sandra Mondaini                     | Sbirulino/Rabarbaro rabarbaro                                           |
| 10117              | 25 settembre 1978 | Loredana Bertè                      | Dedicato/Amico giorno                                                   |
| 10118              | 1978              | Massimo Ranieri                     | La faccia del mare/Odyssea                                              |
| 10121              | 1979              | Beans                               | Un altro amore/Lasciamoci                                               |
| 10131              | 1978              | Gianni Bella                        | Toc toc/Basta                                                           |
| 10140              | 1979              | Pooh                                | Fantastic Fly/Odissey                                                   |
| 10141              | 1979              | Ciro Sebastianelli                  | Ciao Barbarella/Via da lei                                              |
| 10143              | 22 febbraio 1979  | Euro Cristiani                      | L'amore è quando non c'è più/Angela                                     |
| 10144              | 1979              | San Francisco                       | Ma che avventura è/Vuoi                                                 |
| 10145              | 1979              | Milly Mou (Milly D'Abbraccio)       | Superman supergalattico/Zip                                             |
| 10147              | 1979              | Little Queen                        | Seventythree, seventyfour, seventyfive/Fly away                         |
| 10151              | 1979              | Stefano Pulga                       | Suspicion/Mezzocuore                                                    |
| 10159              | 1979              | Filipponio                          | Diventi amore/Parigi Londra New York                                    |
| 10161              | 1979              | Alberto Cheli                       | Cavalli alati/Sto male                                                  |
| 10162              | 1979              | Rino Dimopoli                       | se nel cielo...oltre il cielo/Morirei                                   |
| 10165              | 1979              | Sandro Giacobbe                     | Blu/Canzonaccia                                                         |
| 10170              | 1979              | Andy Luotto e Silvia Annicchiarico  | He’s too young to fly/'bbuono, no 'bbuono                               |
| 10171              | 1979              | Umberto Tozzi                       | Gloria/Aria di lei                                                      |
| 10175              | 1979              | Zig Zag Ensemble                    | Io che non vivo/Zig zag                                                 |
| 10178              | 1979              | Benito Urgu                         | Filodiffusione/Sardinia Little America                                  |
| 10180              | 1979              | Pooh                                | Io sono vivo/Sei tua, sei mia                                           |
| 10181              | 1979              | Loredana Bertè                      | E la luna bussò/Folle città                                             |
| 10187              | 1980              | Mimmo Cavallo                       | Siamo meridionali/Ninetta                                               |
| 10192              | 1980              | Bonvi / Piero Montanari             | Ultime lettere delle Sturmtruppen / Marcia delle Sturmtruppen           |
| 10193              | 1979              | Luisa Pecchi                        | Girotondo intorno a te/Oggi si balla                                    |
| 10200              | 1979              | Heather Parisi                      | Disco Bambina/Blackout                                                  |
| 10203              | 1979              | Sandro Giacobbe                     | Mi va che ci sei/Che cosa si fa                                         |
| 10208              | 1979              | Marco Vavolo                        | Gli amori di Velia/La Velia                                             |
| 10209              | 1979              | Sandra Mondaini                     | Pappa pappa, nanna nanna/Il nonno birichino                             |
| 10213              | 1979              | Tamara                              | Tango diverso/Tema di Gandi                                             |
| 10222              | 1979              | Mario Lavezzi                       | Il professore/Cartolina                                                 |
| 10224              | 1979              | Beans                               | Chiusa/Se                                                               |
| 10226              | 1979              | Fred Bongusto                       | Bel ami theme/Tre minuti romantici                                      |
| 10230              | 1979              | Pooh                                | Notte a sorpresa/Tutto adesso                                           |

### Anni '80
| Numero di catalogo | Anno              | Interprete                                                                                               | Titoli                                                                    |
| ------------------ | ----------------- | --- | ------------------------------------------------------------------------- |
| 10231              | 1980              | Viola Valentino                                                                                          | Sei una bomba/Sono così                                                   |
| 10239              | 1980              | Pino Calvi                                                                                               | Enigma/Claudia                                                            |
| 10247              | 1980              | La Frusta                                                                                                | Tutti insieme/Fatelo da voi                                               |
| 10249              | 1980              | Johnny Dorelli                                                                                           | Lettera a Pinocchio/Ginge Rock                                            |
| 10250              | 1980              | Alberto Cheli                                                                                            | Passerà/Al bar delle "principesse"                                        |
| 10258              | 1980              | Marina Piroddi / Bruno Nicolai                                                                           | Ora sono qui / Tema Eugenio                                               |
| 10260              | 1980              | Ciro Sebastianelli                                                                                       | Marta, Marta/Cagnate 'sta faccia                                          |
| 10265              | 1980              | Umberto Tozzi                                                                                            | Stella stai/Gabbie                                                        |
| 10269              | 1980              | Loredana Bertè                                                                                           | In alto mare/Buongiorno anche a te                                        |
| 10271              | 1980              | Pooh | Canterò per te/Stagione di vento                                          |
| 10272              | 1980              | Daniela Goggi                                                                                            | Mezza stella/Una piazza per due                                           |
| 10273              | 1980              | Gianni Bella                                                                                             | Dolce uragano/Fondersi                                                    |
| 10280              | 1980              | Viola Valentino                                                                                          | Anche noi facciamo pace/Sì mi va                                          |
| 10283              | 1980              | Romolo Grano                                                                                             | Illa/Quartetto in do minore                                               |
| 10287              | 1980              | Guido Guglielminetti                                                                                     | Grida piano/Anna ha un buon motore                                        |
| 10290              | 1980              | Ivan Cattaneo                                                                                            | Pupa/Polisex                                                              |
| 10291              | 1980              | Mimmo Cavallo                                                                                            | Ma che storia è questa/...E aspetterò la stella                           |
| 10295              | 1980              | Daniela Goggi                                                                                            | Mezza stella/Ci vuole un carnevale                                        |
| 10299              | 1980              | Luisa Pecchi                                                                                             | Non è magia/Lettera al presidente                                         |
| 10302              | 24 novembre 1980  | Heather Parisi                                                                                           | Ti rockerò/Lucky Girl                                                     |
| 10304              | 1981              | Viola Valentino                                                                                          | Sera coi fiocchi/Come un cavallo pazzo                                    |
| 10307              | 1981              | Gorni Kramer                                                                                             | Everybody dances/Spleen                                                   |
| 10309              | 1981              | Sandra Mondaini                                                                                          | Si chiama Zorro/Il quaderno                                               |
| 10312              | 1981              | Johnny Dorelli                                                                                           | Sciacqua l'acqua/Non ti riconosco più                                     |
| 10313              | 1981              | Dario Baldan Bembo                                                                                       | Tu cosa fai stasera/Che gusto c'è                                         |
| 10316              | 1981              | Gianni Bella                                                                                             | Questo amore non si tocca/Agatì                                           |
| 10318              | 1981              | Fiorella Mannoia                                                                                         | Caffè nero bollente/Meno male che il temporale sta passando               |
| 10321              | 1981              | I Detectors                                                                                              | Perfidia/Adelaide                                                         |
| 10322              | 1981              | Patrizia Pellegrino                                                                                      | Beng!!!/Automaticamore                                                    |
| 10329              | 1981              | Nikka Costa                                                                                              | (Out here) On my own/Chained to the blues                                 |
| 10331              | 1981              | Umberto Tozzi                                                                                            | Per Angela/Marea                                                          |
| 10334              | 1981              | Pooh | Chi fermerà la musica/Banda nel vento                                     |
| 10336              | 1981              | Loredana Rancati                                                                                         | Ancor di più/Batti, batti ciabattino                                      |
| 10340              | 1981              | Fiorella Mannoia                                                                                         | E muoviti un po'/Vigliacca notte nera                                     |
| 10342              | 1981              | Enzo Cervo                                                                                               | Voglio te/Musica è                                                        |
| 10343              | 1981              | Viola Valentino                                                                                          | Giorno popolare/Prendiamo i pattini                                       |
| 10348              | 1981              | Loredana Bertè                                                                                           | Movie/La goccia                                                           |
| 10349              | 24 settembre 1981 | Heather Parisi                                                                                           | Cicale/Mr. Pulce                                                          |
| 10352              | 1981              | Mimmo Cavallo                                                                                            | Uh, mammà!/Anna Anna mia                                                  |
| 10353              | 1981              | Sbirulino (Sandra Mondaini)                                                                              | Lo stellone/W Sbirulino                                                   |
| 10354              | 1981              | Rino Dimopoli                                                                                            | Sola/Donna stupenda                                                       |
| 10358              | 1981              | Alessandra                                                                                               | La vita in scatola/Tu non mi ami più                                      |
| 10360              | 1981              | Pooh | Buona fortuna/Lascia che sia                                              |
| 10362              | 1982              | Gigliola Cinquetti                                                                                       | Bella questa Italia/Gli sfrattati                                         |
| 10363              | 1982              | Elisabetta Viviani                                                                                       | C'è/Un 48                                                                 |
| 10367              | 1982              | Patrizia Pellegrino                                                                                      | Matta-ta/Musica spaziale                                                  |
| 10372              | 1982              | Ciro | E domani... dolcemente/E mi va...                                         |
| 10373              | 1982              | Claudia Mori                                                                                             | Non succederà più/Un filo di pazzia                                       |
| 10374              | 1982              | Marina Morgan                                                                                            | Un goal/Lunedì lunedì                                                     |
| 10380              | 1982              | Diego Abatantuono                                                                                        | Eccezzziunale...veramente/Nunzia                                          |
| 10383              | 1982              | Walter Foini                                                                                             | Canzone dedicata/Ragazza di città                                         |
| 10387              | 1983              | Giuni Russo                                                                                              | Good good-bye/Un'estate al mare                                           |
| 10390              | 1982              | Roberto Vecchioni                                                                                        | Hollywood Hollywood/Dentro gli occhi                                      |
| 10391              | 1982              | Nikka Costa                                                                                              | So glad I have you/Bubble full of rainbows                                |
| 10398              | 1982              | Umberto Tozzi                                                                                            | Eva/Mama                                                                  |
| 10401              | 1982              | Giuni Russo                                                                                              | Un'estate al mare/Bing Bang Being                                         |
| 10404              | 1982              | Gli Uno                                                                                                  | 31 all'ombra/31 all'ombra (strumentale)                                   |
| 10405              | 1982              | Interpreti Vari Caterina Caselli, Mina, Camaleonti, Mario Tessuto, Riccardo Del Turco, Adriano Celentano | Sei X 60 - N° 1                                                           |
| 10407              | 1982              | Loredana Bertè                                                                                           | Non sono una signora/Radio                                                |
| 10408              | 1982              | Pino Calvi                                                                                               | Concerto per un amore lontano/Tip tap walking                             |
| 10411              | 1982              | Loredana Rancati                                                                                         | Chi c'è c'è, chi non c'è.../Aria di rinnovamento                          |
| 10414              | 1982              | Stefano Pulga                                                                                            | Come nei fumetti/Dolce luna                                               |
| 10415              | 1982              | Alzek Misheff                                                                                            | Swimming across the Atlantic/(Strumentale)                                |
| 10418              | 1982              | Loredana Bertè                                                                                           | Per i tuoi occhi/I ragazzi di qui                                         |
| 10422              | 1982              | Pupo | Ancora io/Una nuova bugia                                                 |
| 10423              | 1982              | Gino D'Eliso                                                                                             | Magari fosse Natale/Yoly-Hò                                               |
| 10424              | 1982              | Eugenio Bennato                                                                                          | Domani si balla/Domani si balla (versione cantata)                        |
| 10426              | 1982              | Guido Morgavi                                                                                            | Io senza te/Più di ieri                                                   |
| 10430              | 1982              | Elisabetta Viviani                                                                                       | Canzone contro.../Febbre della notte                                      |
| 10431              | 1982              | Giorgia Fiorio                                                                                           | Bimbo/Segreti                                                             |
| 10433              | 1982              | Sandra Mondaini                                                                                          | Tagallo/Diritto rovescio                                                  |
| 10435              | 1982              | Pooh | Non siamo in pericolo/Anni senza fiato                                    |
| 10437              | 1982              | Giuni Russo                                                                                              | Good good-bye/Post-moderno                                                |
|                    | 1982              | Giuni Russo                                                                                              | Una Vipera Sarò/Tappeto Volante                                           |
| 10441              | 1983              | Josy Nowack                                                                                              | Made of gold/Sunrise                                                      |
| 10445              | 1983              | Dario Baldan Bembo, Caterina Caselli e...                                                                | Amico è/Cammina, cammina                                                  |
| 10446              | 1983              | Pino Calvi                                                                                               | Incontrarsi e dirsi addio/Tip-tap walking                                 |
| 10449              | 1983              | Pupo | Cieli azzurri/E invece niente                                             |
| 10450              | 1983              | Giorgia Fiorio                                                                                           | Avrò/Segreti                                                              |
| 10451              | 1983              | Guido Morgavi                                                                                            | Los Angeles/Ora                                                           |
| 10452              | 1983              | Superleo                                                                                                 | Superleo/Savana                                                           |
| 10454              | 1983              | Viola Valentino                                                                                          | Arriva, arriva/Balere                                                     |
| 10456              | 1983              | Heather Parisi                                                                                           | Radiostelle/Alle corde                                                    |
| 10462              | 1983              | Jorge Ben                                                                                                | Falcao (L'Ottavo Re di Roma)/Lorella                                      |
| 10463              | 1983              | Roberto Vecchioni                                                                                        | Hotel degli assassini/Morgana (Luce di giorni passati)                    |
| 10466              | 1983              | Mario Lavezzi                                                                                            | Dolcissima/Bassa quota                                                    |
| 10467              | 1983              | Gianni Bella                                                                                             | Il patto/Fiocco rosso                                                     |
| 10468              | 1983              | Sergio Caputo                                                                                            | Un sabato italiano/Spicchio di luna                                       |
| 10469              | 1983              | Renato Angiolini                                                                                         | Mi corazon/Para ti                                                        |
| 10475              | 1983              | Fiorella Mannoia                                                                                         | Il posto delle viole/Torneranno gli angeli                                |
| 10477              | 1983              | Umberto Tozzi                                                                                            | Nell'aria c'è/Come un carillon                                            |
| 10479              | 1983              | Enrico Ruggeri                                                                                           | Polvere/Non cercare il sole (versione inedita)                            |
| 10481              | 1983              | Sigma Fay                                                                                                | Alien child/You're the drug in my life                                    |
| 10482              | 1983              | Donatella Rettore                                                                                        | Io ho te/Ranch (Lola Pink)                                                |
| 10483              | 1983              | Diego Vilar                                                                                              | Giorno dopo giorno/Notte                                                  |
| 10487              | 1983              | Pupo | E va bene così/Il futuro è già in mezzo a noi                             |
| 10488              | 1983              | Schola Cantorum                                                                                          | Festa grande/Pensaci su                                                   |
| 10496              | 1983              | Stefano Pulga                                                                                            | Desideri pensieri/Love taker                                              |
| 10501              | 1983              | Sergio Caputo                                                                                            | Bimba se sapessi/Mercy bocù                                               |
| 10509              | 1983              | Elisabetta Viviani                                                                                       | Donna di cera/Sera d'autunno                                              |
| 10510              | 1983              | Patrizia 'Zzani                                                                                          | Oktoberfest/Chelsea hotel                                                 |
| 10511              | 1983              | Anna Maria Nazzaro                                                                                       | Lacrime di plastica/Pagherei                                              |
| 10512              | 1983              | Giorgia Fiorio                                                                                           | Un'altra estate/Indovinare                                                |
| 10516              | 1984              | Luc Orient                                                                                               | Gambe di Abebe/About the weather                                          |
| 10518              | 1984              | Dario Baldan Bembo                                                                                       | Voci di città/Ogni volta che cerco la luna                                |
| 10521              | 1984              | Renzo Montagnani                                                                                         | Don Fumino/Il bidello Salvatore                                           |
| 10523              | 1984              | Michele Lisi                                                                                             | Ti amo perché/Solo un flirt                                               |
| 10525              | 1984              | Jair Rodrigues                                                                                           | Io e te/A Rita                                                            |
| 10529              | 1984              | Pupo | Un amore grande/La mia anima                                              |
| 10530              | 1984              | Fiammetta Flamini                                                                                        | Fuoco/Insieme a te non ci sto più                                         |
| 10533              | 1984              | Enrico Ruggeri                                                                                           | Nuovo swing/Vecchia Europa                                                |
| 10534              | 1984              | Giorgia Fiorio                                                                                           | Se ti spogli/Bimbo                                                        |
| 10535              | 1984              | Patty Pravo                                                                                              | Per una bambola/Viaggio                                                   |
| 10539              | 1984              | As Meninas                                                                                               | Per quello che non ho/Lanca Perfume                                       |
| 10541              | 1984              | Gino Bramieri                                                                                            | Caro nonno presidente/Caro nonno presidente (versione)                    |
| 10542              | 1984              | Roberta Voltolini                                                                                        | Stella/...ma che spettacolo!                                              |
| 10543              | 1984              | Sbirulino (Sandra Mondaini)                                                                              | Ci vuole un fiore/Tagallo                                                 |
| 10547              | 1984              | Diego Vilar                                                                                              | Angeli di strada/Giorno dopo giorno                                       |
| 10548              | 1984              | Giuni Russo                                                                                              | Mediterranea/Limonata Cha Cha                                             |
| 10551              | 1984              | Fabio Testi                                                                                              | Palma De Majorca/L'artista                                                |
| 10554              | 1984              | Viola Valentino                                                                                          | Verso sud/Traditi                                                         |
| 10555              | 1984              | Jane Chiquita                                                                                            | Banana/Banana (Strumentale)                                               |
| 10557              | 1984              | Umberto Tozzi                                                                                            | Hurrah!/Hurrah! (English version)                                         |
| 10558              | 1984              | Gianni Togni                                                                                             | Giulia/Ti voglio dire                                                     |
| 10564              | 1984              | Ivan Cattaneo                                                                                            | Quando tramonta il sol/Quando tramonta il sol (dance remix)               |
| 10565              | 1984              | Champagne Molotov                                                                                        | C'è la neve/Quella porta chiusa                                           |
| 10566              | 1984              | Massimo Boldi                                                                                            | Oh! Oh! Oh! (...va bene!)/Oh! Oh! Oh! (Che peperino rap)                  |
| 10568              | 1984              | Teo Teocoli                                                                                              | Gitana/Il guazzabuglio                                                    |
| 10585              | 1984              | Santo | Indiana Jones/The lone wolf                                               |
| 10586              | 1984              | Chewingum band / Betty                                                                                   | Rock'n control - Self control / Shadow dancing                            |
| 10588              | 8 ottobre 1984    | Raffaella Carrà                                                                                          | Dolce far niente/Io ti amo                                                |
| 10590              | 1984              | Adriano Pappalardo                                                                                       | Cominciare/La voglia di tornare                                           |
| 10593              | 1984              | Loretta Goggi                                                                                            | Notte all'opera/Slowly                                                    |
| 10595              | 1985              | Roberta Voltolini                                                                                        | Forza/Andiamo via                                                         |
| 10599              | 1985              | Lena Biolcati                                                                                            | Innamoratevi come me/Nel mio cuore e in altre isole                       |
| 10600              | 1985              | Dario Baldan Bembo                                                                                       | Da quando non ci sei (una volta ancora)/Alberi d'inverno                  |
| 10601              | 1985              | Sign System                                                                                              | Stay with me/Talking about                                                |
| 10602              | 1985              | Marco Rancati                                                                                            | Occhi neri/Take me                                                        |
| 10606              | 1985              | Dodi Battaglia                                                                                           | Più in alto che c'è/Ciao amore... buon appetito!                          |
| 10608              | 1985              | Raffaella Carrà                                                                                          | Amico/Tele-telefonarti                                                    |
| 10610              | 1985              | Enrico Ruggeri                                                                                           | Poco più di niente/La prima sigaretta                                     |
| 10611              | 1985              | Ferro | Licantropo/Mister Jim                                                     |
| 10614              | 1985              | Donatella Rettore                                                                                        | Femme fatale/Finché si è giovani                                          |
| 10615              | 1985              | Righeira                                                                                                 | L'estate sta finendo/Prima dell'estate                                    |
| 10617              | 1985              | Ivan Cattaneo & Dadavox                                                                                  | Dancin' number/To be in love with you                                     |
| 10618              | 1985              | Pooh | Se nasco un'altra volta/Per chi merita di più                             |
| 10619              | 1985              | Marco Rancati                                                                                            | Velocità lucidamente/Ribelli                                              |
| 10621              | 1985              | Giampi Alpiani                                                                                           | La prima volta/Viva lei                                                   |
| 10622              | 1985              | On Air                                                                                                   | Movies/At the movies                                                      |
| 10623              | 1985              | Patty Pravo                                                                                              | Menù/Day by Day                                                           |
| 10624              | 1985              | Giorgio Ariani e Enzo Garinei                                                                            | Honolulu baby/Stan & babe                                                 |
| 10625              | 1985              | Peppi Nocera                                                                                             | Imburrami/(Scatenatissimo) Shake                                          |
| 10627              | 1985              | Katzaniwa                                                                                                | Alcatraz/Evasione                                                         |
| 10631              | 1985              | Twins | Deep within in my heart/Talk to me                                        |
| 10632              | 1985              | Lena Biolcati                                                                                            | Nati per vincere/C'è ancora cielo                                         |
| 10633              | 1985              | Tomato                                                                                                   | Tam tam/Questo è un po' di noi                                            |
| 10641              | 1985              | Gianni Togni                                                                                             | Segui il tuo cuore/Che colpa ne ho                                        |
| 10646              | 1985              | Roberto Vecchioni                                                                                        | Fratel Coniglietto/Samarcanda                                             |
| 10652              | 1985              | Paolo Ormi                                                                                               | Che cannonata/Tema di Alessandra                                          |
| 10653              | 1986              | Righeira                                                                                                 | Innamoratissimo (tu che fai battere forte il mio cuore/Gli parlerò di te) |
| 10660              | 1986              | Lena Biolcati                                                                                            | Grande, grande amore/Prima che il mattino arrivi                          |
| 10664              | 1986              | Aleandro Baldi                                                                                           | La nave va/Alberi                                                         |
| 10668              | 1986              | Sylvie Vartan                                                                                            | One shot lover/I saw Mary                                                 |
| 10669              | 1986              | Giorgia                                                                                                  | Tell me why/Take it or leave it                                           |
| 10673              | 1986              | Biancaneve                                                                                               | Prince kiss/Prince kiss (Strumentale)                                     |
| 10676              | 1986              | Schirone                                                                                                 | Onde/Waves                                                                |
| 10677              | 1986              | Bang | Ora o mai/Mezz'ora                                                        |
| 10678              | 1986              | Ricky | Bang bang bang/?                                                          |
| 10680              | 1986              | Dave Electric                                                                                            | She's ready to rock/She's ready to rock (Strumentale)                     |
| 10681              | 1986              | Lena Biolcati                                                                                            | Io donna anch'io/C'è ancora cielo                                         |
| 10687              | 1986              | Righeira                                                                                                 | Italians a go-go/3-D                                                      |
| 10689              | 1986              | Time Out                                                                                                 | Love & Sunshine/Future triboo                                             |
| 10698              | 1986              | Righeira                                                                                                 | Bambini forever/Arruinado                                                 |
| 10701              | 1986              | Lorella Cuccarini e Alessandra Martines                                                                  | L'amore è/Chi è di scena                                                  |
| 10702              | 1986              | Oscar Prudente / Coro Coro                                                                               | Stadium/Come vorrei un mondo che cantasse insieme a me                    |
| 10703              | 1986              | Jill Vergottini                                                                                          | Invitation to a heartache/Chinatown                                       |
| 10708              | 1987              | Christal                                                                                                 | Fire lady/Fire lady (Strumentale)                                         |
| 10711              | 1987              | Enrico Ruggeri                                                                                           | Non finirà/La partecipazione                                              |
| 10713              | 1987              | Gianni Morandi, Enrico Ruggeri e Umberto Tozzi                                                           | Si può dare di più/La canzone della verità                                |
| 10714              | 1987              | Umberto Marzotto                                                                                         | Conta chi canta/Calipso                                                   |
| 10715              | 1987              | Bang | Lupo di strada/Esprimi un desiderio                                       |
| 10716              | 1987              | Charley Deanesi                                                                                          | Stringimi le mani/Muoviti, muoviti                                        |
| 10717              | 1987              | Lena Biolcati                                                                                            | Vita mia/Uomo di una notte                                                |
| 10718              | 1987              | Sergio Caputo                                                                                            | Il Garibaldi innamorato/Flamenco amorespia                                |
| 10723              | 1987              | Umberto Marzotto                                                                                         | Tirami fuori Alfredo dal frigo/Conta chi canta                            |
| 10728              | 1987              | Aleandro Baldi                                                                                           | La curva dei sogni/Perdo te                                               |
| 10730              | 1987              | King Maker Mob                                                                                           | Mad dogs/Only dogs                                                        |
| 10731              | 1987              | Venice                                                                                                   | Hello D.J./It's never too late                                            |
| 10732              | 1987              | Take Care                                                                                                | You're the song/(Bonus beat version)                                      |
| 10736              | 1987              | Novecento                                                                                                | Changes/Changes (dib version)                                             |
| 10737              | 1987              | Umberto Tozzi e Raf                                                                                      | Gente di mare/Lascia che sia il tuo cuore                                 |
| 10740              | 1987              | Matia Bazar                                                                                              | Noi/Ai confini della realtà                                               |
| 10741              | 1987              | Schirone                                                                                                 | Un'estate fortunata/Musical Summer                                        |
| 10742              | 1987              | Kiki Gaida                                                                                               | Isole vergini/Virginal mystery                                            |
| 10744              | 1987              | Ferri e Mattioli                                                                                         | Il mare/The sea                                                           |
| 10746              | 1987              | Giorgia (Fiorio)                                                                                         | Rock show/Clip show                                                       |
| 10753              | 1987              | Righeira                                                                                                 | Oasi in città/Oasi in città (Soft mix)                                    |
| 10765              | 1987              | Divo | We can't go on/Donne solitarie                                            |
| 10777              | 1987              | Johnson Righeira Foundation                                                                              | Yes I know my way/Nina yo te quiero                                       |
| 10784              | 1988              | Enrico Ruggeri                                                                                           | Giorni randagi/Cuba (Live in Toronto)                                     |
| 10788              | 1988              | Giorgia Fiorio                                                                                           | Io con te/Prende al cuore (remake)                                        |
| 10789              | 1988              | Raf | Inevitabile follia/E gli altri dormono                                    |
| 10790              | 1988              | Matia Bazar                                                                                              | La prima stella della sera/Mi manchi ancora                               |
| 10793              | 1988              | Francesco Baccini                                                                                        | Mamma dammi i soldi/Golf                                                  |
| 10797              | 1988              | Man | Shock me/Shock me (Strumentale)                                           |
| 10802              | 1988              | Sharks                                                                                                   | Il mio roch'n'roll/Dimmi che ci stai                                      |
| 10807              | 1988              | Umberto Tozzi                                                                                            | Immensamente (Remix dance)/Tu sei di me (Live)                            |
| 10808              | 1988              | Righeira                                                                                                 | Companero/Companero (The other version)                                   |
| 10809              | 1988              | Raf | Svegliarsi un anno fa/?                                                   |
| 10810              | 1988              | Adriano Pappalardo                                                                                       | Sandy/Calci in culo                                                       |
| 10811              | 1988              | Piccolo Coro dell'Antoniano                                                                              | Tendete la mano (a un bambino che soffre)/(Strumentale)                   |
| 10812              | 1988              | Marco Masini                                                                                             | Uomini/Bugie                                                              |
| 10818              | 1989              | Max Coveri                                                                                               | Marry go round/?                                                          |
| 10821              | 1989              | Armando De Razza                                                                                         | Esperanza d'escobar/Tanf de merde                                         |
| 10823              | 1989              | Sharks                                                                                                   | Tentazioni/Questa donna                                                   |
| 10825              | 1989              | Raf | Cosa resterà (degli anni 80)/Sabbia nei bar                               |
| 10826              | 1989              | Aleandro Baldi                                                                                           | E così sia/Monterosa                                                      |
| 10827              | 1989              | Sergio Caputo                                                                                            | Rifarsi una vita/Anche i detective piangono                               |
| 10834              | 1989              | Dado Parisini                                                                                            | Mery per sempre/Mery per sempre (2)                                       |
| 10835              | 1989              | Raf | Ti pretendo/E sia così                                                    |
| 10840              | 1989              | Matia Bazar                                                                                              | Stringimi/Il mare                                                         |
| 10841              | 1989              | Lipstick                                                                                                 | Quelle del rock'n'roll/Dannato angelo                                     |
| 10842              | 1989              | S.Epifan                                                                                                 | Hombre/Worm and frog                                                      |
| 10846              | 1989              | Raf | La battaglia del sesso/?                                                  |
| 10849              | 1989              | Sueno Latino                                                                                             | Luxuria/?                                                                 |
| 15392              | 1989              | Francesco Baccini                                                                                        | Figlio unico/Figlio unico (album version)                                 |
| 2292 46646-7       | 1989              | Giacomo Celentano                                                                                        | Musica veloce/Che te ne fai                                               |

### Anni '90
| Numero di catalogo | Anno | Interprete                              | Titoli                                                     |
| ------------------ | ---- | --------------------------------------- | ---------------------------------------------------------- |
| 9031 70849-7       | 1990 | Pooh                                    | Donne italiane/Davanti al mare                             |
| 9031 71058-7       | 1990 | Fiorella Pierobon                       | Vedrai.../Alice delle meraviglie                           |
| 9031 71103-7       | 1990 | Pooh                                    | Uomini soli                                                |
| 9031 71691-7       | 1990 | Enrico Ruggeri                          | Ti avrò/Il volo del falco e del gabbiano                   |
| 9031 71752-7       | 1990 | Francesco Baccini e Ladri di Biciclette | Sotto questo sole/Sotto questo sole (Strumentale)          |
| 9031 72062-7       | 1990 | Giada                                   | Il ballo di Simone/Il ballo di Simone (Strumentale)        |
| 9031 72181-7       | 1990 | Francesco Baccini                       | Le donne di Modena/Golf                                    |
| 9031 72779-7       | 1990 | Litfiba                                 | El diablo/Vendette (Live)                                  |
| 9031 72871-7       | 1990 | Enrico Ruggeri                          | Notte di stelle/Punk (prima di te)                         |
| 9031 73363-7       | 1991 | Pino Daniele                            | 'O scarrafone/'O scarrafone (scaramix edit version)        |
| 9031 73658-1       | 1991 | Vidia/Bandabardò                        | Solo un folle può sfidare le sue molle (edizione limitata) |
| 9031 73840-7       | 1991 | Umberto Tozzi                           | Gli altri siamo noi/Dimentica dimentica                    |
| 9031 73850-7       | 1991 | Raf                                     | Oggi un Dio non ho/Interminatamente                        |
| 9031 73930-7       | 1991 | Fandango                                | Che grossa nostalgia/Ti chiamerò                           |
| 9031 74568-7       | 1991 | Francesco Baccini                       | Qua qua quando (1964 version)/(Reggae version)             |
| 9031 74570-7       | 1991 | Umberto Tozzi                           | Gli innamorati/Gli altri siamo noi                         |
| 9031 74572-7       | 1991 | Litfiba                                 | Gioconda/Il volo                                           |
| 9031 75646-7       | 1991 | Raf                                     | Senza respiro/Senza respiro (live)                         |
| 9031 75892-7       | 1991 | Enrico Ruggeri                          | Peter Pan/Il volo di Peter Pan (X version)                 |
| 9031 77024-7       | 1992 | Giampaolo Bertuzzi                      | Un altro mondo nell'universo/?                             |
| 9031 77161-7       | 1992 | Nuova Compagnia di Canto Popolare       | Pe' dispietto/Stella d'argiento                            |
| 9031 77170-7       | 1992 | Enrico Ruggeri                          | Prima del temporale/Prima del temporale (Gigi version)     |

## Serie internazionale
Dischi di artisti perlopiù stranieri pubblicati in Italia.
| Numero di catalogo | Anno | Interprete                         | Titoli                                                     |
| ------------------ | ---- | ---------------------------------- | ---------------------------------------------------------- |
| INT 10457          | 1983 | Righeira                           | Vamos a la playa/Vamos a la playa (spanish version)        |
| INT 10458          | 1983 | Phaeax                             | Talk about/Talk about (instrumental remixed version)       |
| INT 10464          | 1983 | Time                               | Can't you feel it/Can't you feel it (strumentale)          |
| INT 10471          | 1983 | Dan Hill                           | It's a long road/It's a long road (strumentale)            |
| INT 10473          | 1983 | Roman Grey                         | Look me in the eyes/She waits                              |
| INT 10476          | 1983 | Men Without Hats                   | Safety dance/Security                                      |
| INT 10478          | 1983 | Fake                               | Donna rouge/Donna rouge (strumentale)                      |
| INT 10485          | 1983 | Casco                              | Cybernetic love/Cybernetic love (strumentale)              |
| INT 10489          | 1983 | Enzo Persuader                     | Pretty lover/ Pretty lover (strumentale)                   |
| INT 10490          | 1983 | Trans-X                            | Vivre sur video/Digital world                              |
| INT 10492          | 1983 | Mr. Flagio                         | Take a chance/Take a chance (strumentale)                  |
| INT 10493          | 1983 | Koxo                               | Shake it up/Shake it up (strumentale)                      |
| INT 10495          | 1983 | O'Gar - (Marco Ongaro)             | Playback fantasy/Playback fantasy (strumentale)            |
| INT 10497          | 1983 | Monyaka                            | Go deh yaka (Go to the top)/(Parte 2)                      |
| INT 10498          | 1983 | Moovie Music                       | I know you're there/I know you're there (strumentale)      |
| INT 10500          | 1983 | Sylvester                          | Band of gold (Radio edit)/Band of gold (Dub mix)           |
| INT 10502          | 1983 | Club House                         | Do it again/Billie Jean/Infusion                           |
| INT 10503          | 1983 | Mezzoforte                         | Garden party/Early autumn                                  |
| INT 10504          | 1983 | Dial-M                             | Modern day love/House of joy                               |
| INT 10505          | 1983 | Eartha Kitt                        | Where is my man/Where is my man (strumentale)              |
| INT 10506          | 1983 | Susie Hep                          | Only you, only me/Ricci                                    |
| INT 10507          | 1983 | Peter Stridh                       | Garbo/Mr. DJ                                               |
| INT 10514          | 1984 | Dust Man                           | King of the ghetto/King of the ghetto (Dub version)        |
| INT 10515          | 1984 | Mike Edwards                       | Beat of my heart/Hardware times                            |
| INT 10520          | 1984 | Dhuo                               | Walkin'/Chinatype                                          |
| INT 10524          | 1984 | Righeira                           | No tengo dinero/Dinero scratch                             |
| INT 10526          | 1984 | Indeep                             | The record keeps spinning/(strumentale)                    |
| INT 10527          | 1984 | Grandmaster & M.elle Mel           | White lines (Don't don't do it)/(Version)                  |
| INT 10531          | 1984 | Rockets                            | Under the sun/Private network                              |
| INT 10536          | 1984 | Break Machine                      | Streed dance/Street dance (strumentale)                    |
| INT 10537          | 1984 | Cube                               | Concert boy/Building on land                               |
| INT 10540          | 1984 | Fred Ventura                       | Zeit/Hollywood party                                       |
| INT 10549          | 1984 | Lucía                              | Que belleza/Que belleza (strumentale)                      |
| INT 10550          | 1984 | Roby Mc Piano                      | The Scot ghost (Walks on the dreams)/(strumentale)         |
| INT 10563          | 1984 | Al Derek                           | Pizza from Italia/Take care of yourself                    |
| INT 10570          | 1984 | Mike Edwards                       | (Won't let you) Slip away/Won't give it                    |
| INT 10571          | 1984 | Hilario                            | Danca menina bajana/Calipso da praia                       |
| INT 10572          | 1984 | SN8                                | Zuppa romana/Das elefantenlied                             |
| INT 10573          | 1984 | Righeira                           | Hey mama/Hey mama (Spanish version)                        |
| INT 10574          | 1984 | Los Garcia                         | La colegiala/Senor Ali Baba                                |
| INT 10575          | 1984 | Baba Yaga                          | Papaya/Papaya (versione)                                   |
| INT 10577          | 1984 | Falco                              | Junge roemer/No answer (Hallo Deutschland)                 |
| INT 10581          | 1984 | Lust                               | Take to nowhere/Take to nowhere (version)                  |
| INT 10584          | 1984 | Mystic Rhythm                      | Killer on the rampage/Kings of discoland                   |
| INT 10587          | 1984 | Jair Rodrigues                     | Oba oba (tudo bem)/Ancora no                               |
| INT 10589          | 1984 | Axel Bauer                         | Cargo/Cargo (remix)                                        |
| INT 10591          | 1984 | VideoKids                          | Woodpeckers From Space/Rap and Sing Along                  |
| INT 10592          | 1984 | Psycon                             | Make yourself scarce/Scarce                                |
| INT 10604          | 1985 | Robey                              | One night in Bangkok/Bored and beautiful                   |
| INT 10605          | 1985 | Willy Finlayson                    | On the air tonight/After the fall                          |
| INT 10626          | 1985 | Opus                               | Live is life/Up and down                                   |
| INT 10630          | 1985 | Herve Didier                       | D.O.M. T.O.M. Girl/(Remix)                                 |
| INT 10635          | 1985 | Two of Us                          | Blue night shadow/Blue night shadow (version)              |
| INT 10637          | 1985 | Century                            | Lover why/Rainin' in the park                              |
| INT 10644          | 1985 | Eva                                | The middle of the night/Someday you'll be sorry            |
| INT 10647          | 1985 | Three Degrees                      | The heaven I need/Gimme, gimme, gimme                      |
| INT 10648          | 1985 | Hey Fever                          | The sneezing song/(Sing-it-yourself version)               |
| INT 10654          | 1986 | Beau Geste                         | Criume in Bombay/Crime in Bombay (strumentale)             |
| INT 10655          | 1986 | Eyeless in Gaza                    | Welcome now/Sweet life longer                              |
| INT 10657          | 1986 | L Vira                             | Talkin' 'bout Rambo/Don't do it buddy                      |
| INT 10663          | 1986 | Hong Kong Syndikat                 | Too much/Too much (version)                                |
| INT 10666          | 1986 | Regina                             | Baby love/Baby love (Dub version)                          |
| INT 10667          | 1986 | First Patrol                       | War/Fanfare from Rocky 4/Pioneer 2                         |
| INT 10671          | 1986 | Three Degrees                      | This is the house/This is the house (strumentale)          |
| INT 10674          | 1986 | Daf                                | Brothers (mix Gabi)/Brothers (mix Roberts)                 |
| INT 10686          | 1986 | Chris Norman                       | Midnight lady/Woman                                        |
| INT 10696          | 1986 | Deutsch-Amerikanische Freundschaft | Voulez vous coucher avec moi/Sin                           |
| INT 10699          | 1986 | Boris Gardiner                     | I wanna wake up with you/You're good for me                |
| INT 10700          | 1986 | Bruce & Bongo                      | Hi ho-Heigh ho-Whistle while you work/Monkey dance         |
| INT 10706          | 1986 | Carl Lewis                         | Break it up/Quebra la                                      |
| INT 10727          | 1987 | Mel & Kim                          | Respectable/Respectable (strumentale)                      |
| INT 10729          | 1987 | Patrizio Oliva                     | Che bello è/Sogno di libertà                               |
| INT 10734          | 1987 | William Pitt                       | City lights/City lights (strumentale)                      |
| INT 10735          | 1987 | Bruce & Bongo                      | The best disco (in the world)/Yahoo                        |
| INT 10755          | 1987 | Mel & Kim                          | F.L.M./?                                                   |
| INT 10787          | 1988 | Kamille                            | Days of Pearly Spencer/Down the boulevard                  |
| INT 10794          | 1988 | Cappella                           | Bauhaus/Bauhaus (strumentale)                              |
| INT 10804          | 1988 | New Order                          | Blue monday 1988/Beach buggy                               |
| INT 10806          | 1988 | Sinitta                            | Cross my broken heart/Toy boy                              |
| INT 10814          | 1988 | The Timelords                      | Doctorin' the Tardis                                       |
| INT 10816          | 1988 | Mandy                              | Victim of pleasure/?                                       |
| INT 10817          | 1988 | Hithouse                           | Jack the sound of the underground/(Samples + Instrumental) |
| INT 10819          | 1989 | New Order                          | Fine time/?                                                |
| INT 10822          | 1989 | Jigsaw                             | Sky high/?                                                 |
| INT 10824          | 1989 | Angry Anderson                     | Calling/?                                                  |
| INT 10830          | 1989 | Buffalo Chavane                    | El bimbo '89/?                                             |
| INT 10833          | 1989 | V. Capri                           | Haunting me/?                                              |
| INT 10836          | 1989 | Mandy Smith                        | Don't you want me baby/?                                   |
| INT 10838          | 1989 | Rocco Granata                      | Marina/?                                                   |